# Lijst van libellen
Onderstaande Lijst van libellen bevat alle beschreven libellen van de wereld.
- Acanthaeschna victoria Martin, 1901
- Acanthagrion abunae Leonard, 1977
- Acanthagrion adustum Williamson, 1916
- Acanthagrion aepiolum Tennessen, 2004
- Acanthagrion amazonicum Sjöstedt, 1918
- Acanthagrion apicale Selys, 1876
- Acanthagrion ascendens Calvert, 1909
- Acanthagrion chacoense Calvert, 1909
- Acanthagrion chararum Calvert, 1909
- Acanthagrion cuyabae Calvert, 1909
- Acanthagrion dichrostigma De Marmels, 1985
- Acanthagrion egleri Santos, 1961
- Acanthagrion floridense Fraser, 1946
- Acanthagrion fluviatile (De Marmels, 1984)
- Acanthagrion gracile (Rambur, 1842)
- Acanthagrion hartei Muzón & Lozano, 2005
- Acanthagrion hildegarda Gloger, 1967
- Acanthagrion indefensum Williamson, 1916
- Acanthagrion inexpectum Leonard, 1977
- Acanthagrion jessei  Leonard, 1977
- Acanthagrion kennedii Williamson, 1916
- Acanthagrion lancea Selys, 1876
- Acanthagrion latapistylum Calvert, 1902
- Acanthagrion longispinosum Leonard, 1977
- Acanthagrion minutum Leonard, 1977
- Acanthagrion obsoletum (Förster, 1914)
- Acanthagrion peruanum Schmidt, 1942
- Acanthagrion peruvianum Leonard, 1977
- Acanthagrion phallicorne Leonard, 1977
- Acanthagrion quadratum Selys, 1876
- Acanthagrion rubrifrons Leonard, 1977
- Acanthagrion speculum Garrison, 1985
- Acanthagrion taxaense Santos, 1965
- Acanthagrion temporale Selys, 1876
- Acanthagrion tepuiense De Marmels, 1985
- Acanthagrion trilobatum Leonard, 1977
- Acanthagrion truncatum Selys, 1876
- Acanthagrion vidua Selys, 1876
- Acanthagrion viridescens Leonard, 1977
- Acanthagrion williamsoni Leonard, 1977
- Acanthagrion yungarum Ris, 1918
- Acanthallagma caeruleum Williamson & Williamson, 1924
- Acanthallagma luteum Williamson & Williamson, 1924
- Acanthallagma strohmi Williamson & Williamson, 1924
- Aceratobasis cornicauda (Calvert, 1909)
- Aceratobasis macilenta (Rambur, 1842)
- Aceratobasis mourei (Santos, 1970)
- Aceratobasis nathaliae (Lencioni, 2004)
- Aciagrion africanum Martin, 1908
- Aciagrion approximans (Selys, 1876)
- Aciagrion azureum Fraser, 1922
- Aciagrion balachowskyi Legrand, 1982
- Aciagrion borneense Ris, 1911
- Aciagrion brosseti Legrand, 1982
- Aciagrion congoense (Sjöstedt, 1917)
- Aciagrion dondoense Dijkstra, 2007
- Aciagrion fasciculare Lieftinck, 1934
- Aciagrion feuerborni Schmidt, 1934
- Aciagrion fragilis (Tillyard, 1906)
- Aciagrion gracile (Sjöstedt, 1909)
- Aciagrion hamoni Fraser, 1955
- Aciagrion heterosticta Fraser, 1955
- Aciagrion hisopa (Selys, 1876)
- Aciagrion huaanensis Xu, 2005
- Aciagrion karamoja Pinhey, 1962
- Aciagrion macrootithenae Pinhey, 1972
- Aciagrion migratum (Selys, 1876)
- Aciagrion nodosum (Pinhey, 1964)
- Aciagrion occidentale Laidlaw, 1919
- Aciagrion olympicum Laidlaw, 1919
- Aciagrion pallidum Selys, 1891
- Aciagrion pinheyi Samways, 2001
- Aciagrion rarum (Longfield, 1947)
- Aciagrion steeleae Kimmins, 1955
- Aciagrion tillyardi Laidlaw, 1919
- Aciagrion tonsillare Lieftinck, 1937
- Aciagrion walteri Carfi & D'Andrea, 1994
- Aciagrion zambiense Pinhey, 1972
- Acisoma panorpoides Rambur, 1842
- Acisoma trifida Kirby, 1889
- Acrogomphus earnshawi (Fraser, 1924)
- Acrogomphus fraseri Laidlaw, 1925
- Acrogomphus jubilaris Lieftinck, 1964
- Acrogomphus malayanus Laidlaw, 1925
- Acrogomphus minor Laidlaw, 1931
- Acrogomphus naninus (Förster, 1905)
- Acrogomphus walshi Lieftinck, 1935
- Adversaeschna brevistyla (Rambur, 1842)
- Aeolagrion axine Dunkle, 1991
- Aeolagrion dorsale (Burmeister, 1839)
- Aeolagrion inca (Selys, 1876)
- Aeolagrion philipi Tennessen, 2009
- Aeschnophlebia anisoptera Selys, 1883
- Aeschnophlebia longistigma Selys, 1883
- Aeschnophlebia optata Selys, 1883
- Aeschnophlebia zygoptera Belyshev, 1965
- Aeschnosoma auripennis Geijskes, 1970
- Aeschnosoma elegans Selys, 1871
- Aeschnosoma forcipula Hagen in Selys, 1871
- Aeschnosoma marizae Santos, 1981
- Aeschnosoma rustica Hagen in Selys, 1871
- Aeshna affinis Vander Linden, 1820
- Aeshna athalia Needham, 1930
- Aeshna baicalensis Belyshev, 1964
- Aeshna caerulea (Ström, 1783)
- Aeshna canadensis Walker, 1908
- Aeshna clepsydra Say, 1840
- Aeshna constricta Say, 1840
- Aeshna crenata Hagen, 1856
- Aeshna cyanea (Müller, 1764)
- Aeshna ellioti Kirby, 1896
- Aeshna eremita Scudder, 1866
- Aeshna frontalis Navás, 1936
- Aeshna grandis (Linnaeus, 1758)
- Aeshna interrupta Walker, 1908
- Aeshna juncea (Linnaeus, 1758)
- Aeshna lucia Needham, 1930
- Aeshna meruensis Sjöstedt, 1909
- Aeshna minuscula McLachlan, 1896
- Aeshna mixta Latreille, 1805
- Aeshna moori Pinhey, 1981
- Aeshna nigroflava Martin, 1908
- Aeshna osiliensis Mierzejewski, 1913
- Aeshna palmata Hagen, 1856
- Aeshna persephone Donnelly, 1961
- Aeshna petalura Martin, 1909
- Aeshna rileyi Calvert, 1892
- Aeshna scotias Pinhey, 1952
- Aeshna septentrionalis Burmeister, 1839
- Aeshna serrata Hagen, 1856
- Aeshna sitchensis Hagen, 1861
- Aeshna subarctica Walker, 1908
- Aeshna subpupillata McLachlan, 1896
- Aeshna tuberculifera Walker, 1908
- Aeshna umbrosa Walker, 1908
- Aeshna verticalis Hagen, 1861
- Aeshna viridis Eversmann, 1836
- Aeshna walkeri Kennedy, 1917
- Aeshna williamsoniana Calvert, 1905
- Aeshna wittei Fraser, 1955
- Aeshna yemenensis Waterston, 1985
- Aethiothemis basilewskyi Fraser, 1954
- Aethiothemis bequaerti Ris, 1919
- Aethiothemis carpenteri (Fraser, 1944)
- Aethiothemis diamangae Longfield, 1959
- Aethiothemis discrepans Lieftinck, 1969
- Aethiothemis mediofasciata Ris, 1931
- Aethiothemis palustris Martin, 1912
- Aethiothemis solitaria Martin, 1908
- Aethriamanta aethra Ris, 1912
- Aethriamanta brevipennis (Rambur, 1842)
- Aethriamanta circumsignata Selys, 1897
- Aethriamanta gracilis (Brauer, 1878)
- Aethriamanta nymphaeae Lieftinck, 1949
- Aethriamanta rezia Kirby, 1889
- Africallagma cuneistigma (Pinhey, 1969)
- Africallagma elongatum (Martin, 1907)
- Africallagma glaucum (Burmeister, 1839)
- Africallagma pallidulum Dijkstra, 2007
- Africallagma pseudelongatum (Longfield, 1936)
- Africallagma rubristigma (Schmidt, 1951)
- Africallagma sapphirinum (Pinhey, 1950)
- Africallagma sinuatum (Ris, 1921)
- Africallagma subtile (Ris, 1921)
- Africallagma vaginale (Sjöstedt, 1917)
- Africocypha lacuselephantum (Karsch, 1899)
- Agriocnemis aderces Lieftinck, 1932
- Agriocnemis alcyone Laidlaw, 1931
- Agriocnemis angolense Longfield, 1947
- Agriocnemis angustirami Pinhey, 1974
- Agriocnemis argentea Tillyard, 1906
- Agriocnemis carmelita Selys, 1877
- Agriocnemis clauseni Fraser, 1922
- Agriocnemis corbeti Kumar & Prasad, 1978
- Agriocnemis dabreui Fraser, 1919
- Agriocnemis dissimilis D'Andrea & Carfi, 1997
- Agriocnemis dobsoni Fraser, 1954
- Agriocnemis exilis Selys, 1872
- Agriocnemis exsudans Selys, 1877
- Agriocnemis falcifera Pinhey, 1959
- Agriocnemis femina (Brauer, 1868)
- Agriocnemis forcipata Le Roi, 1915
- Agriocnemis gratiosa Gerstäcker, 1891
- Agriocnemis interrupta Fraser, 1927
- Agriocnemis inversa Karsch, 1899
- Agriocnemis keralensis Peters, 1981
- Agriocnemis kunjina Watson, 1974
- Agriocnemis lacteola Selys, 1877
- Agriocnemis luteola Navás, 1936
- Agriocnemis maclachlani Selys, 1877
- Agriocnemis merina Lieftinck, 1965
- Agriocnemis minima Selys, 1877
- Agriocnemis naia Fraser, 1923
- Agriocnemis nana Laidlaw, 1914
- Agriocnemis palaeforma Pinhey, 1959
- Agriocnemis pieli Navás, 1933
- Agriocnemis pieris Laidlaw, 1919
- Agriocnemis pinheyi Balinsky, 1963
- Agriocnemis pygmaea (Rambur, 1842)
- Agriocnemis ruberrima Balinsky, 1961
- Agriocnemis rubricauda Tillyard, 1913
- Agriocnemis salomonis Lieftinck, 1949
- Agriocnemis sania Nielsen, 1959
- Agriocnemis splendissima Laidlaw, 1919
- Agriocnemis thoracalis Sjöstedt, 1917
- Agriocnemis victoria Fraser, 1928
- Agriocnemis zerafica Le Roi, 1915
- Agriogomphus ericae (Belle, 1966)
- Agriogomphus jessei (Williamson, 1918)
- Agriogomphus sylvicola Selys, 1869
- Agriogomphus tumens (Calvert, 1905)
- Agriomorpha fusca May, 1933
- Agrionoptera bartola Needham & Gyger, 1937
- Agrionoptera cardinalis Lieftinck, 1962
- Agrionoptera insignis (Rambur, 1842)
- Agrionoptera longitudinalis Selys, 1878
- Agrionoptera sanguinolenta Lieftinck, 1962
- Agrionoptera sexlineata Selys, 1879
- Agyrtacantha dirupta (Karsch, 1889)
- Agyrtacantha microstigma (Selys, 1878)
- Agyrtacantha othello  Lieftinck, 1942
- Agyrtacantha tumidula Lieftinck, 1937
- Allocnemis leucosticta Selys, 1863
- Allocnemis mitwabae Pinhey, 1961
- Allolestes maclachlani Selys, 1869
- Allopetalia pustulosa Selys, 1873
- Allopetalia reticulosa Selys, 1873
- Allopodagrion brachyurum De Marmels, 2001
- Allopodagrion contortum (Hagen in Selys, 1862)
- Allopodagrion erinys (Ris, 1913)
- Amanipodagrion gilliesi Pinhey, 1962
- Amorphostigma armstrongi Fraser, 1925
- Amorphostigma auricolor Fraser, 1927
- Amphiaeschna ampla (Rambur, 1842)
- Amphiagrion abbreviatum (Selys, 1876)
- Amphiagrion saucium (Burmeister, 1839)
- Amphiallagma parvum (Selys, 1876)
- Amphicnemis amabilis Lieftinck, 1940
- Amphicnemis annae Lieftinck, 1940
- Amphicnemis bebar Dow, Choong & Ng, 2010
- Amphicnemis bicolor (Martin, 1897)
- Amphicnemis billitonis Lieftinck, 1940
- Amphicnemis bonita (Needham & Gyger, 1939)
- Amphicnemis braulitae Villanueva, 2005
- Amphicnemis cantuga (Needham & Gyger, 1939)
- Amphicnemis circularis Lieftinck, 1974
- Amphicnemis dactylostyla Lieftinck, 1953
- Amphicnemis dentifer (Needham & Gyger, 1939)
- Amphicnemis ecornuta Selys, 1889
- Amphicnemis erminea Lieftinck, 1953
- Amphicnemis flavicornis (Needham & Gyger, 1939)
- Amphicnemis furcata Brauer, 1868
- Amphicnemis glauca Brauer, 1868
- Amphicnemis gracilis Krüger, 1898
- Amphicnemis hoisen Dow, Choong & Ng, 2010
- Amphicnemis incallida (Needham & Gyger, 1939)
- Amphicnemis isabela Gapud, 2006
- Amphicnemis kuiperi Lieftinck, 1937
- Amphicnemis lestoides Brauer, 1868
- Amphicnemis madelenae Laidlaw, 1913
- Amphicnemis mariae Lieftinck, 1940
- Amphicnemis martini Ris, 1911
- Amphicnemis pandanicola Lieftinck, 1953
- Amphicnemis platystyla Lieftinck, 1953
- Amphicnemis remiger Laidlaw, 1912
- Amphicnemis smedleyi Laidlaw, 1926
- Amphicnemis wallacii Selys, 1863
- Amphigomphus hansoni Chao, 1954
- Amphigomphus nakamurai Karube, 2001
- Amphigomphus somnuki Hämäläinen, 1996
- Amphipteryx agrioides Selys, 1853
- Amphipteryx chiapensis González-Soriano, 2010
- Amphipteryx meridionalis González-Soriano, 2010
- Amphipteryx nataliae González-Soriano, 2010
- Amphithemis curvistyla Selys, 1891
- Amphithemis kerri Fraser, 1933
- Amphithemis vacillans Selys, 1891
- Anaciaeschna donaldi Fraser, 1922
- Anaciaeschna isoceles (Müller, 1767)
- Anaciaeschna jaspidea (Burmeister, 1839)
- Anaciaeschna kashimirensis Singh & Baijal, 1954
- Anaciaeschna martini (Selys, 1897)
- Anaciaeschna megalopis Martin, 1908
- Anaciaeschna melanostoma Lieftinck, 1949
- Anaciaeschna moluccana lieftinck, 1930
- Anaciaeschna montivagans Lieftinck, 1932
- Anaciaeschna triangulifera McLachlan, 1896
- Anatya guttata (Erichson, 1848)
- Anatya januaria Ris, 1911
- Anax amazili (Burmeister, 1839)
- Anax bangweuluensis Kimmins, 1955
- Anax chloromelas Ris, 1911
- Anax concolor Brauer, 1865
- Anax congoliath Fraser, 1953
- Anax ephippiger (Burmeister, 1839)
- Anax fumosus Hagen, 1867
- Anax georgius Selys, 1872
- Anax gibbosulus Rambur, 1842
- Anax guttatus (Burmeister, 1839)
- Anax immaculifrons Rambur, 1842
- Anax imperator Leach, 1815
- Anax indicus Lieftinck, 1942
- Anax junius (Drury, 1773)
- Anax longipes Hagen, 1861
- Anax maclachlani  Förster, 1898
- Anax mandrakae Gauthier, 1988
- Anax nigrofasciatus Oguma, 1915
- Anax panybeus Hagen, 1867
- Anax parthenope (Selys, 1839)
- Anax piraticus Kennedy, 1934
- Anax pugnax Lieftinck, 1942
- Anax selysi Förster, 1900
- Anax speratus Hagen, 1867
- Anax strenuus Hagen, 1867
- Anax tristis Hagen, 1867
- Anax tumorifer McLachlan, 1885
- Anax walsinghami McLachlan, 1882
- Andaeschna andresi (Rácenis, 1958)
- Andaeschna rufipes (Ris, 1918)
- Andaeschna timotocuica De Marmels, 1994
- Andaeschna unicolor (Martin, 1908)
- Andinagrion garrisoni von Ellenrieder & Muzón, 2006
- Andinagrion peterseni (Ris, 1908)
- Andinagrion saliceti (Ris, 1904)
- Anectothemis apicalis Fraser, 1954
- Angelagrion frederico Lencioni, 2008
- Angelagrion nathaliae Lencioni, 2008
- Anisagrion allopterum Selys, 1876
- Anisagrion inornatum (Selys, 1876)
- Anisagrion kennedyi Leonard, 1937
- Anisagrion truncatipenne Calvert, 1902
- Anisogomphus anderi Lieftinck, 1948
- Anisogomphus bivittatus Selys, 1854
- Anisogomphus caudalis Fraser, 1926
- Anisogomphus chaoi Liu, 1991
- Anisogomphus flavifacies Klots, 1947
- Anisogomphus forresti (Morton, 1928)
- Anisogomphus fujianensis Zhou & Wu, 1992
- Anisogomphus jinggangshanus Liu, 1991
- Anisogomphus koxingai Chao, 1954
- Anisogomphus maacki (Selys, 1872)
- Anisogomphus nitidus Yang & Davies, 1993
- Anisogomphus occipitalis (Selys, 1854)
- Anisogomphus orites Laidlaw, 1922
- Anisogomphus pinratani Hämäläinen, 1991
- Anisogomphus resortus Yang & Davies, 1996
- Anisogomphus solitaris Lieftinck, 1971
- Anisogomphus vulvalis Yousuf & Yunus, 1977
- Anisogomphus wuzhishanus Chao, 1982
- Anisogomphus yunnanensis Zhou & Wu, 1992
- Anisopleura comes Hagen, 1880
- Anisopleura furcata Selys, 1891
- Anisopleura lestoides Selys, 1853
- Anisopleura lieftincki Prasad & Ghosh, 1984
- Anisopleura qingyuanensis Zhou, 1982
- Anisopleura subplatystyla Fraser, 1927
- Anisopleura trulla Hämäläinen, 2003
- Anisopleura vallei St. Quentin, 1937
- Anisopleura yunnanensis Zhu & Zhou, 1999
- Anisopleura zhengi Yang, 1996
- Anomalophlebia nitida Belle, 1995
- Anomisma abnorme McLachlan, 1877
- Anormogomphus exilocorpus Yousuf & Yunus, 1977
- Anormogomphus heteropterus Selys, 1854
- Anormogomphus kiritschenkoi Bartenev, 1913
- Anotogaster antehumeralis Lohmann, 1993
- Anotogaster basalis Selys, 1854
- Anotogaster chaoi Zhou, 1998
- Anotogaster cornutifrons Lohmann, 1993
- Anotogaster flaveola Lohmann, 1993
- Anotogaster gregoryi Fraser, 1924
- Anotogaster klossi Fraser, 1919
- Anotogaster kuchenbeiseri (Förster, 1899)
- Anotogaster myosa Needham, 1930
- Anotogaster nipalensis (Selys, 1854)
- Anotogaster sieboldii (Selys, 1854)
- Anotogaster xanthoptera Lohmann, 1993
- Antiagrion antigone Ris, 1928
- Antiagrion blanchardi (Selys, 1876)
- Antiagrion gayi (Selys, 1876)
- Antiagrion grinbergsi Jurzitza, 1974
- Antidythemis nigra Buchholz, 1952
- Antidythemis trameiformis Kirby, 1889
- Antipodochlora braueri (Selys, 1871)
- Antipodogomphus acolythus (Martin, 1901)
- Antipodogomphus dentosus Watson, 1991
- Antipodogomphus edentulus Watson, 1991
- Antipodogomphus hodgkini Watson, 1969
- Antipodogomphus neophytus Fraser, 1958
- Antipodogomphus proselythus (Martin, 1901)
- Antipodophlebia asthenes (Tillyard, 1916)
- Apanisagrion lais (Brauer in Selys, 1876)
- Aphylla alia Calvert, 1948
- Aphylla angustifolia Garrison, 1986
- Aphylla barbata Belle, 1994
- Aphylla boliviana Belle, 1972
- Aphylla brasiliensis Belle, 1970
- Aphylla brevipes Selys, 1854
- Aphylla caraiba Selys, 1854
- Aphylla caudalis Belle, 1987
- Aphylla dentata Selys, 1859
- Aphylla distinguenda (Campion, 1920)
- Aphylla edentata Selys, 1869
- Aphylla exilis Belle, 1994
- Aphylla janirae Belle, 1994
- Aphylla linea Belle, 1994
- Aphylla molossus Selys, 1869
- Aphylla producta Selys, 1854
- Aphylla protracta (Hagen in Selys, 1859)
- Aphylla robusta Belle, 1976
- Aphylla scapula Belle, 1992
- Aphylla silvatica Belle, 1992
- Aphylla spinula Belle, 1992
- Aphylla tenuis Hagen in Selys, 1859
- Aphylla theodorina (Navás, 1933)
- Aphylla williamsoni (Gloyd, 1936)
- Apocordulia macrops Watson, 1980
- Arabicnemis caerulea Waterston, 1984
- Arabineura khalidi (Schneider, 1988)
- Archaeogomphus densus Belle, 1982
- Archaeogomphus furcatus Williamson, 1923
- Archaeogomphus globulus Belle, 1994
- Archaeogomphus hamatus (Williamson, 1918)
- Archaeogomphus infans (Ris, 1913)
- Archaeogomphus nanus Needham, 1944
- Archaeogomphus vanbrinkae Machado, 1994
- Archaeophlebia martini (Selys, 1896)
- Archaeophya adamsi Fraser, 1959
- Archaeophya magnifica Theischinger & Watson, 1978
- Archaeopodagrion armatum Tennesen & Johnson, 2009
- Archaeopodagrion bicorne Kennedy, 1939
- Archaeopodagrion bilobatum Kennedy, 1946
- Archboldargia gloriosa Lieftinck, 1949
- Archboldargia mirifica Lieftinck, 1949
- Archboldargia scissorhandsi Kalkman, 2007
- Archiargiolestes parvulus (Watson, 1977)
- Archiargiolestes pusillissimus Kennedy, 1925
- Archiargiolestes pusillus (Tillyard, 1908)
- Archibasis crucigera Lieftinck, 1949
- Archibasis incisura Lieftinck, 1949
- Archibasis melanocyana (Selys, 1877)
- Archibasis mimetes (Tillyard, 1913)
- Archibasis oscillans (Selys, 1877)
- Archibasis rebeccae Kemp, 1989
- Archibasis tenella Lieftinck, 1949
- Archibasis viola Lieftinck, 1949
- Archilestes californicus McLachlan, 1895
- Archilestes exoletus (Hagen in Selys, 1862)
- Archilestes grandis (Rambur, 1942)
- Archilestes guayaraca De Marmels, 1982
- Archilestes latialatus Donnelly, 1981
- Archilestes neblina Garrison, 1982
- Archilestes regalis Gloyd, 1944
- Archilestes tuberalatus (Williamson, 1921)
- Archineura hetaerinoides (Fraser, 1933)
- Archineura incarnata (Karsch, 1891)
- Archipetalia auriculata Tillyard, 1917
- Argentagrion ambiguum (Ris, 1904)
- Argentagrion silviae Bulla, 1971
- Argia adamsi Calvert, 1902
- Argia agrioides Calvert, 1895
- Argia alberta Kennedy, 1918
- Argia albistigma Hagen in Selys, 1865
- Argia anceps Garrison, 1996
- Argia apicalis (Say, 1840)
- Argia barretti Calvert, 1902
- Argia bicellulata (Calvert, 1909)
- Argia bipunctulata Hagen, 1861
- Argia botacudo  Calvert, 1909
- Argia calida (Hagen, 1861)
- Argia carlcooki Daigle, 1995
- Argia chapadae Calvert, 1909
- Argia chelata Calvert, 1902
- Argia claussenii Selys, 1865
- Argia collata Selys, 1865
- Argia concinna (Rambur, 1842)
- Argia croceipennis Selys, 1865
- Argia cupraurea Calvert, 1902
- Argia cuprea (Hagen, 1861)
- Argia cyathigera Navás, 1934
- Argia deami Calvert, 1902
- Argia difficilis Selys, 1865
- Argia dives Förster, 1914
- Argia eliptica Selys, 1865
- Argia emma Kennedy, 1916
- Argia euphorbia Fraser, 1946
- Argia extranea (Hagen, 1861)
- Argia fissa Selys, 1865
- Argia fraudatricula Förster, 1914
- Argia frequentula Calvert, 1907
- Argia fulgida Navás, 1934
- Argia fumigata Hagen in Selys, 1865
- Argia fumipennis (Burmeister, 1839)
- Argia funcki (Selys, 1854)
- Argia funebris (Hagen, 1861)
- Argia garrisoni Daigle, 1991
- Argia gaumeri Calvert, 1907
- Argia gerhardi Calvert, 1909
- Argia hamulata Fraser, 1946
- Argia harknessi Calvert , 1899
- Argia hasemani Calvert, 1909
- Argia herberti Calvert, 1902
- Argia hinei Kennedy, 1918
- Argia huanacina Förster, 1914
- Argia immunda (Hagen, 1861)
- Argia impura Rambur, 1842
- Argia inculta Hagen in Selys, 1865
- Argia indicatrix Calvert, 1902
- Argia indocilis Navás, 1934
- Argia infrequentula Fraser, 1946
- Argia infumata Selys, 1865
- Argia insipida Hagen in Selys, 1865
- Argia iralai Calvert, 1909
- Argia jocosa Hagen in Selys, 1865
- Argia joergenseni Ris, 1913
- Argia johannella Calvert, 1907
- Argia jujuya Ris, 1916
- Argia kokama Calvert, 1909
- Argia lacrimans (Hagen, 1861)
- Argia leonorae Garrison, 1994
- Argia lilacina Selys, 1865
- Argia limitata Navás, 1924
- Argia lugens (Hagen, 1861)
- Argia medullaris Hagen in Selys, 1865
- Argia mishuyaca Fraser, 1946
- Argia modesta Selys, 1865
- Argia moesta (Hagen, 1861)
- Argia mollis Hagen in Selys, 1865
- Argia munda Calvert, 1902
- Argia nahuana Calvert, 1902
- Argia nigrior Calvert, 1909
- Argia oculata Hagen in Selys, 1865
- Argia oenea Hagen in Selys, 1865
- Argia orichalcea Hagen in Selys, 1865
- Argia pallens Calvert, 1902
- Argia percellulata Calvert, 1902
- Argia pima Garrison, 1994
- Argia pipila Calvert, 1907
- Argia plana Calvert, 1902
- Argia pocomana Calvert, 1907
- Argia popoluca Calvert, 1902
- Argia pulla Hagen in Selys, 1865
- Argia reclusa Selys, 1865
- Argia rectangula Navás, 1920
- Argia rhoadsi Calvert, 1902
- Argia rogersi Calvert, 1902
- Argia rosseri Tennessen, 2002
- Argia sabino Garrison, 1994
- Argia sedula (Hagen, 1861)
- Argia serva Hagen in Selys, 1865
- Argia smithiana Calvert, 1909
- Argia sordida Hagen in Selys, 1865
- Argia subapicalis Calvert, 1909
- Argia talamanca Calvert, 1907
- Argia tamoyo Calvert, 1909
- Argia tarascana Calvert, 1902
- Argia telesfordi Meurgey, 2009
- Argia terira Calvert, 1907
- Argia tezpi Calvert, 1902
- Argia thespis Hagen in Selys, 1865
- Argia tibialis (Rambur, 1842)
- Argia tinctipennis Selys, 1865
- Argia tonto Calvert, 1902
- Argia translata Hagen in Selys, 1865
- Argia tupi Calvert, 1909
- Argia ulmeca Calvert, 1902
- Argia underwoodi Calvert, 1907
- Argia variabilis Selys, 1865
- Argia variata Navás, 1935
- Argia variegata Förster, 1914
- Argia vivida Hagen in Selys, 1865
- Argia westfalli Garrison, 1996
- Argiagrion leoninum Selys, 1876
- Argiocnemis ensifera Lieftinck, 1932
- Argiocnemis rubescens Selys, 1877
- Argiocnemis solitaria (Selys, 1872)
- Argiolestes alfurus Lieftinck, 1956
- Argiolestes amphistylus Lieftinck, 1949
- Argiolestes angulatus Theischinger & Richards, 2007
- Argiolestes aulicus Lieftinck, 1949
- Argiolestes aurantiacus Ris, 1898
- Argiolestes australis (Guérin-Méneville, 1832)
- Argiolestes baltazarae Gapud & Recuenco-Adorada, 2001
- Argiolestes celebensis Kalkman, 2007
- Argiolestes coartans Lieftinck, 1956
- Argiolestes connectens Lieftinck, 1956
- Argiolestes convergens Lieftinck, 1935
- Argiolestes foja Kalkman, Richards & Polhemus, 2010
- Argiolestes fontinalis Lieftinck, 1956
- Argiolestes fornicatus Theischinger & Richards, 2007
- Argiolestes indentatus Theischinger & Richards, 2006
- Argiolestes kula Englund & Polhemus, 2007
- Argiolestes lamprostomus Lieftinck, 1949
- Argiolestes macrostylis Ris, 1913
- Argiolestes metallicus Sjöstedt, 1917
- Argiolestes montivagans (Förster, 1900)
- Argiolestes muller Kalkman, Richards & Polhemus, 2010
- Argiolestes obiensis Lieftinck, 1956
- Argiolestes ochraceus (Montrousier, 1864)
- Argiolestes ochrostomus Lieftinck, 1949
- Argiolestes ornatus Selys, 1878
- Argiolestes pallidistylus Selys, 1878
- Argiolestes pectitus Lieftinck, 1949
- Argiolestes postnodalis Selys, 1878
- Argiolestes realensis Gapud & Recuenco, 1993
- Argiolestes roon Kalkman, Richards & Polhemus, 2010
- Argiolestes sidonia Martin, 1909
- Argiolestes sponsus Lieftinck, 1956
- Argiolestes subornatus Lieftinck, 1949
- Argiolestes tenuispinus Lieftinck, 1938
- Argiolestes trigonalis Theischinger & Richards, 2008
- Argiolestes tristis Lieftinck, 1935
- Argiolestes tuberculiferus Michalski & Oppel, 2010
- Argiolestes verrucatus Michalski & Oppel, 2010
- Argyrothemis argentea Ris, 1911
- Arigomphus cornutus (Tough, 1900)
- Arigomphus furcifer (Hagen in Selys, 1878)
- Arigomphus lentulus (Needham, 1902)
- Arigomphus maxwelli (Ferguson, 1950)
- Arigomphus pallidus (Rambur, 1842)
- Arigomphus submedianus (Williamson, 1914)
- Arigomphus villosipes (Selys, 1854)
- Aristocypha aino Hämäläinen et al, 2009
- Aristocypha baibarana (Matsumura, 1931)
- Aristocypha chaoi (Wilson, 2004)
- Aristocypha cuneata (Selys, 1853)
- Aristocypha fenestrella (Rambur, 1842)
- Aristocypha quadrimaculata (Selys, 1853)
- Aristocypha spuria (Selys, 1879)
- Armagomphus armiger (Tillyard, 1919)
- Arrhenocnemis amphidactylis Lieftinck, 1949
- Arrhenocnemis sinuatipennis Lieftinck, 1933
- Asiagomphus amamiensis (Asahina, 1962)
- Asiagomphus auricolor (Fraser, 1926)
- Asiagomphus coreanus (Doi & Okumura, 1937)
- Asiagomphus corniger (Morton, 1928)
- Asiagomphus cuneatus (Needham, 1930)
- Asiagomphus giza Wilson, 2005
- Asiagomphus gongshanensis Yang, Mao & Zhang, 2006
- Asiagomphus hainanensis (Chao, 1953)
- Asiagomphus hesperius (Chao, 1953)
- Asiagomphus melaenops (Selys, 1854)
- Asiagomphus melanopsoides (Doi, 1943)
- Asiagomphus motuoensis Liu & Chao in Chao, 1990
- Asiagomphus nilgiricus (Laidlaw, 1922)
- Asiagomphus odoneli (Fraser, 1922)
- Asiagomphus pacatus (Chao, 1953)
- Asiagomphus pacificus (Chao, 1953)
- Asiagomphus perlaetus (Chao, 1953)
- Asiagomphus personatus (Selys, 1873)
- Asiagomphus pryeri (Selys, 1883)
- Asiagomphus septimus (Needham, 1930)
- Asiagomphus somnolens (Needham, 1930)
- Asiagomphus xanthenatus (Williamson, 1907)
- Asiagomphus yayeyamensis (Matsumura in Oguma, 1926)
- Asthenocnemis linnaei Gassmann & Hämäläinen, 2008
- Asthenocnemis stephanodera Lieftinck, 1949
- Atoconeura aethiopica Kimmins, 1958
- Atoconeura biordinata Karsch, 1899
- Atoconeura eudoxia (Kirby, 1909)
- Atoconeura kenya Longfield, 1953
- Atoconeura luxata Dijkstra, 2006
- Atoconeura pseudeudoxia Longfield, 1953
- Atratothemis reelsi Wilson, 2005
- Atrocalopteryx atrata (Selys, 1853)
- Atrocalopteryx atrocyana (Fraser, 1935)
- Austroaeschna anacantha Tillyard, 1908
- Austroaeschna atrata Martin, 1909
- Austroaeschna christine Theischinger, 1993
- Austroaeschna cooloola Theischinger, 1991
- Austroaeschna eungella Theischinger, 1993
- Austroaeschna flavomaculata Tillyard, 1916
- Austroaeschna hardyi Tillyard, 1917
- Austroaeschna inermis Martin, 1901
- Austroaeschna ingrid Theischinger, 2008
- Austroaeschna muelleri Theischinger, 1982
- Austroaeschna multipunctata (Martin, 1901)
- Austroaeschna obscura Theischinger, 1982
- Austroaeschna parvistigma Selys, 1883
- Austroaeschna pulchra Tillyard in Martin, 1909
- Austroaeschna sigma Theischinger, 1982
- Austroaeschna speciosa Sjöstedt, 1917
- Austroaeschna subapicalis Theischinger, 1982
- Austroaeschna tasmanica Tillyard, 1916
- Austroaeschna unicornis (Martin, 1901)
- Austroagrion cyane (Selys, 1876)
- Austroagrion exclamationis Campion, 1915
- Austroagrion kiautai Theischinger & Richards, 2007
- Austroagrion pindrina Watson, 1969
- Austroagrion watsoni Lieftinck, 1982
- Austroallagma sagittiferum (Lieftinck, 1949)
- Austroargiolestes alpinus (Tillyard, 1913)
- Austroargiolestes amabilis (Förster, 1899)
- Austroargiolestes aureus (Tillyard, 1906)
- Austroargiolestes brookhousei Theischinger & O'Farrell, 1986
- Austroargiolestes calcaris (Fraser, 1958)
- Austroargiolestes christine Theischinger & O'Farrell, 1986
- Austroargiolestes chrysoides (Tillyard, 1913)
- Austroargiolestes elke Theischinger & O'Farrell, 1986
- Austroargiolestes icteromelas (Selys, 1862)
- Austroargiolestes isabellae Theischinger & O'Farrell, 1986
- Austrocnemis maccullochi (Tillyard, 1926)
- Austrocnemis obscura Theischinger & Watson, 1991
- Austrocnemis splendida (Martin, 1901)
- Austrocordulia leonardi Theischinger, 1973
- Austrocordulia refracta Tillyard, 1909
- Austrocordulia territoria Theischinger & Watson, 1978
- Austroepigomphus gordoni (Watson, 1962)
- Austroepigomphus melaleucae (Tillyard, 1909)
- Austroepigomphus praeruptus (Selys, 1858)
- Austroepigomphus turneri (Martin, 1901)
- Austrogomphus amphiclitus (Selys, 1873)
- Austrogomphus angeli Tillyard, 1913
- Austrogomphus arbustorum Tillyard, 1906
- Austrogomphus australis Dale in Selys, 1854
- Austrogomphus bifurcatus Tillyard, 1909
- Austrogomphus collaris Hagen in Selys, 1854
- Austrogomphus cornutus Watson, 1991
- Austrogomphus divaricatus Watson, 1991
- Austrogomphus doddi Tillyard, 1909
- Austrogomphus guerini (Rambur, 1842)
- Austrogomphus mjobergi Sjöstedt, 1917
- Austrogomphus mouldsorum Theischinger, 1999
- Austrogomphus ochraceus (Selys, 1869)
- Austrogomphus prasinus Tillyard, 1906
- Austrogomphus pusillus Sjöstedt, 1917
- Austrogynacantha heterogena Tillyard, 1908
- Austrolestes aleison Watson & Moulds, 1979
- Austrolestes analis (Rambur, 1842)
- Austrolestes annulosus (Selys, 1862)
- Austrolestes aridus (Tillyard, 1908)
- Austrolestes cingulatus (Burmeister, 1839)
- Austrolestes colensonis (White, 1846)
- Austrolestes io (Selys, 1862)
- Austrolestes leda (Selys, 1862)
- Austrolestes minjerriba Watson, 1979
- Austrolestes psyche (Hagen in Selys, 1862)
- Austropetalia patricia (Tillyard, 1910)
- Austropetalia tonyana Theischinger, 1995
- Austropetalia victoria Carle, 1996
- Austrophlebia costalis (Tillyard, 1907)
- Austrophlebia subcostalis Theischinger, 1996
- Austrophya mystica Tillyard, 1909
- Austrosticta fieldi Tillyard, 1908
- Austrosticta frater Theischinger, 1997
- Austrosticta soror Sjöstedt, 1917
- Austrosynthemis cyanitincta (Tillyard, 1908)
- Austrotepuibasis manolisi Machado & Lencioni, 2011
- Austrotepuibasis alvarengai Machado & Lencioni, 2011
- Austrotepuibasis demarmelsi Machado & Lencioni, 2011
- Austrothemis nigrescens (Martin, 1901)
- Azuragrion buchholzi (Pinhey, 1971)
- Azuragrion granti (McLachlan, 1903)
- Azuragrion kauderni (Sjöstedt, 1917)
- Azuragrion nigridorsum (Selys, 1876)
- Azuragrion somalicum (Longfield, 1931)
- Azuragrion vansomereni (Pinhey, 1955)
- Basiaeschna janata (Say, 1840)
- Bayadera bidentata Needham, 1930
- Bayadera brevicauda Fraser, 1928
- Bayadera continentalis Asahina, 1973
- Bayadera fasciata Sjöstedt, 1933
- Bayadera forcipata Needham, 1930
- Bayadera hyalina Selys, 1879
- Bayadera indica (Selys, 1853)
- Bayadera ishikagiana Asahina, 1964
- Bayadera kali Cowley, 1936
- Bayadera kirbyi Wilson & Reels, 2001
- Bayadera longicauda Fraser, 1928
- Bayadera melanopteryx Ris, 1912
- Bayadera nephelopennis Davies & Yang, 1996
- Bayadera serrata Davies & Yang, 1996
- Bayadera strigata Davies & Yang, 1996
- Bedfordia demorsa (Needham, 1933)
- Bedfordia halecarpenteri Mumford, 1942
- Bironides glochidion Lieftinck, 1963
- Bironides liesthes Lieftinck, 1937
- Bironides superstes Förster, 1903
- Bironides teuchestes Lieftinck, 1933
- Boninagrion ezoin Asahina, 1952
- Boninthemis insularis (Matsumura, 1913)
- Bornargiolestes niger Kimmins, 1936
- Boyeria cretensis Peters, 1991
- Boyeria grafiana Williamson, 1907
- Boyeria irene (Fonscolombe, 1838)
- Boyeria karubei Yokoi, 2002
- Boyeria maclachlani Selys, 1883
- Boyeria sinensis Asahina, 1978
- Boyeria vinosa (Say, 1840)
- Brachydiplax chalybea Brauer, 1868
- Brachydiplax denticauda (Brauer, 1867)
- Brachydiplax duivenbodei (Brauer, 1866)
- Brachydiplax farinosa Krüger, 1902
- Brachydiplax sobrina (Rambur, 1842)
- Brachydiplax sollaarti Lieftinck, 1953
- Brachydiplax yunnanensis Fraser, 1924
- Brachygonia oculata (Brauer, 1878)
- Brachygonia ophelia Ris, 1910
- Brachygonia puella Lieftinck, 1937
- Brachymesia furcata (Hagen, 1861)
- Brachymesia gravida (Calvert, 1890)
- Brachymesia herbida (Gundlach, 1889)
- Brachythemis contaminata (Fabricius, 1793)
- Brachythemis fuscopalliata (Selys, 1887)
- Brachythemis impartita (Karsch, 1890)
- Brachythemis lacustris (Kirby, 1889)
- Brachythemis leucosticta (Burmeister, 1839)
- Brachythemis wilsoni Pinhey, 1952
- Brachytron pratense (Müller, 1764)
- Bradinopyga cornuta Ris, 1911
- Bradinopyga geminata (Rambur, 1842)
- Bradinopyga saintjohanni Baijal & Agarwal, 1956
- Bradinopyga strachani (Kirby, 1900)
- Brasiliogomphus uniseries Belle, 1995
- Brechmorhoga archboldi (Donnelly, 1970)
- Brechmorhoga diplosema Ris, 1913
- Brechmorhoga flavoannulata Lacroix, 1920
- Brechmorhoga flavopunctata (Martin, 1897)
- Brechmorhoga innupta Rácenis, 1954
- Brechmorhoga latialata González, 1999
- Brechmorhoga mendax (Hagen, 1861)
- Brechmorhoga neblinae De Marmels, 1989
- Brechmorhoga nubecula (Rambur, 1842)
- Brechmorhoga pertinax (Hagen, 1861)
- Brechmorhoga praecox (Hagen, 1861)
- Brechmorhoga praedatrix Calvert, 1909
- Brechmorhoga rapax Calvert, 1898
- Brechmorhoga tepeaca Calvert, 1908
- Brechmorhoga travassosi Santos, 1946
- Brechmorhoga vivax Calvert, 1906
- Bromeliagrion beebeanum (Calvert, 1948)
- Bromeliagrion fernandezianum (Rácenis, 1958)
- Bromeliagrion rehni Garrison, 2005
- Bryoplathanon globifer (Hagen in Selys, 1853)
- Burmagomphus arboreus Lieftinck, 1940
- Burmagomphus arthuri Lieftinck, 1953
- Burmagomphus arvalis (Needham, 1930)
- Burmagomphus bashanensis Yang & Li, 1994
- Burmagomphus cauvericus Fraser, 1926
- Burmagomphus collaris (Needham, 1930)
- Burmagomphus divaricatus Lieftinck, 1964
- Burmagomphus gratiosus Chao, 1954
- Burmagomphus hasimaricus Fraser, 1926
- Burmagomphus inscriptus (Hagen in Selys, 1878)
- Burmagomphus insolitus Asahina, 1986
- Burmagomphus insularis Laidlaw, 1914
- Burmagomphus intinctus (Needham, 1930)
- Burmagomphus johnseni Lieftinck, 1966
- Burmagomphus laidlawi Fraser, 1924
- Burmagomphus minusculus (Selys, 1878)
- Burmagomphus plagiatus Lieftinck, 1964
- Burmagomphus pyramidalis Laidlaw, 1922
- Burmagomphus sivalikensis Laidlaw, 1922
- Burmagomphus sowerbyi (Needham, 1930)
- Burmagomphus vermicularis (Martin, 1904)
- Burmagomphus v-flavum Fraser, 1926
- Burmagomphus williamsoni Förster, 1914
- Burmargiolestes laidlawi Lieftinck, 1960
- Burmargiolestes melanothorax (Selys, 1891)
- Burmargiolestes xinglongensis Wilson & Reels, 2001
- Cacoides latro (Erichson, 1848)
- Caconeura gomphoides (Rambur, 1842)
- Caconeura obscura (Fraser, 1933)
- Caconeura ramburi (Fraser, 1922)
- Caconeura risi (Fraser, 1931)
- Caconeura t-coerulea (Fraser, 1933)
- Caledargiolestes janiceae Lieftinck, 1975
- Caledargiolestes uniseries (Ris, 1915)
- Caledopteryx maculata Winstanley & Davies, 1982
- Caledopteryx sarasini (Ris, 1915)
- Caliaeschna microstigma (Schneider, 1845)
- Caliagrion billinghursti (Martin, 1901)
- Calicnemia carminea Lieftinck, 1984
- Calicnemia chaoi Wilson, 2004
- Calicnemia chaseni (Laidlaw, 1928)
- Calicnemia erythromelas (Selys, 1891)
- Calicnemia eximia (Selys, 1863)
- Calicnemia gulinensis Yu & Bu, 2008
- Calicnemia haksik Wilson & Reels, 2003
- Calicnemia imitans Lieftinck, 1948
- Calicnemia miles (Laidlaw, 1917)
- Calicnemia miniata (Selys, 1886)
- Calicnemia mortoni (Laidlaw, 1917)
- Calicnemia mukherjeei Lahiri, 1976
- Calicnemia nipalica Kimmins, 1958
- Calicnemia porcata Yu & Bu, 2008
- Calicnemia pulverulans (Selys, 1886)
- Calicnemia rectangulata Laidlaw, 1932
- Calicnemia sinensis Lieftinck, 1984
- Calicnemia sudhaae Mitra, 1994
- Calicnemia uenoi Asahina, 1997
- Calicnemia zhuae Zhang & Yang, 2008
- Caliphaea angka Hämäläinen, 2003
- Caliphaea confusa Hagen in Selys, 1859
- Caliphaea consimilis McLachlan, 1894
- Caliphaea nitens Navás, 1934
- Caliphaea thailandica Asahina, 1976
- Calocypha laidlawi (Fraser, 1924)
- Calophlebia interposita Ris, 1909
- Calophlebia karschi Selys, 1896
- Calopteryx aequabilis Say, 1840
- Calopteryx amata Hagen, 1889
- Calopteryx angustipennis (Hagen in Selys, 1853)
- Calopteryx coomani (Fraser, 1935)
- Calopteryx cornelia Selys, 1853
- Calopteryx dimidiata Burmeister, 1839
- Calopteryx exul Selys, 1853
- Calopteryx haemorrhoidalis (Vander Linden, 1825)
- Calopteryx hyalina Martin, 1909
- Calopteryx japonica Selys, 1869
- Calopteryx laosica Fraser, 1933
- Calopteryx maculata (Palisot de Beauvois, 1805)
- Calopteryx melli Ris, 1912
- Calopteryx oberthuri McLachlan, 1894
- Calopteryx orientalis Selys, 1887
- Calopteryx samarcandica Bartenev, 1912
- Calopteryx splendens (Harris, 1782)
- Calopteryx syriaca Rambur, 1842
- Calopteryx virgo (Linnaeus, 1758)
- Calopteryx xanthostoma (Charpentier, 1825)
- Calvertagrion minutissimum (Selys, 1876)
- Camacinia gigantea (Brauer, 1867)
- Camacinia harterti Karsch, 1890
- Camacinia othello Tillyard, 1908
- Cannaphila insularis Kirby, 1889
- Cannaphila mortoni Donnelly, 1992
- Cannaphila vibex (Hagen, 1861)
- Castoraeschna castor (Brauer, 1865)
- Castoraeschna colorata (Martin, 1908)
- Castoraeschna corbeti Carvalho, Pinto & Ferreira, 2009
- Castoraeschna coronata (Ris, 1918)
- Castoraeschna decurvata Dunkle & Cook, 1984
- Castoraeschna januaria (Hagen, 1867)
- Castoraeschna longfieldae (Kimmins, 1929)
- Castoraeschna margarethae Jurzitza, 1979
- Castoraeschna tepuica De Marmels, 1989
- Celebargiolestes cinctus (Selys, 1886)
- Celebophlebia carolinae van Tol, 1987
- Celebophlebia dactylogastra Lieftinck, 1936
- Celebothemis delecollei Ris, 1912
- Celithemis amanda (Hagen, 1861)
- Celithemis bertha Williamson, 1922
- Celithemis elisa (Hagen, 1861)
- Celithemis eponina (Drury, 1773)
- Celithemis fasciata Kirby, 1889
- Celithemis martha Williamson, 1922
- Celithemis ornata (Rambur, 1842)
- Celithemis verna Pritchard, 1935
- Cephalaeschna acutifrons (Martin, 1909)
- Cephalaeschna aritai Karube, 2003
- Cephalaeschna chaoi Asahina, 1982
- Cephalaeschna dinghuensis Wilson, 1999
- Cephalaeschna klapperichi Schmidt, 1961
- Cephalaeschna klotsi Asahina, 1982
- Cephalaeschna masoni (Martin, 1909)
- Cephalaeschna needhami Asahina, 1981
- Cephalaeschna obversa Needham, 1930
- Cephalaeschna orbifrons Selys, 1883
- Cephalaeschna patrorum Needham, 1930
- Cephalaeschna risi Asahina, 1981
- Cephalaeschna shaowuensis Xu, 2006
- Cephalaeschna triadica Lieftinck, 1977
- Cephalaeschna viridifrons (Fraser, 1922)
- Ceratogomphus pictus Hagen in Selys, 1854
- Ceratogomphus triceraticus Balinsky, 1963
- Cercion luzonicum Asahina, 1968 (incertae sedis?)
- Cercion malayanum (Selys, 1876) (incertae sedis?)
- Cercion pendulum (Needham & Gyger, 1939) (incertae sedis?)
- Ceriagrion aeruginosum (Brauer, 1869)
- Ceriagrion annulatum Fraser, 1955
- Ceriagrion annulosum Lieftinck, 1934
- Ceriagrion auranticum Fraser, 1922
- Ceriagrion auritum Fraser, 1951
- Ceriagrion azureum (Selys, 1891)
- Ceriagrion bakeri Fraser, 1941
- Ceriagrion batjanum Asahina, 1967
- Ceriagrion bellona Laidlaw, 1915
- Ceriagrion calamineum Lieftinck, 1951
- Ceriagrion cerinorubellum (Brauer, 1865)
- Ceriagrion chaoi Schmidt, 1964
- Ceriagrion citrinum Campion, 1914
- Ceriagrion coeruleum  Laidlaw, 1919
- Ceriagrion corallinum Campion, 1914
- Ceriagrion coromandelianum (Fabricius, 1798)
- Ceriagrion fallax Ris, 1914
- Ceriagrion georgifreyi Schmidt, 1953
- Ceriagrion glabrum (Burmeister, 1839)
- Ceriagrion hamoni Fraser, 1955
- Ceriagrion hoogerwerfi Lieftinck, 1940
- Ceriagrion ignitum  Campion, 1914
- Ceriagrion inaequale Lieftinck, 1932
- Ceriagrion indochinense Asahina, 1967
- Ceriagrion katamborae Pinhey, 1961
- Ceriagrion kordofanicum Ris, 1924
- Ceriagrion lieftincki Asahina, 1967
- Ceriagrion madagazureum  Fraser, 1949
- Ceriagrion malaisei Schmidt, 1964
- Ceriagrion melanurum Selys, 1876
- Ceriagrion moorei Longfield, 1952
- Ceriagrion mourae Pinhey, 1969
- Ceriagrion nigroflavum Fraser, 1933
- Ceriagrion nigrolineatum Schmidt, 1951
- Ceriagrion nipponicum Asahina, 1967
- Ceriagrion oblongulum Schmidt, 1951
- Ceriagrion olivaceum Laidlaw, 1914
- Ceriagrion pallidum Fraser, 1933
- Ceriagrion praetermissum Lieftinck, 1929
- Ceriagrion rubellocerinum Fraser, 1947
- Ceriagrion rubiae Laidlaw, 1916
- Ceriagrion sakejii Pinhey, 1963
- Ceriagrion sinense Asahina, 1967
- Ceriagrion suave Ris, 1921
- Ceriagrion tenellum (de Villers, 1789)
- Ceriagrion tricrenaticeps Legrand, 1984
- Ceriagrion varians (Martin, 1908)
- Ceriagrion whellani Longfield, 1952
- Ceylonosticta adami (Fraser, 1933)[3]
- Ceylonosticta alwisi Priyadarshana & Wijewardhane, 2016
- Ceylonosticta anamia (Bedjanic, 2010)
- Ceylonosticta austeni (Lieftinck, 1940)
- Ceylonosticta bine (Bedjanic, 2010)
- Ceylonosticta brincki (Lieftinck, 1971)
- Ceylonosticta digna (Hagen in Selys, 1860)
- Ceylonosticta goodalei Priyadarshana & Wijewardhane, 2018
- Ceylonosticta hilaris (Hagen in Selys, 1860)
- Ceylonosticta inferioreducta Bedjanic & Conniff, 2016
- Ceylonosticta lankanensis Fraser, 1931
- Ceylonosticta mirifica Bedjanic, 2016
- Ceylonosticta mojca (Bedjanic, 2010)
- Ceylonosticta montana (Hagen in Selys, 1860)
- Ceylonosticta nancyae Priyadarshana & Wijewardhane, 2016
- Ceylonosticta nietneri Fraser, 1931
- Ceylonosticta rupasinghe Priyadarshana & Wijewardhane, 2016
- Ceylonosticta submontana Fraser, 1933
- Ceylonosticta subtropica Fraser, 1933
- Ceylonosticta tropica (Hagen in Selys, 1860)
- Ceylonosticta venusta Bedjanic & Conniff, 2016
- Ceylonosticta walli Fraser, 1931
- Chalcolestes parvidens (Artobolevsky, 1929)
- Chalcolestes viridis (Vander Linden, 1825)
- Chalcopteryx machadoi Costa, 2005
- Chalcopteryx radians Ris, 1914
- Chalcopteryx rutilans (Rambur, 1842)
- Chalcopteryx scintillans McLachlan, 1870
- Chalcopteryx seabrai Santos & Machado, 1961
- Chalcostephia flavifrons Kirby, 1889
- Chalcothore montgomeryi (Rácenis, 1968)
- Chalybeothemis chini Dow, Choong & Orr, 2007
- Chalybeothemis fluviatilis Lieftinck, 1933
- Chalybeothemis pruinosa Dow, Choong & Orr, 2007
- Chlorocnemis abbotti (Calvert, 1896)
- Chlorocnemis contraria Schmidt, 1951
- Chlorocnemis eisentrauti Pinhey, 1974
- Chlorocnemis elongata Hagen in Selys, 1863
- Chlorocnemis flavipennis Selys, 1863
- Chlorocnemis interrupta Legrand, 1984
- Chlorocnemis maccleeryi Pinhey, 1969
- Chlorocnemis marshalli Ris, 1921
- Chlorocnemis montana St. Quentin, 1942
- Chlorocnemis nigripes Selys, 1886
- Chlorocnemis nubilipennis Karsch, 1893
- Chlorocnemis pauli Longfield, 1936
- Chlorocnemis rossii Pinhey, 1969
- Chlorocnemis wittei Fraser, 1955
- Chlorocypha aphrodite Le Roi, 1915
- Chlorocypha cancellata (Selys, 1879)
- Chlorocypha centripunctata Gambles, 1975
- Chlorocypha consueta (Karsch, 1899)
- Chlorocypha croceus Longfield, 1947
- Chlorocypha curta (Hagen in Selys, 1853)
- Chlorocypha cyanifrons (Selys, 1873)
- Chlorocypha dahli Fraser, 1956
- Chlorocypha dispar (Palisot de Beauvois, 1805)
- Chlorocypha fabamacula Pinhey, 1961
- Chlorocypha frigida Pinhey, 1961
- Chlorocypha ghesquierei Fraser, 1959
- Chlorocypha glauca (Selys, 1879)
- Chlorocypha grandis (Sjöstedt, 1899)
- Chlorocypha helenae Legrand, 1984
- Chlorocypha hintzi (Grünberg, 1914)
- Chlorocypha jacksoni Pinhey, 1952
- Chlorocypha luminosa (Karsch, 1893)
- Chlorocypha molindica Fraser, 1948
- Chlorocypha mutans Legrand & Couturier, 1984
- Chlorocypha neptunus (Sjöstedt, 1899)
- Chlorocypha rubida (Hagen in Selys, 1853)
- Chlorocypha rubriventris Pinhey, 1975
- Chlorocypha schmidti Pinhey, 1967
- Chlorocypha selysi Karsch, 1899
- Chlorocypha seydeli Fraser, 1958
- Chlorocypha sharpae Pinhey, 1972
- Chlorocypha tenuis Longfield, 1936
- Chlorocypha trifaria (Karsch, 1899)
- Chlorocypha victoriae (Förster, 1914)
- Chlorocypha wittei Fraser, 1955
- Chlorogomphus albomarginatus Karube, 1995
- Chlorogomphus arooni Asahina, 1981
- Chlorogomphus auratus Martin, 1910
- Chlorogomphus brevistigma Oguma, 1926
- Chlorogomphus brunneus Oguma, 1926
- Chlorogomphus campioni (Fraser, 1924)
- Chlorogomphus daviesi Karube, 2001
- Chlorogomphus fraseri St. Quentin, 1936
- Chlorogomphus gracilis Wilson & Reels, 2001
- Chlorogomphus hiten Sasamoto, Yokoi & Teramoto, 2011
- Chlorogomphus infuscatus (Needham, 1930)
- Chlorogomphus iriomotensis Ishida, 1972
- Chlorogomphus kitawakii (Karube, 1995)
- Chlorogomphus magnificus Selys, 1854
- Chlorogomphus miyashitai Karube, 1995
- Chlorogomphus montanus Chao, 1999
- Chlorogomphus mortoni Fraser, 1936
- Chlorogomphus nakamurai Karube, 1995
- Chlorogomphus nasutus (Needham, 1930)
- Chlorogomphus okinawensis Ishida, 1964
- Chlorogomphus papilio Ris, 1927
- Chlorogomphus preciosus (Fraser, 1924)
- Chlorogomphus risi Chen, 1950
- Chlorogomphus sachiyoae Karube, 1995
- Chlorogomphus schmidti Asahina, 1986
- Chlorogomphus shanicus (Wilson, 2002)
- Chlorogomphus speciosus (Selys, 1891)
- Chlorogomphus splendidus (Selys, 1878)
- Chlorogomphus suzukii (Oguma, 1926)
- Chlorogomphus takakuwai Karube, 1995
- Chlorogomphus tunti (Needham, 1930)
- Chlorogomphus urolobatus (Chen, 1950)
- Chlorogomphus usudai Ishida, 1996
- Chlorogomphus vietnamensis Asahina, 1969
- Chlorogomphus xanthoptera (Fraser, 1919)
- Chlorogomphus yokoii Karube, 1995
- Chlorogomphus yoshihiroi Karube, 1994
- Chlorolestes apricans Wilmot, 1975
- Chlorolestes assegaii Pinhey, 1950
- Chlorolestes conspicuus Hagen in Selys, 1862
- Chlorolestes draconicus Balinsky, 1956
- Chlorolestes elegans Pinhey, 1950
- Chlorolestes fasciatus (Burmeister, 1839)
- Chlorolestes tessellatus (Burmeister, 1839)
- Chlorolestes umbratus Selys, 1862
- Chloropetalia dyak (Laidlaw, 1911)
- Chloropetalia kimminsi (Fraser, 1940)
- Chloropetalia owadai  (Asahina, 1995)
- Chloropetalia selysi (Fraser, 1929)
- Chloropetalia soarer Wilson, 2002
- Chorismagrion risi Morton, 1914
- Choristhemis flavoterminata (Martin, 1901)
- Choristhemis olivei (Tillyard, 1909)
- Chromagrion conditum (Hagen in Selys, 1876)
- Cinitogomphus dundoensis (Pinhey, 1961)
- Cnemisticta angustilobata Donnelly, 1993
- Cnemisticta latilobata Donnelly, 1993
- Coeliccia acco Asahina, 1997
- Coeliccia albicauda (Förster in Laidlaw, 1907)
- Coeliccia ambigua Asahina, 1997
- Coeliccia arcuata Lieftinck, 1940
- Coeliccia axinocercus Lieftinck, 1974
- Coeliccia bimaculata Laidlaw, 1914
- Coeliccia boettcheri Schmidt, 1951
- Coeliccia borneensis (Selys, 1886)
- Coeliccia brachysticta Ris, 1912
- Coeliccia campioni Laidlaw, 1918
- Coeliccia chromothorax (Selys, 1891)
- Coeliccia coomansi Lieftinck, 1940
- Coeliccia cyaneothorax Kimmins, 1936
- Coeliccia cyanomelas  Ris, 1912
- Coeliccia didyma (Selys, 1863)
- Coeliccia dierli St. Quentin, 1970
- Coeliccia dinoceras Laidlaw, 1925
- Coeliccia doisuthepensis Asahina, 1984
- Coeliccia dorothea Fraser, 1933
- Coeliccia erici Laidlaw, 1917
- Coeliccia exoleta Lieftinck, 1961
- Coeliccia flavicauda Ris, 1912
- Coeliccia flavostriata Laidlaw, 1918
- Coeliccia fraseri Laidlaw, 1932
- Coeliccia furcata Hämäläinen, 1986
- Coeliccia galbina Wilson & Reels, 2003
- Coeliccia hoanglienensis Do, 2007
- Coeliccia kazukoae Asahina, 1984
- Coeliccia kimurai Asahina, 1990
- Coeliccia lieftincki Laidlaw, 1932
- Coeliccia loogali Fraser in Laidlaw, 1932
- Coeliccia macrostigma Laidlaw, 1918
- Coeliccia megumii Asahina, 1984
- Coeliccia membranipes (Rambur, 1842)
- Coeliccia mingxiensis Xu, 2006
- Coeliccia montana Fraser, 1933
- Coeliccia nemoricola Laidlaw, 1912
- Coeliccia nigrescens Laidlaw, 1931
- Coeliccia nigrohamata Laidlaw, 1918
- Coeliccia octogesima (Selys, 1863)
- Coeliccia onoi Asahina, 1997
- Coeliccia palawana Lieftinck, 1940
- Coeliccia poungyi Fraser, 1924
- Coeliccia pracritii Lahiri, 1985
- Coeliccia pyriformis Laidlaw, 1932
- Coeliccia renifera (Selys, 1886)
- Coeliccia resecta Lieftinck, 1953
- Coeliccia rossi Asahina, 1985
- Coeliccia rotundata Asahina, 1984
- Coeliccia ryukyuensis Asahina, 1951
- Coeliccia sarbottama Lahiri, 1987
- Coeliccia satoi Asahina, 1997
- Coeliccia schmidti Asahina, 1984
- Coeliccia scutellum Laidlaw, 1932
- Coeliccia sexmaculata Wang, 1994
- Coeliccia simillima Laidlaw, 1917
- Coeliccia svihleri Asahina, 1970
- Coeliccia tomokunii Asahina, 1997
- Coeliccia uenoi Asahina, 1997
- Coeliccia vacca Laidlaw, 1932
- Coeliccia werneri Lieftinck, 1961
- Coeliccia wilsoni Zhang & Huo, 2011
- Coeliccia yamasakii Asahina, 1984
- Coenagriocnemis insulare (Selys, 1872)
- Coenagriocnemis ramburi Fraser, 1950
- Coenagriocnemis reuniense (Fraser, 1957)
- Coenagriocnemis rufipes (Rambur, 1842)
- Coenagrion aculeatum Yu & Bu, 2007
- Coenagrion angulatum Walker, 1912
- Coenagrion armatum (Charpentier, 1840)
- Coenagrion australocaspicum Dumont & Heidari, 1996
- Coenagrion caerulescens (Fonscolombe, 1838)
- Coenagrion ecornutum (Selys, 1872)
- Coenagrion exclamationis (Fraser, 1919)
- Coenagrion glaciale (Selys, 1872)
- Coenagrion hastulatum (Charpentier, 1825)
- Coenagrion holdereri (Förster, 1900)
- Coenagrion hylas (Trybom, 1889)
- Coenagrion intermedium Lohmann, 1990
- Coenagrion interrogatum (Hagen in Selys, 1876)
- Coenagrion johanssoni (Wallengren, 1894)
- Coenagrion lanceolatum (Selys, 1872)
- Coenagrion lunulatum (Charpentier, 1840)
- Coenagrion lyelli (Tillyard, 1913)
- Coenagrion melanoproctum (Selys, 1876)
- Coenagrion mercuriale (Charpentier, 1840)
- Coenagrion ornatum (Selys, 1850)
- Coenagrion persicum Lohmann, 1993
- Coenagrion ponticum (Bartenev, 1929)
- Coenagrion puella (Linnaeus, 1758)
- Coenagrion pulchellum (Vander Linden, 1823)
- Coenagrion resolutum (Hagen in Selys, 1876)
- Coenagrion scitulum (Rambur, 1842)
- Coenagrion syriacum (Morton, 1924)
- Coenagrion terue (Asahina, 1949)
- Congothemis longistyla Fraser, 1953
- Copera annulata (Selys, 1863)
- Copera chantaburii Asahina, 1984
- Copera ciliata (Selys, 1863)
- Copera imbricata (Hagen in Selys, 1863)
- Copera marginipes (Rambur, 1842)
- Copera rubripes (Navás, 1934)
- Copera superplatypes Fraser, 1927
- Copera tokyoensis Asahina, 1948
- Copera vittata (Selys, 1863)
- Cora aurea Ris, 1918
- Cora chiribiquete Zloty & Pritchard, 2001
- Cora chirripa Calvert, 1907
- Cora confusa Kennedy, 1940
- Cora cyane Selys, 1853
- Cora dorada Bick & Bick, 1991
- Cora dualis McLachlan, 1878
- Cora inca Selys, 1873
- Cora irene Ris, 1918
- Cora jocosa McLachlan, 1881
- Cora klenei Karsch, 1891
- Cora lugubris Navás, 1934
- Cora marina Selys, 1868
- Cora modesta Selys, 1869
- Cora munda McLachlan, 1878
- Cora notoxantha Ris, 1918
- Cora obscura Ris, 1918
- Cora parda Bick & Bick, 1991
- Cora semiopaca Selys, 1878
- Cora skinneri Calvert, 1907
- Cora subfumata Förster, 1914 (nomen dubium)
- Cora terminalis McLachlan, 1878
- Cora xanthostoma Ris, 1918
- Cordulegaster amasina Morton, 1916
- Cordulegaster bidentata Selys, 1843
- Cordulegaster bilineata (Carle, 1983)
- Cordulegaster boltonii (Donovan, 1807)
- Cordulegaster brevistigma Selys, 1854
- Cordulegaster charpentieri (Kolenati, 1846)
- Cordulegaster coronata (Morton, 1916)
- Cordulegaster diadema Selys, 1868
- Cordulegaster diastatops (Selys, 1854)
- Cordulegaster dorsalis Hagen in Selys, 1858
- Cordulegaster erronea Selys, 1878
- Cordulegaster godmani McLachlan, 1878
- Cordulegaster helladica (Lohmann, 1993)
- Cordulegaster heros Theischinger, 1979
- Cordulegaster insignis (Schneider, 1845)
- Cordulegaster maculata Selys, 1854
- Cordulegaster magnifica Bartenev, 1930
- Cordulegaster mzymtae Bartenev, 1929
- Cordulegaster obliqua (Say, 1840)
- Cordulegaster orientalis van Pelt, 1994
- Cordulegaster parvistigma (Selys, 1873)
- Cordulegaster picta Selys, 1854
- Cordulegaster princeps Morton, 1916
- Cordulegaster sarracenia Abbott & Hibbitts, 2011
- Cordulegaster sayi Selys, 1854
- Cordulegaster talaria Tennessen, 2004
- Cordulegaster trinacriae Waterston, 1976
- Cordulegaster vanbrinkae Lohmann, 1993
- Cordulephya bidens Sjöstedt, 1917
- Cordulephya divergens Tillyard, 1917
- Cordulephya montana Tillyard, 1911
- Cordulephya pygmaea Selys, 1870
- Cordulia aenea (Linnaeus, 1758)
- Cordulia amurensis Selys, 1887
- Cordulia shurtleffii Scudder, 1866
- Cordulisantosia machadoi (Costa & Santos, 2000)
- Cordulisantosia marshalli (Costa & Santos, 1992)
- Cordulisantosia newtoni (Costa & Santos, 2000)
- Cornigomphus guineensis Martin, 1907
- Coryphaeschna adnexa (Hagen, 1861)
- Coryphaeschna amazonica De Marmels, 1989
- Coryphaeschna apeora Paulson, 1994
- Coryphaeschna diapyra Paulson, 1994
- Coryphaeschna huaorania Tennessen, 2001
- Coryphaeschna ingens (Rambur, 1842)
- Coryphaeschna perrensi (McLachlan, 1887)
- Coryphaeschna viriditas Calvert, 1952
- Coryphagrion grandis Morton, 1924
- Cratilla lineata (Brauer, 1878)
- Cratilla metallica (Brauer, 1878)
- Crenigomphus abyssinicus (Selys, 1878)
- Crenigomphus cornutus Pinhey, 1956
- Crenigomphus denticulatus Selys, 1892
- Crenigomphus hartmanni (Förster, 1898)
- Crenigomphus kavangoensis Suhling & Marais, 2010
- Crenigomphus renei Fraser, 1936
- Crocothemis brevistigma Pinhey, 1961
- Crocothemis corocea Navás, 1918
- Crocothemis divisa Karsch, 1898
- Crocothemis erythraea (Brullé, 1832)
- Crocothemis misrai Baijal & Agarwal, 1956
- Crocothemis nigrifrons (Kirby, 1894)
- Crocothemis sanguinolenta (Burmeister, 1839)
- Crocothemis saxicolor Ris, 1921
- Crocothemis servilia (Drury, 1773)
- Crocothemis striata Lohmann, 1981
- Cryptophaea saukra Hämäläinen, 2003
- Cryptophaea vietnamensis (van Tol & Rozendaal, 1995)
- Cryptophaea yunnanensis (Davies & Yang, 1996)
- Cyanallagma angelae Lencioni, 2001
- Cyanallagma bonariense (Ris, 1918)
- Cyanallagma corbeti Costa, Santos & I. de Souza, 2009
- Cyanallagma ferenigrum De Marmels, 2003
- Cyanallagma interruptum (Selys, 1876)
- Cyanallagma nigrinuchale (Selys, 1876)
- Cyanallagma trimaculatum (Selys, 1876)
- Cyanocnemis aureofrons Lieftinck, 1949
- Cyanogomphus comparabilis Belle, 1994
- Cyanogomphus waltheri Selys, 1873
- Cyanothemis simpsoni Ris, 1915
- Cyclogomphus gynostylus Fraser, 1926
- Cyclogomphus heterostylus Selys, 1854
- Cyclogomphus vesiculosus Selys, 1873
- Cyclogomphus wilkinsi Fraser, 1926
- Cyclogomphus ypsilon Selys, 1854
- Cyclophaea cyanifrons Ris, 1930
- Cyrano angustior Hämäläinen, 1989
- Cyrano unicolor (Hagen in Selys, 1869)
- Dasythemis esmeralda Ris, 1910
- Dasythemis essequiba Ris, 1919
- Dasythemis mincki (Karsch, 1890)
- Dasythemis venosa (Burmeister, 1839)
- Davidioides martini Fraser, 1924
- Davidius aberrans (Selys, 1873)
- Davidius baronii Lieftinck, 1977
- Davidius bicornutus Selys, 1878
- Davidius chaoi Cao & Zheng, 1988
- Davidius davidii Selys, 1878
- Davidius fruhstorferi Martin, 1904
- Davidius fujiama Fraser, 1936
- Davidius kumaonensis Fraser, 1926
- Davidius lunatus (Bartenev, 1914)
- Davidius malloryi  Fraser, 1926
- Davidius miaotaiziensis Zhu, Yan & Li, 1988
- Davidius moiwanus (Matsumura & Okumura in Okumura, 1935)
- Davidius monastyrskii Do 2005
- Davidius nanus (Selys, 1869)
- Davidius qinlingensis Cao & Zheng, 1989
- Davidius squarrosus Zhu, 1991
- Davidius triangularis Chao & Yang, 1995
- Davidius trox Needham, 1931
- Davidius truncus Chao, 1995
- Davidius yuanbaensis Zhu, Yan & Li, 1988
- Davidius zallorensis Hagen in Selys, 1878
- Davidius zhoui Chao, 1995
- Deielia phaon (Selys, 1883)
- Dendroaeschna conspersa (Tillyard, 1907)
- Denticnemis bicolor Bartenev, 1956
- Denticulobasis ariken Machado, 2009
- Denticulobasis dunklei Machado, 2009
- Denticulobasis garrisoni Machado, 2009
- Desmogomphus paucinervis (Selys, 1873)
- Desmogomphus tigrivensis Williamson, 1920
- Devadatta argyoides (Selys, 1859)
- Devadatta cyanocephala Hämäläinen, Sasamota & Karube, 2006
- Devadatta ducatrix Lieftinck, 1969
- Devadatta multinervosa Fraser, 1933
- Devadatta podolestoides Laidlaw, 1934
- Diaphlebia angustipennis Selys, 1854
- Diaphlebia nexans Calvert, 1903
- Diastatomma bicolor Selys, 1869
- Diastatomma gamblesi Legrand, 1992
- Diastatomma multilineata Fraser, 1949
- Diastatomma ruwenzorica Pinhey, 1961
- Diastatomma selysi Schouteden, 1934
- Diastatomma soror Schouteden, 1934
- Diastatomma tricolor (Palisot de Beauvois, 1805)
- Diastatops dimidiata (Linnaeus, 1758)
- Diastatops emilia Montgomery, 1940
- Diastatops estherae Montgomery, 1940
- Diastatops intensa Montgomery, 1940
- Diastatops maxima Montgomery, 1940
- Diastatops nigra Montgomery, 1940
- Diastatops obscura (Fabricius, 1775)
- Diastatops pullata (Burmeister, 1839)
- Diceratobasis macrogaster (Selys in Sagra, 1857)
- Diceratobasis melanogaster Garrison, 1986
- Dicterias atrosanguinea Selys, 1853
- Didymops floridensis Davis, 1921
- Didymops transversa (Say, 1840)
- Dimeragrion clavijoi De Marmels, 1999
- Dimeragrion mesembrium De Marmels, 1989
- Dimeragrion percubitale Calvert, 1913
- Dimeragrion secundum Needham, 1933
- Dimeragrion unturanense De Marmels, 1992
- Diphlebia coerulescens Tillyard, 1913
- Diphlebia euphaeoides Tillyard, 1907
- Diphlebia hybridoides Tillyard, 1912
- Diphlebia lestoides (Selys, 1853)
- Diphlebia nymphoides Tillyard, 1912
- Diplacina antigone Lieftinck, 1933
- Diplacina arsinoe Lieftinck, 1953
- Diplacina bolivari Selys, 1882
- Diplacina braueri Selys, 1882
- Diplacina callirrhoe Lieftinck, 1953
- Diplacina clymene Lieftinck, 1963
- Diplacina cyrene Lieftinck, 1953
- Diplacina dioxippe Lieftinck, 1963
- Diplacina erigone Lieftinck, 1953
- Diplacina fulgens Ris, 1898
- Diplacina hippolyte Lieftinck, 1933
- Diplacina ismene Lieftinck, 1933
- Diplacina lisa Needham & Gyger, 1941
- Diplacina merope Lieftinck, 1963
- Diplacina micans Lieftinck, 1953
- Diplacina militaris Ris, 1909
- Diplacina nana Brauer, 1868
- Diplacina paula Ris, 1919
- Diplacina persephone Lieftinck, 1933
- Diplacina phoebe Ris, 1919
- Diplacina sanguinolenta Van Tol, 1987
- Diplacina smaragdina Selys, 1878
- Diplacina torrenticola Van Tol, 1987
- Diplacodes bipunctata (Brauer, 1865)
- Diplacodes deminuta Lieftinck, 1969
- Diplacodes exul (Selys, 1883)
- Diplacodes haematodes (Burmeister, 1839)
- Diplacodes lefebvrii (Rambur, 1842)
- Diplacodes luminans (Karsch, 1893)
- Diplacodes melanopsis (Martin, 1901)
- Diplacodes nebulosa (Fabricius, 1793)
- Diplacodes pumila Dijkstra, 2006
- Diplacodes spinulosa Navás, 1915
- Diplacodes trivialis (Rambur, 1842)
- Disparocypha biedermanni Ris, 1916
- Disparoneura apicalis (Fraser, 1924)
- Disparoneura canningi Fraser, 1922
- Disparoneura quadrimaculata (Rambur, 1842)
- Disparoneura ramajana Lieftinck, 1971
- Dolonagrion fulvellum (Selys, 1876)
- Dorocordulia lepida (Hagen in Selys, 1871)
- Dorocordulia libera (Selys, 1871)
- Drepanoneura donnellyi von Ellenrieder & Garrison, 2008
- Drepanoneura flinti von Ellenrieder & Garrison, 2008
- Drepanoneura janirae von Ellenrieder & Garrison, 2008
- Drepanoneura letitia (Donnelly, 1992)
- Drepanoneura loutoni von Ellenrieder & Garrison, 2008
- Drepanoneura muzoni von Ellenrieder & Garrison, 2008
- Drepanoneura peruviensis (Fraser, 1946)
- Drepanoneura tennesseni von Ellenrieder & Garrison, 2008
- Drepanosticta actaeon Laidlaw, 1934
- Drepanosticta acuta van Tol, 2005
- Drepanosticta adenani Dow & Reels, 2018
- Drepanosticta amboinensis van Tol, 2007
- Drepanosticta anascephala Fraser, 1933
- Drepanosticta annandalei Fraser, 1924
- Drepanosticta annulata (Selys, 1886)
- Drepanosticta antilope Theischinger & Richards, 2005
- Drepanosticta arcuata Lieftinck, 1934
- Drepanosticta aries Needham & Gyger, 1941
- Drepanosticta asahinai Sasamoto & Karube, 2007
- Drepanosticta attala Lieftinck, 1934
- Drepanosticta auriculata (Selys, 1878)
- Drepanosticta aurita van Tol, 2005
- Drepanosticta barbatula Lieftinck, 1940
- Drepanosticta bartelsi Lieftinck, 1937
- Drepanosticta batanta Kovács & Theischinger in Kovács, Theischinger, Juhász & Danyik, 2015
- Drepanosticta belyshevi Hämäläinen, 1991
- Drepanosticta berinchangensis Kemp, 1994
- Drepanosticta berlandi Lieftinck, 1939
- Drepanosticta bicolor van Tol, 2007
- Drepanosticta bicornuta (Selys, 1878)
- Drepanosticta bifida van Tol, 2007
- Drepanosticta bispina Fraser, 1932
- Drepanosticta brownelli (Tinkham, 1938)
- Drepanosticta burbachi Dow, 2013
- Drepanosticta carmichaeli (Laidlaw, 1915)
- Drepanosticta centrosaurus van Tol, 2005
- Drepanosticta ceratophora Lieftinck, 1974
- Drepanosticta claaseni Lieftinck, 1938
- Drepanosticta clados van Tol, 2005
- Drepanosticta clavata Lieftinck, 1932
- Drepanosticta conica (Martin, 1909)
- Drepanosticta crenitis Lieftinck, 1933
- Drepanosticta dendrolagina Lieftinck, 1938
- Drepanosticta dentifera Kimmins, 1936
- Drepanosticta dorcadion Lieftinck, 1949
- Drepanosticta draco Phan, Karube & Sasamoto, 2018
- Drepanosticta drusilla Lieftinck, 1934
- Drepanosticta dulitensis Kimmins, 1936
- Drepanosticta elaphos Theischinger & Richards, 2014
- Drepanosticta elongata Wilson & Reels, 2001
- Drepanosticta emtrai Dow, Kompier & Phan, 2018
- Drepanosticta ephippiata Lieftinck, 1937
- Drepanosticta eucera Lieftinck, 1949
- Drepanosticta exoleta Lieftinck, 1932
- Drepanosticta flavomaculata van Tol, 2005
- Drepanosticta floresiana Lieftinck, 1939
- Drepanosticta fontinalis Lieftinck, 1937
- Drepanosticta forficula Kimmins, 1936
- Drepanosticta furcata van Tol, 2005
- Drepanosticta gazella Lieftinck, 1929
- Drepanosticta gazelle Theischinger & Richards, 2017
- Drepanosticta halmahera van Tol, 2007
- Drepanosticta halterata (Brauer, 1868)
- Drepanosticta hamadryas Laidlaw, 1931
- Drepanosticta hamalaineni Villanueva, Van Der Ploeg & Van Weerd, 2011
- Drepanosticta hamulifera van Tol, 2007
- Drepanosticta hermes van Tol, 2005
- Drepanosticta hongkongensis Wilson, 1996
- Drepanosticta inconspicua Lieftinck, 1938
- Drepanosticta inversa Lieftinck, 1949
- Drepanosticta johncanni Theischinger, Richards & Toko, 2018
- Drepanosticta jurzitzai Hämäläinen, 1999
- Drepanosticta khaochongensis Asahina, 1984
- Drepanosticta kosterini Dow, 2017
- Drepanosticta krios van Tol, 2005
- Drepanosticta kruegeri Laidlaw, 1926
- Drepanosticta leonardi Villanueva, Gapud & Lin, 2011
- Drepanosticta lepyricollis Lieftinck, 1949
- Drepanosticta lestoides (Brauer, 1868)
- Drepanosticta luzonica van Tol, 2005
- Drepanosticta lymetta Cowley, 1936
- Drepanosticta machadoi Theischinger & Richards, 2014
- Drepanosticta magna Wilson & Reels, 2003
- Drepanosticta makilingia Gapud, 2006
- Drepanosticta malleus van Tol, 2005
- Drepanosticta marsyas Lieftinck, 1965
- Drepanosticta megametta Cowley, 1936
- Drepanosticta misoolensis van Tol, 2007
- Drepanosticta moluccana Lieftinck, 1938
- Drepanosticta monoceros Lieftinck, 1965
- Drepanosticta moorei van Tol & Müller, 2003
- Drepanosticta mylitta Cowley, 1936
- Drepanosticta myzouris van Tol, 2005
- Drepanosticta obiensis van Tol, 2007
- Drepanosticta palauensis Lieftinck, 1962
- Drepanosticta pan Laidlaw, 1931
- Drepanosticta pararudicula Theischinger, Lupiyaningdyah & Richards, 2015
- Drepanosticta penicillata van Tol, 2007
- Drepanosticta philippa Lieftinck, 1961
- Drepanosticta pistor van Tol, 2005
- Drepanosticta polychromatica Fraser, 1931
- Drepanosticta psygma van Tol, 2007
- Drepanosticta pterophora Theischinger & Richards, 2014
- Drepanosticta pytho Lieftinck, 1937
- Drepanosticta quadrata (Selys, 1860)
- Drepanosticta quadricornu van Tol, 2005
- Drepanosticta rahmani Dow, Choong & Ng, 2017
- Drepanosticta rhamphis van Tol, 2005
- Drepanosticta robusta Fraser, 1926
- Drepanosticta rudicula van Tol, 2007
- Drepanosticta rufostigma (Selys, 1886)
- Drepanosticta sbong Dow, 2010
- Drepanosticta sembilanensis van Tol, 2007
- Drepanosticta seramensis van Tol & Bedjanic, 2018
- Drepanosticta sharpi (Laidlaw, 1907)
- Drepanosticta siebersi Fraser, 1926
- Drepanosticta silenus Laidlaw, 1934
- Drepanosticta simuni Dow & Orr, 2012
- Drepanosticta siu van Tol, 2007
- Drepanosticta spatulifera Lieftinck, 1929
- Drepanosticta sugbo Villanueva & Seidenschwarz, 2012
- Drepanosticta sumatrana Sasamoto & Karube, 2007
- Drepanosticta sundana (Krüger, 1898)
- Drepanosticta taurulus Theischinger & Richards, 2005
- Drepanosticta taurus Needham & Gyger, 1941
- Drepanosticta tenella Lieftinck, 1935
- Drepanosticta trachelocele van Tol, 2005
- Drepanosticta trimaculata Lieftinck, 1939
- Drepanosticta vietnamica Asahina, 1997
- Drepanosticta viridis Fraser, 1922
- Drepanosticta watuwilensis van Tol, 2007
- Drepanosticta wildermuthi Villanueva & Schorr, 2011
- Drepanosticta zhoui Wilson & Reels, 2001
- Dromaeschna forcipata (Tillyard, 1907)
- Dromaeschna weiskei Förster, 1908
- Dromogomphus armatus Selys, 1854
- Dromogomphus spinosus Selys, 1854
- Dromogomphus spoliatus (Hagen in Selys, 1858)
- Dubitogomphus bidentatus (Fraser, 1930)
- Dysphaea basitincta Martin, 1904
- Dysphaea dimidiata Selys, 1853
- Dysphaea ethela Fraser, 1924
- Dysphaea gloriosa Fraser, 1938
- Dysphaea lugens Selys, 1873
- Dysphaea walli Fraser, 1927
- Dythemis fugax Hagen, 1861
- Dythemis maya Calvert, 1906
- Dythemis multipunctata Kirby, 1894
- Dythemis nigrescens Calvert, 1899
- Dythemis rufinervis (Burmeister, 1839)
- Dythemis sterilis Hagen, 1861
- Dythemis velox Hagen, 1861
- Ebegomphus conchinus (Williamson, 1916)
- Ebegomphus demerarae (Selys, 1894)
- Ebegomphus minutus (Belle, 1970)
- Ebegomphus pumilus (Belle, 1986)
- Ebegomphus schroederi (Belle, 1970)
- Ecchlorolestes nylephtha Barnard, 1937
- Ecchlorolestes peringueyi (Ris, 1921)
- Echo margarita Selys, 1853
- Echo maxima Martin, 1904
- Echo modesta Laidlaw, 1902
- Echo uniformis Selys, 1879
- Edonis helena Needham, 1905
- Elasmothemis alcebiadesi (Santos, 1945)
- Elasmothemis aliciae González-Soriano & Novelo-Gutiérrez, 2006
- Elasmothemis cannacrioides (Calvert, 1906)
- Elasmothemis constricta (Calvert, 1898)
- Elasmothemis kiautai (De Marmels, 1989)
- Elasmothemis rufa De Marmels, 2008
- Elasmothemis schubarti (Santos, 1945)
- Elasmothemis williamsoni (Ris, 1919)
- Elattoneura acuta Kimmins, 1938
- Elattoneura analis (Selys, 1860)
- Elattoneura atkinsoni (Selys, 1886)
- Elattoneura aurantiaca (Selys, 1886)
- Elattoneura balli Kimmins, 1938
- Elattoneura caesia (Hagen in Selys, 1860)
- Elattoneura campioni (Fraser, 1922)
- Elattoneura centrafricana Lindley, 1976
- Elattoneura centralis (Hagen in Selys, 1860)
- Elattoneura coomansi Lieftinck, 1937
- Elattoneura dorsalis Kimmins, 1938
- Elattoneura erythromma Lieftinck, 1953
- Elattoneura frenulata (Hagen in Selys, 1860)
- Elattoneura girardi Legrand, 1980
- Elattoneura glauca (Selys, 1860)
- Elattoneura josemorai Compte Sart, 1964
- Elattoneura leucostigma (Fraser, 1933)
- Elattoneura lliba Legrand, 1985
- Elattoneura longispina Lieftinck, 1937
- Elattoneura mauros Dow, Choong & Ng, 2010
- Elattoneura mayombensis Legrand, 1985
- Elattoneura morini Legrand, 1985
- Elattoneura nigerrima (Laidlaw, 1917)
- Elattoneura nigra Kimmins, 1938
- Elattoneura nihari Mitra, 1995
- Elattoneura oculata (Kirby, 1894)
- Elattoneura pasquinii Consiglio, 1978
- Elattoneura pluotae Legrand, 1982
- Elattoneura pruinosa (Selys, 1886)
- Elattoneura souteri (Fraser, 1924)
- Elattoneura tenax (Hagen in Selys, 1860)
- Elattoneura tetrica (Laidlaw, 1917)
- Elattoneura tropicalis Pinhey, 1974
- Elattoneura vrijdaghi Fraser, 1954
- Eleuthemis buettikoferi Ris, 1910
- Elga leptostyla Ris, 1911
- Elga newtonsantosi Machado, 1992
- Enacantha caribbea Donnelly & Alayo, 1966
- Enallagma ambiguum Navás, 1936
- Enallagma anna Williamson, 1900
- Enallagma annexum (Hagen, 1861)
- Enallagma antennatum (Say, 1840)
- Enallagma aspersum (Hagen, 1861)
- Enallagma basidens Calvert, 1902
- Enallagma boreale Selys, 1875
- Enallagma carunculatum Morse, 1895
- Enallagma circulatum Selys, 1883
- Enallagma civile (Hagen, 1861)
- Enallagma clausum Morse, 1895
- Enallagma coecum (Hagen, 1861)
- Enallagma concisum Williamson, 1922
- Enallagma cyathigerum (Charpentier, 1840)
- Enallagma daeckii (Calvert, 1903)
- Enallagma davisi Westfall, 1943
- Enallagma deserti Selys, 1871
- Enallagma divagans Selys, 1876
- Enallagma doubledayi (Selys, 1850)
- Enallagma dubium Root, 1924
- Enallagma durum (Hagen, 1861)
- Enallagma ebrium (Hagen, 1861)
- Enallagma eiseni Calvert, 1895
- Enallagma exsulans (Hagen, 1861)
- Enallagma geminatum Kellicott, 1895
- Enallagma hageni (Walsh, 1863)
- Enallagma laterale Morse, 1895
- Enallagma maldivense Laidlaw, 1902
- Enallagma minusculum Morse, 1895
- Enallagma novaehispaniae Calvert, 1907
- Enallagma pallidum Root, 1923
- Enallagma pictum Morse, 1895
- Enallagma pollutum (Hagen, 1861)
- Enallagma praevarum (Hagen, 1861)
- Enallagma recurvatum Davis, 1913
- Enallagma rua Donnelly, 1968
- Enallagma semicirculare Selys, 1876
- Enallagma signatum (Hagen, 1861)
- Enallagma sulcatum Williamson, 1922
- Enallagma traviatum Selys, 1876
- Enallagma truncatum (Gundlach, 1888)
- Enallagma vernale Gloyd, 1943
- Enallagma vesperum Calvert, 1919
- Enallagma weewa Byers, 1927
- Eogomphus neglectus (Needham, 1930)
- Epallage fatime (Charpentier, 1840)
- Epiaeschna heros (Fabricius, 1798)
- Epigomphus armatus Ris, 1918
- Epigomphus camelus Calvert, 1905
- Epigomphus clavatus Belle, 1980
- Epigomphus compactus Belle, 1994
- Epigomphus corniculatus Belle, 1989
- Epigomphus crepidus Kennedy, 1936
- Epigomphus donnellyi González & Cook, 1988
- Epigomphus echeverrii Brooks, 1989
- Epigomphus flinti Donnelly, 1989
- Epigomphus gibberosus Belle, 1988
- Epigomphus houghtoni Brooks, 1989
- Epigomphus hylaeus Ris, 1918
- Epigomphus jannyae Belle, 1993
- Epigomphus llama Calvert, 1903
- Epigomphus maya Donnelly, 1989
- Epigomphus obtusus Selys, 1869
- Epigomphus occipitalis Belle, 1970
- Epigomphus paludosus Hagen in Selys, 1854
- Epigomphus paulsoni Belle, 1981
- Epigomphus pechumani Belle, 1970
- Epigomphus quadracies Calvert, 1903
- Epigomphus subobtusus Selys, 1878
- Epigomphus subquadrices Kennedy, 1946
- Epigomphus subsimilis Calvert, 1929
- Epigomphus sulcatistyla Donnelly, 1989
- Epigomphus tumefactus Calvert, 1903
- Epigomphus verticicornis Calvert, 1908
- Epigomphus westfalli Donnelly, 1986
- Epiophlebia laidlawi Tillyard, 1921
- Epiophlebia sinensis J.-K. Li et al., 2011[4]
- Epiophlebia superstes (Selys, 1889)
- Epipleoneura albuquerqei Machado, 1964
- Epipleoneura angeloi Pessacq & Costa, 2010
- Epipleoneura capilliformis (Selys, 1886)
- Epipleoneura demarmelsi von Ellenrieder & Garrison, 2008
- Epipleoneura fernandezi Rácenis, 1960
- Epipleoneura fuscaenea Williamson, 1915
- Epipleoneura haroldoi Santos, 1964
- Epipleoneura humeralis (Selys, 1886)
- Epipleoneura janirae Machado, 2005
- Epipleoneura kaxuriana Machado, 1985
- Epipleoneura lamina Williamson, 1915
- Epipleoneura machadoi Rácenis, 1960
- Epipleoneura manauensis Santos, 1964
- Epipleoneura metallica Rácenis, 1955
- Epipleoneura ocuene De Marmels, 1989
- Epipleoneura pallida Rácenis, 1960
- Epipleoneura pereirai Machado, 1964
- Epipleoneura protostictoides (Fraser, 1946)
- Epipleoneura solitaria De Marmels, 1989
- Epipleoneura spatulata Rácenis, 1960
- Epipleoneura tariana Machado, 1985
- Epipleoneura uncinata De Marmels, 1989
- Epipleoneura venezuelensis Rácenis, 1955
- Epipleoneura waiwaiana Machado, 1985
- Epipleoneura westfalli Machado, 1986
- Epipleoneura williamsoni Santos, 1957
- Epipotoneura machadoi von Ellenrieder & Garrison, 2008
- Epipotoneura nehalennia Williamson, 1915
- Episynlestes albicaudus (Tillyard, 1913)
- Episynlestes cristatus Watson & Moulds, 1977
- Episynlestes intermedius Theischinger &  Watson, 1985
- Epitheca bimaculata (Charpentier, 1825)
- Epitheca canis (McLachlan, 1886)
- Epitheca costalis (Selys, 1871)
- Epitheca cynosura (Say, 1840)
- Epitheca marginata (Selys, 1883)
- Epitheca petechialis (Muttkowski, 1911)
- Epitheca princeps Hagen, 1861
- Epitheca semiaquea (Burmeister, 1839)
- Epitheca sepia (Gloyd, 1933)
- Epitheca spinigera (Selys, 1871)
- Epitheca spinosa (Hagen in Selys, 1878)
- Epitheca stella (Williamson in Muttkowski, 1911)
- Epithemis mariae (Laidlaw, 1915)
- Epophthalmia australis Hagen, 1867
- Epophthalmia bannaensis Zha & Jiang, 2010
- Epophthalmia elegans (Brauer, 1865)
- Epophthalmia frontalis Selys, 1871
- Epophthalmia kuani Jiang, 1998
- Epophthalmia vittata Burmeister, 1839
- Epophthalmia vittigera (Rambur, 1842)
- Erpetogomphus agkistrodon Garrison, 1994
- Erpetogomphus boa Selys, 1859
- Erpetogomphus bothrops Garrison, 1994
- Erpetogomphus compositus Hagen in Selys, 1858
- Erpetogomphus constrictor Ris, 1918
- Erpetogomphus cophias Selys, 1858
- Erpetogomphus crotalinus (Hagen in Selys, 1854)
- Erpetogomphus designatus Hagen in Selys, 1858
- Erpetogomphus elaphe Garrison, 1994
- Erpetogomphus elaps Selys, 1858
- Erpetogomphus erici Novelo & Garrison, 1999
- Erpetogomphus eutainia Calvert, 1905
- Erpetogomphus heterodon Garrison, 1994
- Erpetogomphus lampropeltis Kennedy, 1918
- Erpetogomphus leptophis Garrison, 1994
- Erpetogomphus liopeltis Garrison, 1994
- Erpetogomphus ophibolus Calvert, 1905
- Erpetogomphus sabaleticus Williamson, 1918
- Erpetogomphus schausi Calvert, 1919
- Erpetogomphus sipedon Calvert, 1905
- Erpetogomphus tristani Calvert, 1912
- Erpetogomphus viperinus Selys, 1868
- Erythemis attala (Selys in Sagra, 1857)
- Erythemis carmelita Williamson, 1923
- Erythemis collocata (Hagen, 1861)
- Erythemis credula (Hagen, 1861)
- Erythemis haematogastra (Burmeister, 1839)
- Erythemis mithroides (Brauer, 1900)
- Erythemis peruviana (Rambur, 1842)
- Erythemis plebeja (Burmeister, 1839)
- Erythemis simplicicollis (Say, 1840)
- Erythemis vesiculosa (Fabricius, 1775)
- Erythrodiplax abjecta (Rambur, 1842)
- Erythrodiplax acantha Borror, 1942
- Erythrodiplax amazonica Sjöstedt, 1918
- Erythrodiplax anatoidea Borror, 1942
- Erythrodiplax andagoya Borror, 1942
- Erythrodiplax angustipennis Borror, 1942
- Erythrodiplax anomala (Brauer, 1865)
- Erythrodiplax atroterminata Ris, 1911
- Erythrodiplax attenuata (Kirby, 1889)
- Erythrodiplax avittata Borror, 1942
- Erythrodiplax basalis (Kirby, 1897)
- Erythrodiplax basifusca (Calvert, 1895)
- Erythrodiplax berenice (Drury, 1773)
- Erythrodiplax branconensis Sjöstedt, 1929
- Erythrodiplax bromeliicola Westfall in Needham, Westfall & May, 2000
- Erythrodiplax castanea (Burmeister, 1839)
- Erythrodiplax cauca Borror, 1942
- Erythrodiplax chromoptera Borror, 1942
- Erythrodiplax cleopatra Ris, 1911
- Erythrodiplax clitella Borror, 1942
- Erythrodiplax connata (Burmeister, 1839)
- Erythrodiplax corallina (Brauer, 1865)
- Erythrodiplax diversa (Navás, 1916)
- Erythrodiplax famula (Erichson, 1848)
- Erythrodiplax fervida (Erichson, 1848)
- Erythrodiplax fulva Borror, 1957
- Erythrodiplax funerea (Hagen, 1861)
- Erythrodiplax fusca (Rambur, 1842)
- Erythrodiplax gomesi Santos, 1946
- Erythrodiplax hyalina Förster, 1907
- Erythrodiplax ines Ris, 1911
- Erythrodiplax juliana Ris, 1911
- Erythrodiplax justiniana (Selys in Sagra, 1857)
- Erythrodiplax kimminsi Borror, 1942
- Erythrodiplax latimaculata Ris, 1911
- Erythrodiplax lativittata Borror, 1942
- Erythrodiplax laurentia Borror, 1942
- Erythrodiplax leticia Machado, 1996
- Erythrodiplax longitudinalis (Ris, 1919)
- Erythrodiplax luteofrons Santos, 1956
- Erythrodiplax lygaea Ris, 1911
- Erythrodiplax maculosa (Hagen, 1861)
- Erythrodiplax media Borror, 1942
- Erythrodiplax melanica Borror, 1942
- Erythrodiplax melanorubra Borror, 1942
- Erythrodiplax minuscula (Rambur, 1842)
- Erythrodiplax nigricans (Rambur, 1842)
- Erythrodiplax nivea Borror, 1942
- Erythrodiplax ochracea (Burmeister, 1839)
- Erythrodiplax pallida (Needham, 1904)
- Erythrodiplax paraguayensis (Förster, 1904)
- Erythrodiplax parvimaculata Borror, 1942
- Erythrodiplax solimaea Ris, 1911
- Erythrodiplax tenuis Borror, 1942
- Erythrodiplax transversa Borror, 1957
- Erythrodiplax umbrata (Linnaeus, 1758)
- Erythrodiplax unimaculata (de Geer, 1773)
- Erythrodiplax venusta (Kirby, 1897)
- Erythromma lindenii (Selys, 1840)
- Erythromma najas (Hansemann, 1823)
- Erythromma viridulum Charpentier, 1840
- Esme cyaneovittata Fraser, 1922
- Esme longistyla Fraser, 1931
- Esme mudiensis Fraser, 1931
- Euphaea ameeka van Tol & Norma-Rashid, 1995
- Euphaea amphicyana Ris, 1930
- Euphaea aspasia Selys, 1853
- Euphaea basalis (Laidlaw, 1915)
- Euphaea bocki McLachlan, 1880
- Euphaea cardinalis (Fraser, 1924)
- Euphaea cora Ris, 1930
- Euphaea decorata Hagen in Selys, 1853
- Euphaea dispar Rambur, 1842
- Euphaea formosa Hagen in Selys, 1869
- Euphaea fraseri (Laidlaw, 1920)
- Euphaea guerini Rambur, 1842
- Euphaea hirta Hämäläinen & Karube, 2001
- Euphaea impar Selys, 1859
- Euphaea laidlawi Kimmins, 1936
- Euphaea lara Krüger, 1898
- Euphaea masoni Selys, 1879
- Euphaea modigliani Selys, 1898
- Euphaea ochracea Selys, 1859
- Euphaea opaca Selys, 1853
- Euphaea ornata (Campion, 1924)
- Euphaea pahyapi Hämäläinen, 1985
- Euphaea refulgens Hagen in Selys, 1853
- Euphaea splendens Hagen in Selys, 1853
- Euphaea subcostalis Selys, 1873
- Euphaea subnodalis (Laidlaw, 1915)
- Euphaea superba Kimmins, 1936
- Euphaea tricolor Selys, 1859
- Euphaea variegata Rambur, 1842
- Euphaea yayeyamana Matsumura & Oguma, 1913
- Eurysticta coolawanyah Watson, 1969
- Eurysticta coomalie Watson, 1991
- Eurysticta kununurra Watson, 1991
- Eusynthemis aurolineata Tillyard, 1913
- Eusynthemis barbarae (Moulds, 1985)
- Eusynthemis brevistyla (Selys, 1871)
- Eusynthemis deniseae Theischinger, 1977
- Eusynthemis frontalis Lieftinck, 1949
- Eusynthemis guttata (Selys, 1871)
- Eusynthemis netta Theischinger, 1999
- Eusynthemis nigra (Tillyard, 1906)
- Eusynthemis rentziana Theischinger, 1998
- Eusynthemis tenera Theischinger, 1995
- Eusynthemis tillyardi Theischinger, 1995
- Eusynthemis ursa Theischinger, 1999
- Eusynthemis ursula Theischinger, 1998
- Eusynthemis virgula (Selys, 1874)
- Euthore fasciata (Hagen in Selys, 1853)
- Euthore fassli Ris, 1914
- Euthore fastigiata (Selys, 1859)
- Euthore hyalina (Selys, 1853)
- Euthore inlactea Calvert, 1909
- Euthore leroii Ris, 1918
- Euthore meridana Selys, 1879
- Euthore mirabilis McLachlan, 1878
- Forcepsioneura ephippigera (Selys, 1886)
- Forcepsioneura garrisoni Lencioni, 1999
- Forcepsioneura grossiorum Machado, 2005
- Forcepsioneura haerteli Machado, 2001
- Forcepsioneura itataiae (Santos, 1970)
- Forcepsioneura juruaensis (Machado, 2004)
- Forcepsioneura lucia Machado, 2000
- Forcepsioneura sancta (Hagen in Selys, 1860)
- Forcepsioneura westfalli Machado, 2001
- Fukienogomphus choifongae Wilson & Tam, 2006
- Fukienogomphus prometheus (Lieftinck, 1939)
- Fukienogomphus promineus Chao, 1954
- Fylgia amazonica Kirby, 1889
- Gastrogomphus abdominalis (McLachlan, 1884)
- Gomphaeschna antilope (Hagen, 1874)
- Gomphaeschna furcillata (Say, 1840)
- Gomphidia abbotti Williamson, 1907
- Gomphidia aberrans (Schouteden, 1934)
- Gomphidia balii Fraser, 1949
- Gomphidia bredoi (Schouteden, 1934)
- Gomphidia caesarea Lieftinck, 1929
- Gomphidia confluens Selys, 1878
- Gomphidia flechteri Fraser, 1923
- Gomphidia gamblesi Gauthier, 1987
- Gomphidia ganeshi Chhotani, Lahiri & Mitra, 1983
- Gomphidia interruptstria Zha, Zhang & Zheng, 2005
- Gomphidia javanica Förster, 1889
- Gomphidia kelloggi Needham, 1930
- Gomphidia kirschii Selys, 1878
- Gomphidia kodauensis Fraser, 1923
- Gomphidia kruegeri Martin, 1904
- Gomphidia leonorae Mitra, 1994
- Gomphidia maclachlani Selys, 1873
- Gomphidia madi Pinhey, 1961
- Gomphidia pearsoni Fraser, 1933
- Gomphidia platyceps Fraser, 1953
- Gomphidia quarrei (Schouteden, 1934)
- Gomphidia sjostedti (Schouteden, 1934)
- Gomphidia t-nigrum Selys, 1854
- Gomphidia williamsoni Fraser, 1923
- Gomphidictinus perakensis (Laidlaw, 1902)
- Gomphoides infumata (Rambur, 1842)
- Gomphoides perdita (Förster, 1914)
- Gomphoides praevia St. Quentin, 1967
- Gomphomacromia chilensis Martin, 1921
- Gomphomacromia fallax McLachlan, 1881
- Gomphomacromia nodisticta Ris, 1928
- Gomphomacromia paradoxa Brauer, 1864
- Gomphus abbreviatus Hagen in Selys, 1878
- Gomphus acutus Bartenev, 1930
- Gomphus adelphus Selys, 1858
- Gomphus amseli Schmidt, 1961
- Gomphus apomyius Donnelly, 1966
- Gomphus australis (Needham, 1897)
- Gomphus borealis Needham, 1901
- Gomphus cavillaris Needham, 1902
- Gomphus consanguis Selys, 1879
- Gomphus crassus Hagen in Selys, 1878
- Gomphus davidi Selys, 1887
- Gomphus descriptus Banks, 1896
- Gomphus dilatatus Rambur, 1842
- Gomphus diminutus Needham, 1950
- Gomphus epophthalmus Selys, 1872
- Gomphus exilis Selys, 1854
- Gomphus externus Hagen in Selys, 1858
- Gomphus flavicornis Needham, 1931
- Gomphus fraternus (Say, 1840)
- Gomphus geminatus Carle, 1979
- Gomphus gonzalezi Dunkle, 1992
- Gomphus graslinellus Walsh, 1862
- Gomphus graslinii Rambur, 1842
- Gomphus hodgesi Needham, 1950
- Gomphus hoffmanni Needham, 1931
- Gomphus hybridus Williamson, 1902
- Gomphus kinzelbachi Schneider, 1984
- Gomphus kurilis Hagen in Selys, 1858
- Gomphus lineatifrons Calvert, 1921
- Gomphus lividus Selys, 1854
- Gomphus lucasii Selys, 1849
- Gomphus lynnae Paulson, 1983
- Gomphus militaris Hagen in Selys, 1858
- Gomphus minutus Rambur, 1842
- Gomphus modestus Needham, 1942
- Gomphus oklahomensis Pritchard, 1935
- Gomphus ozarkensis Westfall, 1975
- Gomphus parvidens Currie, 1917
- Gomphus pulchellus Selys, 1840
- Gomphus quadricolor Walsh, 1863
- Gomphus rogersi Gloyd, 1936
- Gomphus sandrius Tennessen, 1983
- Gomphus schneiderii Selys in Selys & Hagen, 1850
- Gomphus septima Westfall, 1956
- Gomphus simillimus Selys, 1840
- Gomphus spicatus Hagen in Selys, 1854
- Gomphus vastus Walsh, 1862
- Gomphus ventricosus Walsh, 1863
- Gomphus viridifrons Hine, 1901
- Gomphus vulgatissimus (Linnaeus, 1758)
- Gomphus westfalli Carle & May, 1987
- Griseargiolestes albescens (Tillyard, 1913)
- Griseargiolestes bucki Theischinger, 1998
- Griseargiolestes eboracus (Tillyard, 1913)
- Griseargiolestes fontanus (Tillyard, 1913)
- Griseargiolestes griseus (Hagen in Selys, 1862)
- Griseargiolestes intermedius (Tillyard, 1913)
- Griseargiolestes metallicus (Sjöstedt, 1917)
- Guadalca insularis Kimmins, 1957
- Gynacantha adela Martin, 1909
- Gynacantha africana (Palisot de Beauvois, 1805)
- Gynacantha albistyla Fraser, 1927
- Gynacantha alcathoe Lieftinck, 1961
- Gynacantha apiaensis Fraser, 1927
- Gynacantha apicalis Fraser, 1924
- Gynacantha arnaudi Asahina, 1984
- Gynacantha arsinoe Lieftinck, 1948
- Gynacantha arthuri Lieftinck, 1953
- Gynacantha auricularis Martin, 1909
- Gynacantha bainbriggei Fraser, 1922
- Gynacantha bartai Paulson & von Ellenrieder, 2005
- Gynacantha basiguttata Selys, 1882
- Gynacantha bayadera Selys, 1891 (= G. furcata?)
- Gynacantha bifida Rambur, 1842
- Gynacantha biharica Fraser, 1927
- Gynacantha bispina Rambur, 1842
- Gynacantha bullata Karsch, 1891
- Gynacantha burmana Lieftinck, 1960
- Gynacantha calliope Lieftinck, 1953
- Gynacantha calypso Ris, 1915
- Gynacantha caudata Karsch, 1891
- Gynacantha chelifera McLachlan, 1895
- Gynacantha comorensis Couteyen & Papazian, 2009
- Gynacantha constricta Hämäläinen, 1991
- Gynacantha convergens Förster, 1908
- Gynacantha corbeti Lempert, 1999
- Gynacantha croceipennis Martin, 1897
- Gynacantha cylindrata Karsch, 1891
- Gynacantha demeter Ris, 1911
- Gynacantha dobsoni Fraser, 1951
- Gynacantha dohrni Krüger, 1899
- Gynacantha dravida Lieftinck, 1960
- Gynacantha ereagris Gundlach, 1888
- Gynacantha francesca (Martin, 1909)
- Gynacantha furcata Rambur, 1842
- Gynacantha gracilis (Burmeister, 1839)
- Gynacantha helenga Williamson & Williamson, 1930
- Gynacantha hova Fraser, 1956
- Gynacantha hyalina Selys, 1882
- Gynacantha immaculifrons Fraser, 1956
- Gynacantha incisura Fraser, 1935
- Gynacantha interioris Williamson, 1923
- Gynacantha japonica Bartenev, 1910
- Gynacantha jessei Williamson, 1923
- Gynacantha khasiaca McLachlan, 1896
- Gynacantha kirbyi Krüger, 1898
- Gynacantha klagesi Williamson, 1923
- Gynacantha laticeps Williamson, 1923
- Gynacantha limbalis Karsch, 1892
- Gynacantha litoralis Williamson, 1923
- Gynacantha maclachlani Förster, 1899
- Gynacantha malgassica Fraser, 1962
- Gynacantha manderica Grünberg, 1902
- Gynacantha membranalis Karsch, 1891
- Gynacantha mexicana Selys, 1868
- Gynacantha mocsaryi Förster, 1898
- Gynacantha musa Karsch, 1892
- Gynacantha nausicaa Ris, 1915
- Gynacantha nervosa Rambur, 1842
- Gynacantha nigeriensis (Gambles, 1956)
- Gynacantha nourlangie Theischinger & Watson, 1991
- Gynacantha odoneli Fraser, 1922
- Gynacantha pasiphae Lieftinck, 1948
- Gynacantha penelope Ris, 1915
- Gynacantha phaeomeria Lieftinck, 1960
- Gynacantha radama Fraser, 1956
- Gynacantha rammohani Mitra & Lahiri, 1975
- Gynacantha remartinia Navás, 1934
- Gynacantha risi Laidlaw, 1931
- Gynacantha rolandmuelleri Hämäläinen, 1991
- Gynacantha rosenbergi Kaup in Brauer, 1867
- Gynacantha rotundata Navás, 1930
- Gynacantha ryukyuensis Asahina, 1962
- Gynacantha saltatrix Martin, 1909
- Gynacantha sextans McLachlan, 1896
- Gynacantha stenoptera Lieftinck, 1934
- Gynacantha stevensoni Fraser, 1927
- Gynacantha stylata Martin, 1896
- Gynacantha subinterrupta Rambur, 1842
- Gynacantha tenuis Martin, 1909
- Gynacantha tibiata Karsch, 1891
- Gynacantha usambarica Sjöstedt, 1909
- Gynacantha vesiculata Karsch, 1891
- Gynacantha villosa Grünberg, 1902
- Gynacanthaeschna sikkima (Karsch, 1891)
- Gynothemis aurea Navás, 1933
- Gynothemis pumila (Karsch, 1890)
- Gynothemis uniseta Geijskes, 1972
- Gynothemis venipunctata Calvert, 1909
- Hadrothemis camarensis (Kirby, 1889)
- Hadrothemis coacta (Karsch, 1891)
- Hadrothemis defecta (Karsch, 1891)
- Hadrothemis infesta (Karsch, 1891)
- Hadrothemis pseudodefecta Pinhey, 1961
- Hadrothemis scabrifrons Ris, 1909
- Hadrothemis versuta (Karsch, 1891)
- Hadrothemis vrijdaghi Schouteden, 1934
- Hagenius brevistylus Selys, 1854
- Heliaeschna bartelsi Lieftinck, 1940
- Heliaeschna crassa Krüger, 1899
- Heliaeschna cynthiae Fraser, 1939
- Heliaeschna filostyla Martin, 1906
- Heliaeschna fuliginosa Karsch, 1893
- Heliaeschna idae (Brauer, 1865)
- Heliaeschna sembe Pinhey, 1962
- Heliaeschna simplicia (Karsch, 1891)
- Heliaeschna trinervulata Fraser, 1955
- Heliaeschna ugandica McLachlan, 1896
- Heliaeschna uninervula Martin, 1909
- Heliocharis amazona Selys, 1853
- Heliocypha huai Zhou & Zhou, 2006
- Heliocypha yunnanensis Zhou  & Zhou, 2004
- Heliogomphus bakeri Laidlaw, 1925
- Heliogomphus blandulus Lieftinck, 1929
- Heliogomphus borneensis Lieftinck, 1964
- Heliogomphus cervus Fraser, 1942
- Heliogomphus ceylonicus (Hagen in Selys, 1878)
- Heliogomphus chaoi Karube, 2004
- Heliogomphus drescheri Lieftinck, 1929
- Heliogomphus gracilis (Krüger, 1899)
- Heliogomphus kalarensis Fraser, 1934
- Heliogomphus kelantanensis (Laidlaw, 1902)
- Heliogomphus lieftincki Fraser, 1942
- Heliogomphus lyratus Fraser, 1933
- Heliogomphus nietneri (Hagen in Selys, 1878)
- Heliogomphus olivaceus Lieftinck, 1961
- Heliogomphus promelas (Selys, 1873)
- Heliogomphus retroflexus (Ris, 1912)
- Heliogomphus scorpio (Ris, 1912)
- Heliogomphus selysi Fraser, 1925
- Heliogomphus spirillus (Fraser, 1922)
- Heliogomphus svihleri (Asahina, 1970)
- Heliogomphus walli Fraser, 1925
- Helocordulia selysii (Hagen in Selys, 1878)
- Helocordulia uhleri (Selys, 1871)
- Hemianax papuensis (Burmeister, 1839)
- Hemicordulia africana Dijkstra, 2007
- Hemicordulia apoensis Asahina, 1980
- Hemicordulia asiatica Selys, 1878
- Hemicordulia assimilis Hagen in Selys, 1871
- Hemicordulia atrovirens Dijkstra, 2007
- Hemicordulia australiae (Rambur, 1842)
- Hemicordulia chrysochlora Lieftinck, 1953
- Hemicordulia continentalis  Martin, 1906
- Hemicordulia cupricolor Fraser, 1927
- Hemicordulia cyclopica Lieftinck, 1942
- Hemicordulia eduardi Lieftinck, 1953
- Hemicordulia ericetorum Lieftinck, 1942
- Hemicordulia erico Asahina, 1940
- Hemicordulia fideles McLachlan, 1886
- Hemicordulia flava Theischinger & Watson, 1991
- Hemicordulia gracillima Fraser, 1944
- Hemicordulia haluco Asahina, 1940
- Hemicordulia hilaris Lieftinck, 1975
- Hemicordulia hilbrandi Lieftinck, 1942
- Hemicordulia intermedia Selys, 1871
- Hemicordulia kalliste Theischinger & Watson, 1991
- Hemicordulia koomia Watson, 1979
- Hemicordulia lulico Asahina, 1940
- Hemicordulia mindana Needham & Gyger, 1937
- Hemicordulia mumfordi Needham, 1933
- Hemicordulia novaehollandiae (Selys, 1871)
- Hemicordulia oceanica Selys, 1871
- Hemicordulia ogasawarensis Oguma, 1913
- Hemicordulia okinawensis Asahina, 1947
- Hemicordulia olympica Lieftinck, 1942
- Hemicordulia pacifica Fraser, 1925
- Hemicordulia silvarum Ris, 1913
- Hemicordulia similis (Rambur, 1842)
- Hemicordulia superba Tillyard, 1911
- Hemicordulia tau Selys, 1871
- Hemicordulia tenera Lieftinck, 1930
- Hemicordulia toxopei Lieftinck, 1926
- Hemicordulia virens (Rambur, 1842)
- Hemigomphus atratus Watson, 1991
- Hemigomphus comitatus (Tillyard, 1909)
- Hemigomphus cooloola Watson, 1991
- Hemigomphus gouldii (Selys, 1854)
- Hemigomphus heteroclytus Selys, 1854
- Hemigomphus magela Watson, 1991
- Hemigomphus theischingeri Watson, 1991
- Hemiphlebia mirabilis Selys, 1868
- Hemistigma affinis (Rambur, 1842)
- Hemistigma albipuncta (Rambur, 1842)
- Hemistigma ouvirandrae Förster, 1914
- Hesperagrion heterodoxum (Selys, 1868)
- Hesperocordulia berthoudi Tillyard, 1911
- Hetaerina amazonica Sjöstedt, 1918
- Hetaerina americana (Fabricius, 1798)
- Hetaerina auripennis (Burmeister, 1839)
- Hetaerina aurora Ris, 1918
- Hetaerina brightwelli (Kirby, 1823)
- Hetaerina caja (Drury, 1773)
- Hetaerina capitalis Selys, 1873
- Hetaerina charca Calvert, 1909
- Hetaerina cruentata (Rambur, 1842)
- Hetaerina curvicauda Garrison, 1990
- Hetaerina duplex Selys, 1869
- Hetaerina erythrokalamus  Garrison, 1990
- Hetaerina flavipennis Garrison, 1990
- Hetaerina fuscoguttata Selys, 1878
- Hetaerina gallardi Machet, 1989
- Hetaerina hebe Selys, 1853
- Hetaerina indeprensa Garrison, 1990
- Hetaerina infecta Calvert, 1901
- Hetaerina laesa Hagen in Selys, 1853
- Hetaerina longipes Hagen in Selys, 1853
- Hetaerina majuscula Selys, 1853
- Hetaerina medinai Rácenis, 1968
- Hetaerina mendezi Jurzitza, 1982
- Hetaerina miniata Selys, 1879
- Hetaerina moribunda Hagen in Selys, 1853
- Hetaerina mortua Hagen in Selys, 1853
- Hetaerina occisa Hagen in Selys, 1853
- Hetaerina pilula Calvert, 1901
- Hetaerina proxima Selys, 1853
- Hetaerina rosea Selys, 1853
- Hetaerina rudis Calvert, 1901
- Hetaerina sanguinea Selys, 1853
- Hetaerina sempronia Hagen in Selys, 1853
- Hetaerina simplex Selys, 1853
- Hetaerina titia (Drury, 1773)
- Hetaerina vulnerata Hagen in Selys, 1853
- Hetaerina westfalli Rácenis, 1968
- Heteragrion aequatoriale Selys, 1886
- Heteragrion albifrons Ris, 1918
- Heteragrion alienum Williamson, 1919
- Heteragrion angustipenne Selys, 1886
- Heteragrion archon De Marmels, 2008
- Heteragrion atrolineatum Donnelly, 1992
- Heteragrion aurantiacum Selys, 1862
- Heteragrion azulum Dunkle, 1989
- Heteragrion bariai De Marmels, 1989
- Heteragrion beschkii Hagen in Selys, 1862
- Heteragrion bickorum Daigle, 2005
- Heteragrion breweri De Marmels, 1989
- Heteragrion calendulum Williamson, 1919
- Heteragrion chlorotaeniatum De Marmels, 1989
- Heteragrion chrysops Hagen in Selys, 1862
- Heteragrion cinnamomeum Hagen in Selys, 1862
- Heteragrion consors Hagen in Selys, 1862
- Heteragrion cooki Daigle & Tennessen, 2000
- Heteragrion dorsale Selys, 1862
- Heteragrion eboratum Donnelly, 1965
- Heteragrion erythrogastrum Selys, 1886
- Heteragrion flavidorsum Calvert, 1909
- Heteragrion flavovittatum Selys, 1862
- Heteragrion gracile Machado, 2006
- Heteragrion ictericum Williamson, 1919
- Heteragrion icterops Selys, 1862
- Heteragrion inca Calvert, 1909
- Heteragrion luisfelipei Machado, 2006
- Heteragrion majus Selys, 1886
- Heteragrion makiritare De Marmels, 2004
- Heteragrion mantiqueirae Machado, 2006
- Heteragrion mitratum Williamson, 1919
- Heteragrion muryense Costa & Santos, 2000
- Heteragrion obsoletum Selys, 1886
- Heteragrion ochraceum Hagen in Selys, 1862
- Heteragrion ovatum Selys, 1862 (nomen dubium)
- Heteragrion palmichale Hartung, 2002
- Heteragrion pemon De Marmels, 1987
- Heteragrion peregrinum Williamson, 1919
- Heteragrion petiense Machado, 1988
- Heteragrion rubrifulvum Donnelly, 1992
- Heteragrion silvarum Sjöstedt, 1918
- Heteragrion simulatum Williamson, 1919
- Heteragrion tiradentense Machado & Bedé, 2006
- Heteragrion triangulare Hagen in Selys, 1862
- Heteragrion tricellulare Calvert, 1901
- Heteragrion valgum Donnelly, 1992
- Heteronaias heterodoxa (Selys, 1878)
- Heterophaea barbata (Martin, 1902)
- Heterophaea ruficollis (Ris, 1930)
- Heteropodagrion croizati Peréz-Gutierrez & Montes-Fontalvo, 2011
- Heteropodagrion sanguinipes Selys, 1895
- Heteropodagrion superbum Ris, 1918
- Himalagrion exclamationis Fraser, 1919
- Himalagrion pithoragarhicus Sahni, 1964
- Homeoura chelifera (Selys, 1876)
- Homeoura lindneri Ris, 1928
- Homeoura nepos (Selys, 1876)
- Homeoura obrieni von Ellenrieder, 2008
- Homeoura sobrina (Schmidt, 1942)
- Huonia arborophila Lieftinck, 1942
- Huonia aruana Lieftinck, 1935
- Huonia daphne Lieftinck, 1953
- Huonia epinephela Förster, 1903
- Huonia ferentina Lieftinck, 1953
- Huonia hylophila Lieftinck, 1942
- Huonia hypsophila Lieftinck, 1963
- Huonia melvillensis Brown & Theischinger, 1998
- Huonia moerens Lieftinck, 1963
- Huonia oreophila Lieftinck, 1935
- Huonia rheophila Lieftinck, 1935
- Huonia silvicola Lieftinck, 1942
- Huonia thais Lieftinck, 1953
- Huonia thalassophila Förster, 1903
- Huonia thisbe Lieftinck, 1953
- Hydrobasileus brevistylus (Brauer, 1865)
- Hydrobasileus croceus (Brauer, 1867)
- Hydrobasileus vittatus Kirby, 1889
- Hylaeargia magnifica Michalski, 1996
- Hylaeargia simulatrix Lieftinck, 1949
- Hylaeonympha magoi Rácenis, 1968
- Hylaeothemis clementia Ris, 1909
- Hylaeothemis fruhstorferi (Karsch, 1889)
- Hylaeothemis gardeneri Fraser, 1927
- Hylaeothemis indica Fraser, 1946
- Hypolestes clara (Calvert, 1891)
- Hypolestes trinitatis (Gundlach, 1888)
- Hypopetalia pestilens McLachlan, 1870
- Hypothemis hageni Karsch, 1889
- Ictinogomphus acutus (Laidlaw, 1914)
- Ictinogomphus alaquopterus Yousuf & Yunus, 1976
- Ictinogomphus angulosus (Selys, 1854)
- Ictinogomphus australis (Selys, 1873)
- Ictinogomphus celebensis (Schmidt, 1934)
- Ictinogomphus decoratus (Selys, 1854)
- Ictinogomphus dobsoni Watson, 1969
- Ictinogomphus ferox (Rambur, 1842)
- Ictinogomphus fraseri Kimmins, 1958
- Ictinogomphus kishori Ram, 1985
- Ictinogomphus paulini Watson, 1991
- Ictinogomphus pertinax (Hagen in Selys, 1854)
- Ictinogomphus pugnovittatus Yousuf & Yunus, 1976
- Ictinogomphus rapax (Rambur, 1842)
- Ictinogomphus regisalberti (Schouteden, 1934)
- Ictinogomphus tenax (Hagen in Selys, 1854)
- Idiataphe amazonica (Kirby, 1889)
- Idiataphe batesi (Ris, 1913)
- Idiataphe cubensis (Scudder, 1866)
- Idiataphe longipes (Hagen, 1861)
- Idiocnemis adelbertensis Gassmann, 1999
- Idiocnemis australis Gassmann, 1999
- Idiocnemis bidentata Selys, 1878
- Idiocnemis dagnyae Lieftinck, 1958
- Idiocnemis fissidens Lieftinck, 1958
- Idiocnemis huonensis Lieftinck, 1958
- Idiocnemis inaequidens Lieftinck, 1932
- Idiocnemis inornata Selys, 1878
- Idiocnemis kimminsi Lieftinck, 1958
- Idiocnemis leonardi Lieftinck, 1958
- Idiocnemis louisiadensis Lieftinck, 1958
- Idiocnemis mertoni Ris, 1913
- Idiocnemis nigriventris Lieftinck, 1937
- Idiocnemis obliterata Lieftinck, 1932
- Idiocnemis patriciae Gassman & Richards, 2008
- Idiocnemis polhemi Gassmann, 2000
- Idiocnemis pruinescens Lieftinck, 1937
- Idiocnemis strumidens Lieftinck, 1958
- Idiocnemis zebrina Lieftinck, 1958
- Idiogomphoides demoulini (St. Quentin, 1967)
- Idiogomphoides emmeli Belle, 1995
- Idiogomphoides ictinia (Selys, 1878)
- Idioneura ancilla Selys, 1860
- Idioneura celioi Lencioni, 2009
- Idionyx carinata Fraser, 1926
- Idionyx claudia Ris, 1912
- Idionyx corona Fraser, 1921
- Idionyx galeata Fraser, 1924
- Idionyx iida Hämäläinen, 2002
- Idionyx imbricata Fraser, 1926
- Idionyx intricata Fraser, 1926
- Idionyx laidlawi Fraser, 1936
- Idionyx minima Fraser, 1931
- Idionyx montana Karsch, 1891
- Idionyx murcia Lieftinck, 1971
- Idionyx nadganiensis Fraser, 1924
- Idionyx nilgiriensis (Fraser, 1918)
- Idionyx optata Selys, 1878
- Idionyx orchestra Lieftinck, 1953
- Idionyx periyashola Fraser, 1939
- Idionyx philippa Ris, 1912
- Idionyx rhinoceroides Fraser, 1934
- Idionyx saffronata Fraser, 1921
- Idionyx selysi Fraser, 1926
- Idionyx stevensi Fraser, 1924
- Idionyx thailandica Hämäläinen, 1985
- Idionyx travancorensis Fraser, 1931
- Idionyx unguiculata Fraser, 1926
- Idionyx victor Hämäläinen, 1991
- Idionyx yolanda Selys, 1871
- Idionyx yunnanensis Zhou, Wang, Shuai & Liu, 1994
- Idomacromia jillinae Dijkstra & Kisakye, 2004
- Idomacromia lieftincki Legrand, 1984
- Idomacromia proavita Karsch, 1896
- Indaeschna baluga Needham & Gyger, 1937
- Indaeschna grubaueri (Förster, 1904)
- Indocnemis orang (Förster in Laidlaw, 1907)
- Indocypha catopta Zhang, Hämäläinen & Tong, 2010
- Indocypha chishuiensis Zhou & Zhou, 2006
- Indocypha leucoura Asahina, 1985
- Indocypha maolanensis Zhou, 2004
- Indocypha silvergliedi Asahina, 1988
- Indocypha svenhedini (Sjöstedt, 1933)
- Indocypha vittata (Selys, 1891)
- Indolestes albicaudus (McLachlan, 1895)
- Indolestes alfurus Lieftinck, 1960
- Indolestes alleni (Tillyard, 1913)
- Indolestes anomalus Fraser, 1946
- Indolestes aruanus Lieftinck, 1951
- Indolestes assamicus Fraser, 1930
- Indolestes bellax (Lieftinck, 1930)
- Indolestes bilineatus (Selys, 1891)
- Indolestes birmanus (Selys, 1891)
- Indolestes boninensis (Asahina, 1952)
- Indolestes cheesmanae Kimmins, 1936
- Indolestes coeruleus Fraser, 1924
- Indolestes cyaneus (Selys, 1862)
- Indolestes dajakanus (Lieftinck, 1948)
- Indolestes davenporti (Fraser, 1930)
- Indolestes divisus (Hagen in Selys, 1862)
- Indolestes extraneus (Needham, 1930)
- Indolestes floresianus Lieftinck, 1960
- Indolestes goniocercus Lieftinck, 1960
- Indolestes gracilis (Hagen in Selys, 1862)
- Indolestes guizhouensis Zhou & Zhou, 2005
- Indolestes indicus Fraser, 1922
- Indolestes inflatus (Fraser, 1933)
- Indolestes insularis Tillyard, 1913
- Indolestes linsleyi Lieftinck, 1960
- Indolestes lundquisti (Lieftinck, 1949)
- Indolestes luxatus (Lieftinck, 1932)
- Indolestes lygisticercus (Lieftinck, 1932)
- Indolestes obiri Watson, 1979
- Indolestes peregrinus (Ris, 1916)
- Indolestes pulcherrimus Fraser, 1924
- Indolestes risi (Van der Weele, 1909)
- Indolestes sutteri Lieftinck, 1953
- Indolestes tenuissimus Tillyard, 1906
- Indolestes vitiensis (Tillyard, 1924)
- Indosticta deccanensis (Laidlaw, 1915)
- Indothemis carnatica (Fabricius, 1798)
- Indothemis limbata (Selys, 1891)
- Inpabasis hubelli Santos, 1961
- Inpabasis machadoi Santos, 1961
- Inpabasis rosea (Selys, 1877)
- Iridictyon myersi Needham & Fisher, 1940
- Iridictyon trebbaui Rácenis, 1968
- Ischnura abyssinica Martin, 1908
- Ischnura acuticauda Lieftinck, 1959
- Ischnura albistigma Fraser, 1927
- Ischnura aralensis Haritonov, 1979
- Ischnura ariel Lieftinck, 1949
- Ischnura asiatica (Brauer, 1865)
- Ischnura aurora Brauer, 1865
- Ischnura barberi Currie, 1903
- Ischnura buxtoni Fraser, 1927
- Ischnura capreolus (Hagen, 1861)
- Ischnura cardinalis Kimmins, 1929
- Ischnura cervula Selys, 1876
- Ischnura chingaza Realpe, 2010
- Ischnura chromostigma Fraser, 1927
- Ischnura cruzi De Marmels, 1987
- Ischnura cyane Realpe, 2010
- Ischnura damula Calvert, 1902
- Ischnura demorsa (Hagen, 1861)
- Ischnura denticollis (Burmeister, 1839)
- Ischnura elegans (Vander Linden, 1820)
- Ischnura erratica Calvert, 1895
- Ischnura evansi Morton, 1919
- Ischnura filosa Schmidt, 1951
- Ischnura fluviatilis Selys, 1876
- Ischnura forcipata Morton, 1907
- Ischnura fountaineae Morton, 1905
- Ischnura gemina (Kennedy, 1917)
- Ischnura genei (Rambur, 1842)
- Ischnura graellsii (Rambur, 1842)
- Ischnura haemastigma Fraser, 1927
- Ischnura hastata (Say, 1839)
- Ischnura heterosticta (Burmeister, 1839)
- Ischnura inarmata Calvert, 1898
- Ischnura indivisa (Ris, 1918)
- Ischnura intermedia Dumont, 1974
- Ischnura isoetes Lieftinck, 1949
- Ischnura jeanyvesmeyeri Englund & Polhemus, 2010
- Ischnura kellicotti Williamson, 1898
- Ischnura luta Polhemus, Asquith & Miller, 2000
- Ischnura ordosi Bartenev, 1912
- Ischnura pamelae Vick & Davies, 1988
- Ischnura perparva McLachlan in Selys, 1876
- Ischnura posita (Hagen, 1861)
- Ischnura prognata (Hagen, 1861)
- Ischnura pruinescens (Tillyard, 1906)
- Ischnura pumilio (Charpentier, 1825)
- Ischnura ramburii (Selys in Sagra, 1857)
- Ischnura rhodosoma Lieftinck, 1959
- Ischnura rubella Navás, 1934
- Ischnura rubilio Selys, 1876
- Ischnura rufostigma Selys, 1876
- Ischnura rufovittata (Blanchard, 1843)
- Ischnura rurutana Englund & Polhemus, 2010
- Ischnura saharensis Aguesse, 1958
- Ischnura sanguinostigma Fraser, 1953
- Ischnura senegalensis (Rambur, 1842)
- Ischnura spinicauda Brauer, 1865
- Ischnura stueberi Lieftinck, 1932
- Ischnura taitensis Selys, 1876
- Ischnura thelmae Lieftinck, 1966
- Ischnura ultima Ris, 1908
- Ischnura verticalis (Say, 1839)
- Ischnura vinsoni Fraser, 1949
- Isomecocnemis cyanura (Förster, 1909)
- Isomecocnemis subnodalis (Selys, 1886)
- Isomma elouardi Legrand, 2003
- Isomma hieroglyphicum Selys, 1892
- Isosticta banksi Tillyard, 1913
- Isosticta gracilior Lieftinck, 1975
- Isosticta handschini Lieftinck, 1933
- Isosticta humilior Lieftinck, 1975
- Isosticta robustior Ris, 1915
- Isosticta spinipes Selys, 1885
- Isosticta tillyardi Campion, 1921
- Junix elumbis Rácenis, 1968
- Labidiosticta vallisi (Fraser, 1955)
- Labrogomphus torvus Needham, 1931
- Ladona deplanata (Rambur, 1842)
- Ladona exusta (Say, 1840)
- Ladona julia (Uhler, 1857)
- Lamelligomphus biforceps (Selys, 1878)
- Lamelligomphus camelus (Martin, 1904)
- Lamelligomphus chaoi Zhu, 1999
- Lamelligomphus choui Chao & Liu, 1989
- Lamelligomphus formosanus (Matsumura in Oguma, 1926)
- Lamelligomphus hainanensis (Chao, 1954)
- Lamelligomphus hanzhongensis Yang & Zhu, 2001
- Lamelligomphus motuoensis (Chao, 1983)
- Lamelligomphus ringens (Needham, 1930)
- Lamelligomphus risi (Fraser, 1922)
- Lamelligomphus trinus (Navás, 1936)
- Lamelligomphus tutulus Liu & Chao in Chao, 1990
- Lamproneura lucerna De Marmels, 2003
- Lanthanusa cyclopica Ris, 1912
- Lanthanusa donaldi Lieftinck, 1955
- Lanthanusa lamberti Lieftinck, 1942
- Lanthanusa richardi Lieftinck, 1942
- Lanthanusa sufficiens Lieftinck, 1955
- Lanthus fujiacus (Fraser, 1936)
- Lanthus parvulus (Selys, 1854)
- Lanthus vernalis Carle, 1980
- Lathrecista asiatica (Fabricius, 1798)
- Lathrocordulia garrisoni Theischinger & Watson, 1991
- Lathrocordulia metallica Tillyard, 1911
- Lauromacromia bedei Machado, 2005
- Lauromacromia dubitalis (Fraser, 1939)
- Lauromacromia flaviae Machado, 2002
- Lauromacromia luismoojeni (Santos, 1967)
- Lauromacromia melanica Pinto & Carvalho, 2010
- Lauromacromia picinguaba Carvalho, Salgado, & Werneck-de-Carvalho, 2004
- Leptagrion aculeatum Santos, 1965
- Leptagrion acutum Santos, 1961
- Leptagrion alfonsoi Machado, 2006
- Leptagrion andromache Hagen in Selys, 1876
- Leptagrion bocainense Santos, 1979
- Leptagrion capixabae Santos, 1965
- Leptagrion croceum (Burmeister, 1839)
- Leptagrion dardanoi Santos, 1968
- Leptagrion dispar Selys, 1876
- Leptagrion elongatum Selys, 1876
- Leptagrion garbei Santos, 1961
- Leptagrion macrurum (Burmeister, 1839)
- Leptagrion perlongum Calvert, 1909
- Leptagrion porrectum Selys, 1876
- Leptagrion siqueirai Santos, 1968
- Leptagrion vriesianum Santos, 1978
- Leptobasis buchholzi (Rácenis, 1959)
- Leptobasis candelaria Alayo, 1968
- Leptobasis guanacaste Paulson, 2009
- Leptobasis lucifer (Donnelly, 1967)
- Leptobasis mauffrayi Garrison & von Ellenrieder, 2010
- Leptobasis melinogaster González-Soriano, 2002
- Leptobasis raineyi (Williamson, 1915)
- Leptobasis vacillans Hagen in Selys, 1877
- Leptocnemis cyanops (Selys, 1869)
- Leptogomphus baolocensis Karube, 2001
- Leptogomphus celebratus Chao, 1982
- Leptogomphus coomansi Laidlaw, 1936
- Leptogomphus divaricatus Chao, 1984
- Leptogomphus elegans Lieftinck, 1948
- Leptogomphus gestroi Selys, 1891
- Leptogomphus hongkongensis Asahina, 1988
- Leptogomphus inclitus Selys, 1878
- Leptogomphus intermedius Chao, 1982
- Leptogomphus lansbergei Selys, 1878
- Leptogomphus mariae Lieftinck, 1948
- Leptogomphus palawanus Asahina, 1968
- Leptogomphus pasia van Tol, 1990
- Leptogomphus pendleburyi Laidlaw, 1934
- Leptogomphus perforatus Ris, 1912
- Leptogomphus risi Laidlaw, 1932
- Leptogomphus sauteri Ris, 1912
- Leptogomphus semperi Selys, 1878
- Leptogomphus uenoi Asahina, 1996
- Leptogomphus unicornus Needham, 1930
- Leptogomphus williamsoni Laidlaw, 1912
- Leptogomphus yayeyamensis Matsumura in Oguma, 1926
- Lestes alacer Hagen, 1861
- Lestes alfonsoi González & Novelo, 2001
- Lestes amicus Martin, 1910
- Lestes angularis Fraser, 1929
- Lestes apollinaris Navás, 1934
- Lestes auripennis Fraser, 1955
- Lestes auritus Hagen in Selys, 1862
- Lestes australis Walker, 1952
- Lestes barbarus (Fabricius, 1798)
- Lestes basidens Belle, 1997
- Lestes bipupillatus Calvert, 1909
- Lestes concinnus Hagen in Selys, 1862
- Lestes congener Hagen, 1861
- Lestes curvatus Belle, 1997
- Lestes debellardi De Marmels, 1992
- Lestes dichrostigma Calvert, 1909
- Lestes disjunctus Selys, 1862
- Lestes dissimulans Fraser, 1955
- Lestes dorothea Fraser, 1924
- Lestes dryas Kirby, 1890
- Lestes elatus Hagen in Selys, 1862
- Lestes eurinus Say, 1840
- Lestes falcifer Sjöstedt, 1918
- Lestes fernandoi Costa, De Souza & Muzón, 2006
- Lestes forcipatus Rambur, 1842
- Lestes forficula Rambur, 1842
- Lestes garoensis Lahiri, 1987
- Lestes helix Ris, 1918
- Lestes henshawi Calvert, 1907
- Lestes ictericus Gerstäcker, 1869
- Lestes inaequalis Walsh, 1862
- Lestes japonicus Selys, 1883
- Lestes jerrelli Tennessen, 1997
- Lestes jurzitzai Muzón, 1994
- Lestes macrostigma (Eversmann, 1836)
- Lestes malabaricus Fraser, 1929
- Lestes malaisei Schmidt, 1964
- Lestes minutus Selys, 1862
- Lestes nigriceps Fraser, 1924
- Lestes nodalis Selys, 1891
- Lestes numidicus Samraoui, Weekers & Dumont, 2003
- Lestes ochraceus Selys, 1862
- Lestes pallidus Rambur, 1842
- Lestes patricia Fraser, 1924
- Lestes paulistus Calvert, 1909
- Lestes pictus Hagen in Selys, 1862
- Lestes pinheyi Fraser, 1955
- Lestes plagiatus (Burmeister, 1839)
- Lestes praecellens Lieftinck, 1937
- Lestes praemorsus Hagen in Selys, 1862
- Lestes praevius Lieftinck, 1940
- Lestes pruinescens Martin, 1910
- Lestes quadristriatus Calvert, 1909
- Lestes quercifolius Selys, 1878
- Lestes rectangularis Say, 1840
- Lestes regulatus Martin, 1910
- Lestes scalaris Gundlach, 1888
- Lestes secula May, 1993
- Lestes sigma Calvert, 1901
- Lestes silvaticus (Schmidt, 1951)
- Lestes simplex Hagen, 1861
- Lestes simulatrix McLachlan, 1895
- Lestes spatula Fraser, 1946
- Lestes sponsa (Hansemann, 1823)
- Lestes spumarius Hagen in Selys, 1862
- Lestes sternalis Navás, 1930
- Lestes stultus Hagen, 1861
- Lestes temporalis Selys, 1883
- Lestes tenuatus Rambur, 1842
- Lestes tikalus Kormoondy, 1959
- Lestes trichonus Belle, 1997
- Lestes tricolor Erichson, 1848
- Lestes tridens McLachlan, 1895
- Lestes uncifer Karsch, 1899
- Lestes undulatus Say, 1840
- Lestes unguiculatus Hagen, 1861
- Lestes urubamba Kennedy, 1942
- Lestes vidua Hagen, 1861
- Lestes vigilax Hagen in Selys, 1862
- Lestes virens (Charpentier, 1825)
- Lestes virgatus (Burmeister, 1839)
- Lestes viridulus Rambur, 1842
- Lestinogomphus angustus Martin, 1911
- Lestinogomphus bivittatus (Pinhey, 1961)
- Lestinogomphus congoensis Cammaerts, 1969
- Lestinogomphus matilei Legrand & Lachaise, 2001
- Lestinogomphus minutus Gambles, 1968
- Lestinogomphus silkeae Kipping, 2010
- Lestoidea barbarae Watson, 1967
- Lestoidea brevicauda Theischinger, 1996
- Lestoidea conjuncta Tillyard, 1913
- Lestoidea lewisiana Theischinger, 1996
- Leucobasis candicans Rácenis, 1959
- Leucorrhinia albifrons (Burmeister, 1839)
- Leucorrhinia borealis Hagen, 1890
- Leucorrhinia caudalis (Charpentier, 1840)
- Leucorrhinia dubia (Vander Linden, 1825)
- Leucorrhinia frigida Hagen, 1890
- Leucorrhinia glacialis Hagen, 1890
- Leucorrhinia hudsonica (Selys, 1850)
- Leucorrhinia intacta (Hagen, 1861)
- Leucorrhinia intermedia Bartenev, 1912
- Leucorrhinia orientalis Selys, 1887
- Leucorrhinia patricia Walker, 1940
- Leucorrhinia pectoralis (Charpentier, 1825)
- Leucorrhinia proxima Calvert, 1890
- Leucorrhinia rubicunda (Linnaeus, 1758)
- Libellago adami Fraser, 1939
- Libellago andamanensis (Fraser, 1924)
- Libellago asclepiades (Ris, 1916)
- Libellago aurantiaca (Selys, 1859)
- Libellago balus Hämäläinen, 2002
- Libellago bisignatus (McLachlan, 1870)
- Libellago blanda (Hagen in Selys, 1853)
- Libellago celebensis van Tol, 2007
- Libellago collarti Navas, 1929
- Libellago corbeti van der Poorten, 2009
- Libellago daviesi van Tol, 2007
- Libellago dorsocyana Lieftinck, 1937
- Libellago finalis (Hagen in Selys, 1869)
- Libellago greeni (Laidlaw, 1924)
- Libellago hyalina (Selys, 1859)
- Libellago lineata (Burmeister, 1839)
- Libellago malayana St. Quentin, 1966
- Libellago manganitu van Tol, 2007
- Libellago mima Lieftinck, 1932
- Libellago naias Lieftinck, 1932
- Libellago orri Dow & Hämäläinen, 2008
- Libellago phaethon Laidlaw, 1931
- Libellago rufescens (Selys, 1873)
- Libellago semiopaca (Selys, 1873)
- Libellago stictica (Selys, 1869)
- Libellago stigmatizans (Selys, 1869)
- Libellago sumatrana (Albarda in Selys, 1879)
- Libellago xanthocyana (Selys, 1869)
- Libellula angelina Selys, 1883
- Libellula auripennis Burmeister, 1839
- Libellula axilena Westwood, 1837
- Libellula comanche Calvert, 1907
- Libellula composita (Hagen, 1873)
- Libellula croceipennis Selys, 1868
- Libellula cyanea Fabricius, 1775
- Libellula depressa Linnaeus, 1758
- Libellula flavida Rambur, 1842
- Libellula foliata (Kirby, 1889)
- Libellula forensis Hagen, 1861
- Libellula fulva Müller, 1764
- Libellula gaigei Gloyd, 1938
- Libellula herculea Karsch, 1889
- Libellula incesta Hagen, 1861
- Libellula jesseana Williamson, 1922
- Libellula luctuosa Burmeister, 1839
- Libellula mariae Garrison, 1992
- Libellula melli Schmidt, 1948
- Libellula needhami Westfall, 1943
- Libellula nodisticta Hagen, 1861
- Libellula pontica Selys, 1887
- Libellula pulchella Drury, 1773
- Libellula quadrimaculata Linnaeus, 1758
- Libellula saturata Uhler, 1857
- Libellula semifasciata Burmeister, 1839
- Libellula vibrans Fabricius, 1793
- Libellulosoma minuta Martin, 1907
- Libyogomphus emiliae Legrand, 1992
- Lieftinckia isabellae Lieftinck, 1987
- Lieftinckia kimminsi Lieftinck, 1963
- Lieftinckia lairdi Lieftinck, 1963
- Lieftinckia malaitae Lieftinck, 1987
- Lieftinckia ramosa Lieftinck, 1987
- Lieftinckia salomonis Kimmins, 1957
- Limnetron antarcticum Förster, 1907
- Limnetron debile (Karsch, 1891)
- Linaeschna polli Martin, 1909
- Lindenia tetraphylla (Vander Linden, 1825)
- Lithosticta macra Watson, 1991
- Lochmaeocnemis malacodora Lieftinck, 1949
- Lokia circe (Ris, 1910)
- Lokia coryndoni Fraser, 1953
- Lokia ellioti Lieftinck, 1969
- Lokia erythromelas (Ris, 1910)
- Lokia gamblesi Lieftinck, 1969
- Lokia incongruens (Karsch, 1893)
- Lokia modesta (Ris, 1910)
- Lyriothemis acigastra (Selys, 1878)
- Lyriothemis biappendiculata (Selys, 1878)
- Lyriothemis bivittata (Rambur, 1842)
- Lyriothemis cleis Brauer, 1868
- Lyriothemis defonsekai van der Poorten, 2009
- Lyriothemis elegantissima Selys, 1883
- Lyriothemis eurydice Ris, 1909
- Lyriothemis hirundo Ris, 1913
- Lyriothemis latro Needham & Gyger, 1937
- Lyriothemis magnificata (Selys, 1878)
- Lyriothemis meyeri (Selys, 1878)
- Lyriothemis mortoni Ris, 1919
- Lyriothemis pachygastra (Selys, 1878)
- Lyriothemis salva Ris, 1927
- Lyriothemis tricolor Ris, 1919
- Macrodiplax balteata (Hagen, 1861)
- Macrodiplax cora (Kaup in Brauer, 1867)
- Macrogomphus abnormis Selys, 1884
- Macrogomphus annulatus (Selys, 1854)
- Macrogomphus borikhanensis Fraser, 1933
- Macrogomphus decemlineatus Selys, 1878
- Macrogomphus guilinensis Chao, 1982
- Macrogomphus keiseri Lieftinck, 1955
- Macrogomphus kerri Fraser, 1932
- Macrogomphus lankanensis Fraser, 1933
- Macrogomphus matsukii Asahina, 1986
- Macrogomphus montanus Selys, 1869
- Macrogomphus parallelogramma (Burmeister, 1839)
- Macrogomphus phalantus Lieftinck, 1935
- Macrogomphus quadratus Selys, 1878
- Macrogomphus rivularis  Förster, 1914
- Macrogomphus robustus (Selys, 1854)
- Macrogomphus seductus Fraser, 1926
- Macrogomphus thoracicus McLachlan, 1884
- Macrogomphus wynaadicus Fraser, 1924
- Macromia aculeata Fraser, 1927
- Macromia alleghaniensis Williamson, 1909
- Macromia amphigena Selys, 1871
- Macromia annulata Hagen, 1861
- Macromia arachnomima Lieftinck, 1953
- Macromia astarte Lieftinck, 1971
- Macromia bartenevi Belyshev, 1973
- Macromia beijingensis Zhu & Chen, 2005
- Macromia berlandi Lieftinck, 1941
- Macromia calliope Ris, 1916
- Macromia callisto Laidlaw, 1902
- Macromia celaeno Lieftinck, 1955
- Macromia celebia van Tol, 1994
- Macromia chaiyaphumensis Hämäläinen, 1985
- Macromia chalciope Lieftinck, 1952
- Macromia chui Asahina, 1968
- Macromia cincta Rambur, 1842
- Macromia cingulata Rambur, 1842
- Macromia clio Ris, 1916
- Macromia corycia Laidlaw, 1922
- Macromia cupricincta Fraser, 1924
- Macromia cydippe Laidlaw, 1922
- Macromia daimoji Okumura, 1949
- Macromia dione Lieftinck, 1971
- Macromia ellisoni Fraser, 1924
- Macromia erato Lieftinck, 1950
- Macromia euphrosyne Lieftinck, 1952
- Macromia eurynome Lieftinck, 1942
- Macromia euterpe Laidlaw, 1915
- Macromia flavicincta Selys, 1874
- Macromia flavocolorata Fraser, 1922
- Macromia flavovittata Fraser, 1935
- Macromia flinti Lieftinck, 1977
- Macromia fulgidifrons Wilson, 1998
- Macromia gerstaeckeri Krüger, 1899
- Macromia hamata Zhou, 2003
- Macromia hermione Lieftinck, 1952
- Macromia holthuisi Kalkman, 2008
- Macromia icterica Lieftinck, 1926
- Macromia ida Fraser, 1924
- Macromia illinoiensis Walsh, 1862
- Macromia indica Fraser, 1924
- Macromia irata Fraser, 1924
- Macromia irina Lieftinck, 1950
- Macromia jucunda Lieftinck, 1955
- Macromia katae Wilson, 1993
- Macromia kiautai Zhou, Wang, Shuai & Liu, 1994
- Macromia kubokaiya Asahina, 1964
- Macromia lachesis Lieftinck, 1971
- Macromia macula Zhou, Wang, Shuai & Liu, 1994
- Macromia magnifica McLachlan in Selys, 1874
- Macromia malleifera Lieftinck, 1955
- Macromia manchurica Asahina, 1964
- Macromia margarita  Westfall, 1947
- Macromia melpomene Ris, 1913
- Macromia miniata Fraser, 1924
- Macromia mnemosyne Lieftinck, 1935
- Macromia moorei Selys, 1874
- Macromia negrito Needham & Gyger, 1937
- Macromia pacifica Hagen, 1861
- Macromia pallida Fraser, 1924
- Macromia pinratani Asahina, 1983
- Macromia polyhymnia Lieftinck, 1929
- Macromia pyramidalis Martin, 1906
- Macromia septima Martin, 1904
- Macromia sombui Vick, 1988
- Macromia sophrosyne Lieftinck, 1952
- Macromia splendens Pictet, 1843
- Macromia taeniolata Rambur, 1842
- Macromia terpsichore Förster, 1900
- Macromia tillyardi Martin, 1906
- Macromia unca Wilson, 2004
- Macromia urania Ris, 1916
- Macromia viridescens  Tillyard, 1911
- Macromia westwoodii Selys, 1874
- Macromia whitei Selys, 1871
- Macromia yunnanensis Zhou, Luo, Hu & Wu, 1993
- Macromia zeylanica Fraser, 1927
- Macromidia asahinai Lieftinck, 1971
- Macromidia atrovirens Lieftinck, 1935
- Macromidia donaldi (Fraser, 1924)
- Macromidia ellenae Wilson, 1996
- Macromidia fulva Laidlaw, 1915
- Macromidia genialis Laidlaw, 1923
- Macromidia ishidai Asahina, 1964
- Macromidia kelloggi Asahina, 1978
- Macromidia rapida Martin, 1907
- Macromidia samal Needham & Gyger, 1937
- Macromidia shiehae Jiang, Li & Yu, 2008
- Macrothemis valida  (Navás, 1916)
- Macrothemis absimilis Costa, 1991
- Macrothemis aurimaculata Donnelly, 1984
- Macrothemis belliata Belle, 1987
- Macrothemis brevidens Belle, 1983
- Macrothemis calliste (Ris, 1913)
- Macrothemis capitata Calvert, 1909
- Macrothemis celeno (Selys in Sagra, 1857)
- Macrothemis cynthia Ris, 1913
- Macrothemis declivata Calvert, 1909
- Macrothemis delia Ris, 1913
- Macrothemis extensa Ris, 1913
- Macrothemis fallax May, 1998
- Macrothemis flavescens (Kirby, 1897)
- Macrothemis griseofrons Calvert, 1909
- Macrothemis guarauno Rácenis, 1957
- Macrothemis hahneli Ris, 1913
- Macrothemis hemichlora (Burmeister, 1839)
- Macrothemis heteronycha (Calvert, 1909)
- Macrothemis hosanai Santos, 1967
- Macrothemis idalia Ris, 1919
- Macrothemis imitans Karsch, 1890
- Macrothemis inacuta Calvert, 1898
- Macrothemis inequiunguis Calvert, 1895
- Macrothemis lauriana Ris, 1913
- Macrothemis ludia Belle, 1987
- Macrothemis lutea Calvert, 1909
- Macrothemis marmorata Hagen, 1868
- Macrothemis meurgeyi Daigle, 2007
- Macrothemis mortoni Ris, 1913
- Macrothemis musiva Calvert, 1898
- Macrothemis newtoni Costa, 1990
- Macrothemis nobilis Rácenis, 1957
- Macrothemis pleurosticta (Burmeister, 1839)
- Macrothemis polyneura Ris, 1913
- Macrothemis proterva Belle, 1987
- Macrothemis pseudimitans Calvert, 1898
- Macrothemis rochai Navás, 1918
- Macrothemis rupicola Rácenis, 1957
- Macrothemis taurepan De Marmels, 2008
- Macrothemis tenuis Hagen, 1868
- Macrothemis tessellata (Burmeister, 1839)
- Macrothemis ultima González, 1992
- Malgassogomphus robinsoni Cammaerts, 1987
- Malgassophlebia bispina Fraser, 1958
- Malgassophlebia mayanga (Ris, 1909)
- Malgassophlebia mediodentata Legrand, 2001
- Malgassophlebia westfalli Legrand, 1986
- Matrona basilaris Selys, 1853
- Matrona corephaea Hämäläinen, Yu & Zhang, 2011
- Matrona cyanoptera Hämäläinen & Yeh, 2000
- Matrona nigripectus Selys, 1879
- Matrona oreades Hämäläinen, Yu & Zhang, 2011
- Matrona taoi Phan & Hämäläinen, 2011
- Matronoides cyaneipennis Förster, 1897
- Mecistogaster amalia (Burmeister, 1839)
- Mecistogaster amazonica Sjöstedt, 1918
- Mecistogaster asticta Selys, 1860
- Mecistogaster buckleyi McLachlan, 1881
- Mecistogaster jocaste Hagen, 1869
- Mecistogaster linearis (Fabricius, 1776)
- Mecistogaster lucretia (Drury, 1773)
- Mecistogaster martinezi Machado, 1985 (nomen obscurum)
- Mecistogaster modesta Selys, 1860
- Mecistogaster ornata Rambur, 1842
- Mecistogaster pronoti Sjöstedt, 1918
- Megalagrion adytum (Perkins, 1899)
- Megalagrion amaurodytum (Perkins, 1899)
- Megalagrion blackburni McLachlan, 1883
- Megalagrion calliphya (McLachlan, 1883)
- Megalagrion deceptor (McLachlan, 1883)
- Megalagrion dinesiotes (Kennedy, 1934)
- Megalagrion eudytum (Perkins, 1899)
- Megalagrion hawaiiense (McLachlan, 1883)
- Megalagrion heterogamias (Perkins, 1899)
- Megalagrion jugorum (Perkins, 1899)
- Megalagrion kauaiense (Perkins, 1899)
- Megalagrion koelense (Blackburn, 1884)
- Megalagrion leptodemas (Perkins, 1899)
- Megalagrion mauka Daigle, 1997
- Megalagrion molokaiense (Perkins, 1899)
- Megalagrion nesiotes (Perkins, 1899)
- Megalagrion nigrohamatum (Blackburn, 1884)
- Megalagrion oahuense (Blackburn, 1884)
- Megalagrion oceanicum McLachlan, 1883
- Megalagrion oresitrophum (Perkins, 1899)
- Megalagrion orobates (Perkins, 1899)
- Megalagrion pacificum (McLachlan, 1883)
- Megalagrion paludicola Maciolex & Howarth, 1979
- Megalagrion vagabundum (Perkins, 1899)
- Megalagrion williamsoni (Perkins, 1910)
- Megalagrion xanthomelas (Selys, 1876)
- Megalestes chengi Chao, 1947
- Megalestes discus Wilson, 2004
- Megalestes distans Needham, 1930
- Megalestes haui Wilson & Reels, 2003
- Megalestes heros Needham, 1930
- Megalestes irma Fraser, 1926
- Megalestes kurahashii Asahina, 1985
- Megalestes lieftincki Lahiri, 1979
- Megalestes maai Chen, 1947
- Megalestes major Selys, 1862
- Megalestes micans Needham, 1930
- Megalestes omeiensis Chao, 1965
- Megalestes palaceus Zhou & Zhou, 2008
- Megalestes raychoudhurii Lahiri, 1987
- Megalestes riccii Navás, 1935
- Megalestes tuska Wilson & Reels, 2003
- Megalogomphus bicornutus (Fraser, 1922)
- Megalogomphus ceylonicus (Laidlaw, 1922)
- Megalogomphus cochinchinensis (Selys, 1878)
- Megalogomphus flavicolor (Fraser, 1923)
- Megalogomphus hannyngtoni (Fraser, 1923)
- Megalogomphus icterops (Martin, 1903)
- Megalogomphus junghuhni Lieftinck, 1934
- Megalogomphus smithii (Selys, 1854)
- Megalogomphus sommeri (Selys, 1854)
- Megalogomphus sumatranus (Krüger, 1899)
- Megalogomphus superbus Fraser, 1931
- Megaloprepus caerulatus (Drury, 1782)
- Megapodagrion megalopus (Selys, 1862)
- Melanesobasis annulata (Brauer, 1869)
- Melanesobasis bicellulare Donnelly, 1984
- Melanesobasis corniculata (Tillyard, 1924)
- Melanesobasis flavilabris (Selys, 1891)
- Melanesobasis macleani Donnelly, 1984
- Melanesobasis maculosa Donnelly, 1984
- Melanesobasis prolixa Donnelly, 1984
- Melanesobasis simmondsi (Tillyard, 1924)
- Melanocacus interioris Belle, 1986
- Melanocacus mungo (Needham, 1940)
- Melanocypha snellemanni (Albarda in Selys, 1879)
- Melanoneura bilineata Fraser, 1922
- Melligomphus acinaces Laidlaw, 1922
- Melligomphus ardens (Needham, 1930)
- Melligomphus cataractus Chao & Liu in Chao, 1990
- Melligomphus dolus (Needham, 1930)
- Melligomphus guangdongensis (Chao, 1994)
- Melligomphus ludens (Needham, 1930)
- Melligomphus viridicostus (Oguma, 1926)
- Merogomphus chaoi Yang & Davies, 1993
- Merogomphus chui Asahina, 1968
- Merogomphus femoralis Laidlaw, 1931
- Merogomphus lingyinensis Zhu & Wu, 1985
- Merogomphus longistigma (Fraser, 1922)
- Merogomphus martini (Fraser, 1922)
- Merogomphus parvus (Krüger, 1899)
- Merogomphus pavici Martin, 1904
- Merogomphus tamdaoensis Karube, 2001
- Merogomphus torpens (Needham, 1930)
- Merogomphus vandykei Needham, 1930
- Merogomphus vespertinus Chao, 1999
- Mesagrion leucorhinum Selys, 1885
- Mesamphiagrion demarmelsi (Cruz, 1986)
- Mesamphiagrion dunklei von Ellenrieder & Garrison, 2008
- Mesamphiagrion ecuatoriale von Ellenrieder & Garrison, 2008
- Mesamphiagrion gaianii (De Marmels, 1997)
- Mesamphiagrion laterale (Selys, 1876)
- Mesamphiagrion occultum (Ris, 1918)
- Mesamphiagrion ovigerum (Calvert, 1909)
- Mesamphiagrion risi (De Marmels, 1997)
- Mesamphiagrion tamaense (De Marmels, 1988)
- Mesamphiagrion tepuianum (De Marmels, 1997)
- Mesocnemis dupuyi Legrand, 1982
- Mesocnemis robusta (Selys, 1886)
- Mesocnemis saralisa Dijkstra, 2008
- Mesocnemis singularis Karsch, 1891
- Mesocnemis tisi Lempert, 1992
- Mesoleptobasis acuminata Santos, 1961
- Mesoleptobasis cantralli Santos, 1961
- Mesoleptobasis cyanolineata (Wasscher, 1998)
- Mesoleptobasis elongata Garrison & von Ellenrieder, 2009
- Mesoleptobasis incus Sjöstedt, 1918
- Mesopodagrion tibetanum McLachlan, 1896
- Mesopodagrion yachowensis Chao, 1953
- Metacnemis angusta Selys, 1863
- Metacnemis secundaris Aguesse, 1968
- Metacnemis valida Hagen in Selys, 1863
- Metaleptobasis amazonica Sjöstedt, 1918
- Metaleptobasis bicornis (Selys, 1877)
- Metaleptobasis bovilla Calvert, 1907
- Metaleptobasis brysonima Williamson, 1915
- Metaleptobasis diceras (Selys, 1877)
- Metaleptobasis fernandezi Rácenis, 1955
- Metaleptobasis foreli Ris, 1918
- Metaleptobasis incisula De Marmels, 1989
- Metaleptobasis lillianae Daigle, 2004
- Metaleptobasis manicaria Williamson, 1915
- Metaleptobasis mauffrayi Daigle, 2000
- Metaleptobasis mauritia Williamson, 1915
- Metaleptobasis quadricornis (Selys, 1877)
- Metaleptobasis selysi Santos, 1956
- Metaleptobasis tetragena Calvert, 1948
- Metaleptobasis weibezahni Rácenis, 1955
- Metaleptobasis westfalli Cumming, 1954
- Metaphya elongata Campion, 1921
- Metaphya micans Laidlaw, 1912
- Metaphya stueberi (Lieftinck, 1938)
- Metaphya tillyardi Ris, 1913
- Miathyria marcella (Selys in Sagra, 1857)
- Miathyria simplex (Rambur, 1842)
- Micrathyria aequalis (Hagen, 1861)
- Micrathyria almeidai Santos, 1945
- Micrathyria artemis Ris, 1911
- Micrathyria athenais Calvert, 1909
- Micrathyria atra (Martin, 1897)
- Micrathyria borgmeieri Santos, 1947
- Micrathyria caerulistyla Donnelly, 1992
- Micrathyria cambridgei Kirby, 1897
- Micrathyria catenata Calvert, 1909
- Micrathyria coropinae Geijskes, 1963
- Micrathyria debilis (Hagen, 1861)
- Micrathyria dictynna Ris, 1919
- Micrathyria dido Ris, 1911
- Micrathyria didyma (Selys in Sagra, 1857)
- Micrathyria dissocians Calvert, 1906
- Micrathyria divergens Westfall, 1992
- Micrathyria dunklei Westfall, 1992
- Micrathyria duplicata Navás, 1922
- Micrathyria dythemoides Calvert, 1909
- Micrathyria eximia Kirby, 1897
- Micrathyria hagenii Kirby, 1890
- Micrathyria hesperis Ris, 1911
- Micrathyria hippolyte Ris, 1911
- Micrathyria hypodidyma Calvert, 1906
- Micrathyria iheringi Santos, 1946
- Micrathyria kleerekoperi Calvert, 1946
- Micrathyria laevigata Calvert, 1909
- Micrathyria longifasciata Calvert, 1909
- Micrathyria mengeri Ris, 1919
- Micrathyria occipita Westfall, 1992
- Micrathyria ocellata Martin, 1897
- Micrathyria paruensis Geijskes, 1963
- Micrathyria pirassunungae Santos, 1953
- Micrathyria pseudeximia Westfall, 1992
- Micrathyria pseudhypodidyma Costa, Lourenço & Viera, 2002
- Micrathyria ringueleti Rodrigues, 1988
- Micrathyria romani Sjöstedt, 1918
- Micrathyria schumanni Calvert, 1906
- Micrathyria spinifera Calvert, 1909
- Micrathyria spuria (Selys, 1900)
- Micrathyria stawiarskii Santos, 1953
- Micrathyria surinamensis Geijskes, 1963
- Micrathyria sympriona Tennessen, 2000
- Micrathyria tibialis Kirby, 1897
- Micrathyria ungulata Förster, 1907
- Micrathyria venezuelae De Marmels, 1989
- Microgomphus camerunensis Longfield, 1951
- Microgomphus chelifer Selys, 1858
- Microgomphus corbeti Pinhey, 1951
- Microgomphus jannyae Legrand, 1992
- Microgomphus jurzitzai Karube, 2000
- Microgomphus lilliputians Fraser, 1923
- Microgomphus loogali Fraser, 1923
- Microgomphus nyassicus (Grünberg, 1902)
- Microgomphus schoutedeni Fraser, 1949
- Microgomphus souteri Fraser, 1924
- Microgomphus thailandica Asahina, 1981
- Microgomphus torquatus (Selys, 1854)
- Microgomphus verticalis (Selys, 1873)
- Microgomphus wijaya Lieftinck, 1940
- Microgomphus zebra (Martin, 1911)
- Micromacromia camerunica Karsch, 1890
- Micromacromia flava (Longfield, 1947)
- Micromacromia miraculosa (Förster, 1906)
- Micromacromia zygoptera (Ris, 1909)
- Micromidia atrifrons (McLachlan, 1883)
- Micromidia convergens Theischinger & Watson, 1978
- Micromidia rodericki Fraser, 1959
- Microneura caligata Hagen in Selys, 1886
- Microstigma anomalum Rambur, 1842
- Microstigma maculatum Hagen in Selys, 1860
- Microstigma rotundatum Selys, 1860
- Microtrigonia gomphoides Lieftinck, 1933
- Microtrigonia marsupialis Förster, 1903
- Microtrigonia petaurinia Lieftinck, 1949
- Millotagrion inaequistigma Fraser, 1953
- Minagrion caldense Santos, 1965
- Minagrion canaanense Santos, 1967
- Minagrion mecistogastrum (Selys, 1876)
- Minagrion ribeiroi (Santos, 1962)
- Minagrion waltheri (Selys, 1876)
- Miniargiolestes minimus (Tillyard, 1908)
- Miocora pellucida Kennedy, 1940
- Miocora peraltica Calvert, 1917
- Misagria bimacula Kimmins, 1943
- Misagria calverti Geijskes, 1951
- Misagria divergens De Marmels, 1981
- Misagria parana Kirby, 1889
- Mitragomphus ganzanus Needham, 1944
- Mnais andersoni McLachlan in Selys, 1873
- Mnais costalis Selys, 1869
- Mnais gregoryi Fraser, 1924
- Mnais icteroptera Fraser, 1929
- Mnais incolor Martin, 1921
- Mnais maclachlani Fraser, 1924
- Mnais mneme Ris, 1916
- Mnais pruinosa Selys, 1853
- Mnais semiopaca May, 1935
- Mnais tenuis Oguma, 1913
- Mnesarete aenea (Selys, 1853)
- Mnesarete astrape De Marmels, 1989
- Mnesarete borchgravii (Selys, 1869)
- Mnesarete cupraea (Selys, 1853)
- Mnesarete devillei (Selys, 1880)
- Mnesarete drepane Garrison, 2006
- Mnesarete ephippium Garrison, 2006
- Mnesarete fulgida (Selys, 1879)
- Mnesarete fuscibasis (Calvert, 1909)
- Mnesarete grisea (Ris, 1918)
- Mnesarete guttifera (Selys, 1873)
- Mnesarete hauxwelli (Selys, 1869)
- Mnesarete hyalina (Hagen in Selys, 1853)
- Mnesarete lencionii Garrison, 2006
- Mnesarete loutoni Garrison, 2006
- Mnesarete machadoi Garrison, 2006
- Mnesarete marginata (Selys, 1879)
- Mnesarete mariana Machado, 1996
- Mnesarete metallica (Selys, 1869)
- Mnesarete pruinosa (Hagen in Selys, 1853)
- Mnesarete pudica (Hagen in Selys, 1853)
- Mnesarete rhopalon Garrison, 2006
- Mnesarete smaragdina (Selys, 1869)
- Mnesarete williamsoni Garrison, 2006
- Moroagrion danielli Needham & Gyger, 1939
- Mortonagrion aborense (Laidlaw, 1914)
- Mortonagrion amoenum (Ris, 1915)
- Mortonagrion appendiculatum Lieftinck, 1937
- Mortonagrion arthuri Fraser, 1942
- Mortonagrion ceylonicum Lieftinck, 1971
- Mortonagrion falcatum Lieftinck, 1934
- Mortonagrion forficulatum Lieftinck, 1953
- Mortonagrion hirosei Asahina, 1972
- Mortonagrion martini (Ris, 1900)
- Mortonagrion selenion (Ris, 1916)
- Mortonagrion stygium (Fraser, 1954)
- Mortonagrion varralli Fraser, 1920
- Nannodiplax rubra Brauer, 1868
- Nannophlebia adonira Lieftinck, 1938
- Nannophlebia aerostiba Lieftinck, 1955
- Nannophlebia agalma Lieftinck, 1963
- Nannophlebia aglaia Lieftinck, 1948
- Nannophlebia alexia Lieftinck, 1933
- Nannophlebia amaryllis Lieftinck, 1955
- Nannophlebia amnosia Lieftinck, 1955
- Nannophlebia amphicyllis Lieftinck, 1933
- Nannophlebia ampycteria Lieftinck, 1933
- Nannophlebia anacharis Lieftinck, 1955
- Nannophlebia anatya Lieftinck, 1933
- Nannophlebia anticantha Lieftinck, 1963
- Nannophlebia arethusa Lieftinck, 1948
- Nannophlebia axiagastra Lieftinck, 1933
- Nannophlebia biroi (Förster, 1900)
- Nannophlebia braueri (Förster, 1900)
- Nannophlebia buruensis Lieftinck, 1926
- Nannophlebia eludens Tillyard, 1908
- Nannophlebia imitans Ris, 1900
- Nannophlebia injibandi Watson, 1969
- Nannophlebia kalkmani Theischinger & Richards, 2011
- Nannophlebia lorquinii (Selys, 1877)
- Nannophlebia mudginberri Watson & Theischinger, 1991
- Nannophlebia risi Tillyard, 1913
- Nannophya australis Brauer, 1865
- Nannophya dalei (Tillyard, 1908)
- Nannophya katrainensis Singh, 1955
- Nannophya occidentalis (Tillyard, 1908)
- Nannophya paulsoni Theischinger, 2003
- Nannophya pygmaea Rambur, 1842
- Nannophyopsis chalcosoma Lieftinck, 1935
- Nannophyopsis clara (Needham, 1930)
- Nannothemis bella (Uhler, 1857)
- Nasiaeschna pentacantha (Rambur, 1842)
- Navicordulia amazonica Machado & Costa, 1995
- Navicordulia atlantica Machado & Costa, 1995
- Navicordulia errans (Calvert, 1909)
- Navicordulia kiautai Machado & Costa, 1995
- Navicordulia leptostyla Machado & Costa, 1995
- Navicordulia longistyla Machado & Costa, 1995
- Navicordulia mielkei Machado & Costa, 1995
- Navicordulia miersi Machado & Costa, 1995
- Navicordulia nitens (De Marmels, 1991)
- Navicordulia vagans (De Marmels, 1989)
- Neallogaster annandalei (Fraser, 1923)
- Neallogaster choui Yang & Li, 1994
- Neallogaster hermionae (Fraser, 1927)
- Neallogaster jinensis (Zhu & Han, 1992)
- Neallogaster latifrons (Selys, 1878)
- Neallogaster lunifera Selys, 1878
- Neallogaster ornata Asahina, 1982
- Neallogaster pekinensis (McLachlan in  Selys, 1886)
- Neallogaster schmidti Asahina, 1982
- Nehalennia gracilis Morse, 1895
- Nehalennia integricollis Calvert, 1913
- Nehalennia irene (Hagen, 1861)
- Nehalennia minuta (Selys in Sagra, 1857)
- Nehalennia pallidula Calvert, 1913
- Nehalennia speciosa (Charpentier, 1840)
- Neocordulia androgynis (Selys, 1871)
- Neocordulia batesi (Selys, 1871)
- Neocordulia biancoi Rácenis, 1970
- Neocordulia campana May & Knopf, 1988
- Neocordulia carlochagasi Santos, 1967
- Neocordulia caudacuta De Marmels, 2008
- Neocordulia fiorentini Costa & Machado, 2007
- Neocordulia gaucha Costa & Machado, 2007
- Neocordulia griphus May, 1992
- Neocordulia machadoi Santos, Costa & Carriço, 2010
- Neocordulia mambucabensis Costa & Santos, 2000
- Neocordulia matutuensis Machado, 2005
- Neocordulia pedroi Costa, Carriço & Santos, 2010
- Neocordulia santacatarinensis Costa, Ravanello & Souza-Franco, 2008
- Neocordulia setifera (Hagen in Selys, 1871)
- Neocordulia volxemi (Selys, 1874)
- Neodythemis afra (Ris, 1909)
- Neodythemis arnoulti Fraser, 1955
- Neodythemis campioni (Ris, 1915)
- Neodythemis fitzgeraldi Pinhey, 1961
- Neodythemis hildebrandti Karsch, 1889
- Neodythemis klingi (Karsch, 1890)
- Neodythemis pauliani Fraser, 1952
- Neodythemis preussi (Karsch, 1891)
- Neodythemis scalarum Pinhey, 1964
- Neodythemis takamandensis (Vick, 2000)
- Neodythemis trinervulata (Martin, 1902)
- Neoerythromma cultellatum (Hagen in Selys, 1876)
- Neoerythromma gladiolatum Williamson & Williamson, 1930
- Neogomphus bidens Selys, 1878
- Neogomphus edenticulatus Carle & Cook, 1984
- Neogomphus molestus (Hagen in Selys, 1854)
- Neoneura aaroni Calvert, 1903
- Neoneura amelia Calvert, 1903
- Neoneura anaclara Machado, 2006
- Neoneura angelensis Juillerat, 2007
- Neoneura bilinearis Selys, 1860
- Neoneura carnatica Hagen in Selys, 1886
- Neoneura cristina Rácenis, 1955
- Neoneura denticulata Williamson, 1917
- Neoneura desana Machado, 1989
- Neoneura esthera Williamson, 1917
- Neoneura ethela Williamson, 1917
- Neoneura fulvicollis Selys, 1886
- Neoneura gaida Rácenis, 1953
- Neoneura joana Williamson, 1917
- Neoneura jurzitzai Garrison, 1999
- Neoneura kiautai Machado, 2007
- Neoneura leonardoi Machado, 2006
- Neoneura lucas Machado, 2002
- Neoneura luzmarina De Marmels, 1989
- Neoneura maria (Scudder, 1866)
- Neoneura mariana Williamson, 1917
- Neoneura moorei Machado, 2003
- Neoneura myrthea Williamson, 1917
- Neoneura paya Calvert, 1907
- Neoneura rubriventris Selys, 1860
- Neoneura rufithorax Selys, 1886
- Neoneura schreiberi Machado, 1975
- Neoneura sylvatica Hagen in Selys, 1886
- Neoneura waltheri Selys, 1886
- Neopetalia punctata (Hagen in Selys, 1854)
- Neophya rutherfordi Selys, 1881
- Neosticta canescens Tillyard, 1913
- Neosticta fraseri Watson, 1991
- Neosticta silvarum (Sjöstedt, 1917)
- Nephepeltia aequisetis Calvert, 1909
- Nephepeltia berlai Santos, 1950
- Nephepeltia chalconota Ris, 1919
- Nephepeltia flavifrons (Karsch, 1889)
- Nephepeltia leonardina Rácenis, 1953
- Nephepeltia phryne (Perty, 1834)
- Nepogomphoides stuhlmanni (Karsch, 1899)
- Nepogomphus fruhstorferi (Lieftinck, 1934)
- Nepogomphus modestus (Selys, 1878)
- Nepogomphus walli (Fraser, 1924)
- Nesciothemis farinosum (Förster, 1898)
- Nesciothemis fitzgeraldi Pinhey, 1956
- Nesciothemis minor Gambles, 1966
- Nesciothemis nigeriensis Gambles, 1966
- Nesciothemis pujoli Pinhey, 1971
- Nesobasis angulicollis Tillyard, 1924
- Nesobasis aurantiaca Tillyard, 1924
- Nesobasis brachycerca Tillyard, 1924
- Nesobasis caerulecaudata Donnelly, 1990
- Nesobasis caerulescens Donnelly, 1990
- Nesobasis campioni  Tillyard, 1924
- Nesobasis ciliata Ris, 1913
- Nesobasis comosa Tillyard, 1924
- Nesobasis erythrops Selys, 1891
- Nesobasis flavifrons Donnelly, 1990
- Nesobasis flavostigma Donnelly, 1990
- Nesobasis heteroneura Tillyard, 1924
- Nesobasis ingens Donnelly, 1990
- Nesobasis leveri Kimmins, 1943
- Nesobasis longistyla Selys, 1891
- Nesobasis malcolmi Donnelly, 1990
- Nesobasis monticola Donnelly, 1990
- Nesobasis nigrostigma Selys, 1891
- Nesobasis pedata Donnelly, 1990
- Nesobasis recava Donnelly, 1990
- Nesobasis rufostigma Donnelly, 1990
- Nesobasis selysi Tillyard, 1924
- Nesobasis telegastrum Selys, 1891
- Nesocordulia flavicauda McLachlan, 1882
- Nesocordulia malgassica Fraser, 1956
- Nesocordulia mascarenica Fraser, 1948
- Nesocordulia rubricauda Martin, 1900
- Nesocordulia spinicauda Martin, 1903
- Nesocordulia villiersi Legrand, 1984
- Nesogonia blackburni (McLachlan, 1883)
- Nesolestes albicaudus Fraser, 1952
- Nesolestes albicolor Fraser, 1955
- Nesolestes alboterminatus Selys, 1891
- Nesolestes angydna Schmidt, 1951
- Nesolestes drocera Fraser, 1951
- Nesolestes elizabethae Lieftinck, 1965
- Nesolestes forficuloides Fraser, 1955
- Nesolestes mariae Aguesse, 1968
- Nesolestes martini Schmidt, 1951
- Nesolestes pauliani Fraser, 1951
- Nesolestes pulverulans Lieftinck, 1965
- Nesolestes radama Lieftinck, 1965
- Nesolestes ranavalona Schmidt, 1951
- Nesolestes robustus Aguesse, 1968
- Nesolestes rubristigma Martin, 1903
- Nesolestes tuberculicollis Fraser, 1949
- Nesoxenia lineata (Selys, 1868)
- Nesoxenia mysis (Selys, 1878)
- Neuraeschna calverti Kimmins, 1951
- Neuraeschna capillata Machet, 1990
- Neuraeschna claviforcipata Martin, 1909
- Neuraeschna clavulata Machet, 1990
- Neuraeschna cornuta Belle, 1989
- Neuraeschna costalis (Burmeister, 1839)
- Neuraeschna dentigera Martin, 1909
- Neuraeschna harpya Martin, 1909
- Neuraeschna maxima Belle, 1989
- Neuraeschna maya Belle, 1989
- Neuraeschna mayoruna Belle, 1989
- Neuraeschna mina Williamson & Williamson, 1930
- Neuraeschna producta Kimmins, 1935
- Neuraeschna tapajonica Machado, 2002
- Neuraeschna titania Belle, 1989
- Neurobasis anderssoni Sjöstedt, 1926
- Neurobasis anumariae Hämäläinen, 1989
- Neurobasis australis Selys, 1878
- Neurobasis awamena Michalski, 2006
- Neurobasis chinensis (Linnaeus, 1758)
- Neurobasis daviesi Hämäläinen, 1993
- Neurobasis florida Hagen in Walker, 1853
- Neurobasis ianthinipennis Lieftinck, 1949
- Neurobasis kaupi Brauer, 1867
- Neurobasis kimminsi Lieftinck, 1955
- Neurobasis longipes Hagen, 1887
- Neurobasis luzoniensis Selys, 1879
- Neurobasis subpicta Hämäläinen, 1990
- Neurocordulia alabamensis Hodges in Needham & Westfall, 1955
- Neurocordulia michaeli Brunelle, 2000
- Neurocordulia molesta (Walsh, 1863)
- Neurocordulia obsoleta (Say, 1840)
- Neurocordulia virginiensis Davis, 1927
- Neurocordulia xanthosoma (Williamson, 1908)
- Neurocordulia yamaskanensis (Provancher, 1875)
- Neurogomphus agilis (Martin, 1908)
- Neurogomphus alius Cammaerts, 2004
- Neurogomphus angustisigna Pinhey, 1971
- Neurogomphus carlcooki Cammaerts, 2004
- Neurogomphus chapini (Klots, 1944)
- Neurogomphus cocytius Cammaerts, 2004
- Neurogomphus dissimilis Cammaerts, 2004
- Neurogomphus featheri Pinhey, 1967
- Neurogomphus fuscifrons Karsch, 1890
- Neurogomphus martininus (Lacroix, 1921)
- Neurogomphus paenuelensis Cammaerts, 2004
- Neurogomphus pallidus Cammaerts, 1967
- Neurogomphus pinheyi Cammaerts, 1968
- Neurogomphus uelensis Schouteden, 1934
- Neurogomphus wittei Schouteden, 1934
- Neurogomphus zambeziensis Cammaerts, 2004
- Neurolestes nigeriensis (Gambles, 1970)[5]
- Neurolestes trinervis Selys, 1885
- Neurothemis decora (Kaup in Brauer, 1866)
- Neurothemis disparilis Kirby, 1889
- Neurothemis feralis (Burmeister, 1839)
- Neurothemis fluctuans (Fabricius, 1793)
- Neurothemis fulvia (Drury, 1773)
- Neurothemis intermedia (Rambur, 1842)
- Neurothemis luctuosa Lieftinck, 1942
- Neurothemis nesaea Ris, 1911
- Neurothemis oligoneura Brauer, 1867
- Neurothemis ramburii (Kaup in Brauer, 1866)
- Neurothemis stigmatizans (Fabricius, 1775)
- Neurothemis terminata Ris, 1911
- Neurothemis tullia (Drury, 1773)
- Nihonogomphus bequaerti Chao, 1954
- Nihonogomphus brevipennis (Needham, 1930)
- Nihonogomphus chaoi Zhou & Wu, 1992
- Nihonogomphus cultratus Chao & Wang in Chao, 1990
- Nihonogomphus gilvus Chao, 1954
- Nihonogomphus huangshaensis Chao, 1999
- Nihonogomphus lieftincki Chao, 1954
- Nihonogomphus luteolatus Chao & Liu, 1990
- Nihonogomphus minor Doi, 1943
- Nihonogomphus montanus Zhou & Wu, 1992
- Nihonogomphus pulcherrimus (Fraser, 1927)
- Nihonogomphus ruptus (Selys & Hagen, 1858)
- Nihonogomphus schorri Do & Karube, 2011
- Nihonogomphus semanticus Chao, 1954
- Nihonogomphus shaowuensis Chao, 1954
- Nihonogomphus silvanus Zhou & Wu, 1992
- Nihonogomphus simillimus Chao, 1982
- Nihonogomphus thomassoni (Kirby, 1900)
- Nihonogomphus viridis Oguma, 1926
- Noguchiphaea mattii Do, 2008
- Noguchiphaea yoshikoae Asahina, 1976
- Nososticta acudens Theischinger & Richards, 2006
- Nososticta africana (Schmidt, 1944)
- Nososticta astrolabica (Förster, 1898)
- Nososticta atrocyana (Lieftinck, 1960)
- Nososticta aurantiaca (Lieftinck, 1938)
- Nososticta baroalba Watson & Theischinger, 1983
- Nososticta beatrix (Lieftinck, 1949)
- Nososticta callisphaena (Lieftinck, 1937)
- Nososticta chalybeostoma (Lieftinck, 1932)
- Nososticta circumscripta (Selys, 1886)
- Nososticta coelestina (Tillyard, 1906)
- Nososticta commutata (Lieftinck, 1938)
- Nososticta conifera Theischinger & Richards, 2006
- Nososticta cyanura (Lieftinck, 1932)
- Nososticta diadesma (Lieftinck, 1936)
- Nososticta dorsonigra (Martin, 1903)
- Nososticta eburnea (Förster, 1897)
- Nososticta egregia (Lieftinck, 1937)
- Nososticta emphyla (Lieftinck, 1936)
- Nososticta erythroprocta (Selys, 1886)
- Nososticta erythrura (Lieftinck, 1932)
- Nososticta evelynae (Lieftinck, 1960)
- Nososticta exul (Selys, 1886)
- Nososticta finisterrae (Förster, 1897)
- Nososticta flavipennis (Selys, 1886)
- Nososticta fonticola (Lieftinck, 1932)
- Nososticta fraterna (Lieftinck, 1933)
- Nososticta insignis (Selys, 1886)
- Nososticta irene (Lieftinck, 1949)
- Nososticta kalumburu Watson & Theischinger, 1984
- Nososticta koolpinyah Watson & Theischinger, 1984
- Nososticta koongarra Watson & Theischinger, 1984
- Nososticta liveringa Watson & Theischinger, 1984
- Nososticta lorentzi (Lieftinck, 1938)
- Nososticta marina (Ris, 1913)
- Nososticta melanoxantha (Lieftinck, 1949)
- Nososticta moluccensis (Selys, 1886)
- Nososticta nigrifrons (Ris, 1913)
- Nososticta nigrofasciata (Lieftinck, 1932)
- Nososticta phoenissa (Ris, 1929)
- Nososticta pilbara Watson, 1969
- Nososticta plagiata (Selys, 1886)
- Nososticta plagioxantha (Lieftinck, 1932)
- Nososticta pseudexul (Ris, 1913)
- Nososticta pyroprocta (Lieftinck, 1960)
- Nososticta rangifera (Lieftinck, 1949)
- Nososticta rosea (Ris, 1913)
- Nososticta salomonis (Selys, 1886)
- Nososticta selysi (Förster, 1896)
- Nososticta silvicola (Lieftinck, 1949)
- Nososticta smilodon Theischinger & Richards, 2006
- Nososticta solida Hagen in Selys, 1860
- Nososticta solitaria (Tillyard, 1906)
- Nososticta taracumbi Watson & Theischinger, 1984
- Nososticta thalassina (Lieftinck, 1949)
- Nososticta wallacii (Selys, 1886)
- Nososticta xanthe (Lieftinck, 1938)
- Nothodiplax dendrophila Belle, 1984
- Notiothemis jonesi Ris, 1921
- Notiothemis robertsi Fraser, 1944
- Notoaeschna geminata Theischinger, 1982
- Notoaeschna sagittata (Martin, 1901)
- Notogomphus anaci Fraser, 1955
- Notogomphus butoloensis Fraser, 1952
- Notogomphus cottarellii Consiglio, 1978
- Notogomphus dendrohyrax (Förster, 1906)
- Notogomphus dorsalis (Selys, 1858)
- Notogomphus flavifrons Fraser, 1952
- Notogomphus kilimandjaricus (Sjöstedt, 1909)
- Notogomphus lecythus Campion, 1923
- Notogomphus leroyi (Schouteden, 1934)
- Notogomphus lujai (Schouteden, 1934)
- Notogomphus maathaiae Clausnitzer & Dijkstra, 2005
- Notogomphus maryae Vick, 2003
- Notogomphus meruensis (Sjöstedt, 1909)
- Notogomphus moorei Vick, 2003
- Notogomphus praetorius (Selys, 1878)
- Notogomphus ruppeli (Selys, 1857)
- Notogomphus speciosus (Sjöstedt, 1909)
- Notogomphus spinosus (Karsch, 1890)
- Notogomphus verschuereni (Schouteden, 1934)
- Notogomphus zernyi (St. Quentin, 1942)
- Notolibellula bicolor Theischinger & Watson, 1977
- Nubiolestes diotima (Schmidt, 1943)
- Nychogomphus bidentatus Yang, Mao & Zhang, 2010
- Nychogomphus duaricus (Fraser, 1924)
- Nychogomphus flavicaudus (Chao, 1982)
- Nychogomphus geometricus (Selys, 1854)
- Nychogomphus lui Zhou, Zhou & Li, 2005
- Nychogomphus saundersii Selys, 1854
- Nychogomphus striatus (Fraser, 1924)
- Octogomphus specularis (Hagen in Selys, 1859)
- Odontogomphus donnellyi Watson, 1991
- Oligoaeschna amani Chhotani, Lahiri & Mitra, 1983
- Oligoaeschna amata (Förster, 1903)
- Oligoaeschna aquilonaris Wilson, 2005
- Oligoaeschna buehri (Förster, 1903)
- Oligoaeschna elacatura (Needham, 1907)
- Oligoaeschna foliacea Lieftinck, 1968)
- Oligoaeschna modiglianii Selys, 1889
- Oligoaeschna mutata Lieftinck, 1940
- Oligoaeschna petalura Lieftinck, 1968
- Oligoaeschna platyura Lieftinck, 1940
- Oligoaeschna poeciloptera (Karsch, 1889)
- Oligoaeschna pseudosumatrana Karube, 1997
- Oligoaeschna sumatrana Lieftinck, 1953
- Oligoaeschna uemurai Asahina, 1990
- Oligoaeschna uropetala Lieftinck, 1968
- Oligoaeschna venatrix (Förster, 1903)
- Oligoaeschna venusta Lieftinck, 1968
- Oligoaeschna zambo Needham & Gyger, 1937
- Oligoclada abbreviata (Rambur, 1842)
- Oligoclada amphinome Ris, 1919
- Oligoclada borrori Santos, 1945
- Oligoclada calverti Santos, 1951
- Oligoclada crocogaster Borror, 1931
- Oligoclada garrisoni De Marmels, 2008
- Oligoclada haywardi Fraser, 1947
- Oligoclada heliophila Borror, 1931
- Oligoclada hypophane De Marmels, 1989
- Oligoclada laetitia Ris, 1911
- Oligoclada leucotaenia De Marmels, 1989
- Oligoclada monosticha Borror, 1931
- Oligoclada nemesis (Ris, 1911)
- Oligoclada pachystigma Karsch, 1890
- Oligoclada rhea Ris, 1911
- Oligoclada risi Geijskes, 1984
- Oligoclada rubribasalis von Ellenrieder & Garrison, 2008
- Oligoclada stenoptera Borror, 1931
- Oligoclada sylvia (Kirby, 1889)
- Oligoclada teretidentis Rehn, 2003
- Oligoclada umbricola Borror, 1931
- Oligoclada waikinimae De Marmels, 1992
- Oligoclada walkeri Geijskes, 1931
- Oligoclada xanthopleura Borror, 1931
- Olpogastra lugubris (Karsch, 1895)
- Onychargia atrocyana Selys, 1865
- Onychargia vittigera Selys, 1891
- Onychogomphus aequistylus Selys, 1892
- Onychogomphus annularis  Selys, 1894
- Onychogomphus assimilis Schneider, 1845
- Onychogomphus banteng Lieftinck, 1929
- Onychogomphus bwambae Pinhey, 1961
- Onychogomphus cacharicus Martin, 1904
- Onychogomphus castor Lieftinck, 1941
- Onychogomphus choui (Chao & Liu, 1989)
- Onychogomphus costae Selys, 1885
- Onychogomphus dingavani Fraser, 1924
- Onychogomphus flexuosus (Schneider, 1845)
- Onychogomphus forcipatus (Linnaeus, 1758)
- Onychogomphus grammicus (Rambur, 1842)
- Onychogomphus kerri Fraser, 1933
- Onychogomphus kitchingmani Pinhey, 1961
- Onychogomphus lefebvrii (Rambur, 1842)
- Onychogomphus maclachlani Selys, 1894
- Onychogomphus macrodon Selys, 1887
- Onychogomphus maculivertex (Selys, 1891)
- Onychogomphus malabarensis (Fraser, 1924)
- Onychogomphus meghalayanus Lahiri, 1987
- Onychogomphus nilgiriensis Fraser, 1922
- Onychogomphus perplexus Lieftinck, 1935
- Onychogomphus pilosus (Martin, 1911)
- Onychogomphus pollux Lieftinck, 1941
- Onychogomphus rappardi Lieftinck, 1937
- Onychogomphus ridens Needham, 1930
- Onychogomphus rossi Pinhey, 1966
- Onychogomphus schmidti Fraser, 1937
- Onychogomphus seydeli (Schouteden, 1934)
- Onychogomphus styx Pinhey, 1961
- Onychogomphus supinus Selys, 1854
- Onychogomphus thienemanni Schmidt, 1934
- Onychogomphus treadawayi Müller & Hämäläinen, 1993
- Onychogomphus uncatus (Charpentier, 1840)
- Onychogomphus vadoni Paulian, 1961
- Onychothemis abnormis Brauer, 1868
- Onychothemis celebensis Ris, 1912
- Onychothemis coccinea Lieftinck, 1953
- Onychothemis culminicola Förster, 1904
- Onychothemis testacea Laidlaw, 1902
- Onychothemis tonkinensis Martin, 1904
- Ophiogomphus acuminatus Carle, 1981
- Ophiogomphus anomalus Harvey, 1898
- Ophiogomphus arizonicus Kennedy, 1917
- Ophiogomphus aspersus Morse, 1895
- Ophiogomphus australis Carle, 1992
- Ophiogomphus bellicosus Voronocovsky, 1909
- Ophiogomphus bison Selys, 1873
- Ophiogomphus carolus Needham, 1897
- Ophiogomphus caudoforcipus Yousuf & Yunus, 1977
- Ophiogomphus cecilia (Geoffroy in Fourcroy, 1785)
- Ophiogomphus cerastis Selys, 1854
- Ophiogomphus colubrinus Selys, 1854
- Ophiogomphus edmundo Needham, 1951
- Ophiogomphus howei Bromley, 1924
- Ophiogomphus incurvatus Carle, 1982
- Ophiogomphus mainensis Packard, 1863
- Ophiogomphus morrisoni Selys, 1879
- Ophiogomphus obscurus Bartenev, 1909
- Ophiogomphus occidentis (Hagen, 1885)
- Ophiogomphus purepecha González & Villeda-Callejas, 2000
- Ophiogomphus reductus Calvert, 1898
- Ophiogomphus rupinsulensis (Walsh, 1862)
- Ophiogomphus severus Hagen, 1874
- Ophiogomphus sinicus (Chao, 1954)
- Ophiogomphus smithi Tennessen & Vogt, 2004
- Ophiogomphus spinicornis Selys, 1878
- Ophiogomphus susbehcha Vogt & Smith, 1993
- Ophiogomphus westfalli Cook & Daigle, 1985
- Oplonaeschna armata (Hagen, 1861)
- Oplonaeschna magna González & Novelo, 1998
- Orchithemis pruinans (Selys, 1878)
- Orchithemis pulcherrima Brauer, 1878
- Orchithemis xanthosoma Laidlaw, 1911
- Oreaeschna dictatrix Lieftinck, 1937
- Oreaeschna dominatrix Vick & Davies, 1990
- Oreagrion armeniacum Lieftinck, 1949
- Oreagrion lorentzi Ris, 1913
- Oreagrion oreadum Lieftinck, 1949
- Oreagrion pectingi Brooks & Richards, 1992
- Oreagrion xanthocyane Lieftinck, 1949
- Oreiallagma acutum (Ris, 1918)
- Oreiallagma oreas (Ris, 1918)
- Oreiallagma prothoracicum (Kimmins, 1945)
- Oreiallagma quadricolor (Ris, 1918)
- Oreiallagma thelkterion (De Marmels, 1997)
- Oreocnemis phoenix Pinhey, 1971
- Orientogomphus aemulus (Lieftinck, 1937)
- Orientogomphus armatus Chao & Xu, 1987
- Orientogomphus circularis (Selys, 1894)
- Orientogomphus earnshawi (Fraser, 1924)
- Orientogomphus indicus (Lahiri, 1987)
- Orionothemis felixorioni Fleck, Hamada & Carvalho, 2009
- Oristicta filicicola Tillyard, 1913
- Ormenophlebia imperatrix (McLachlan, 1878)
- Ormenophlebia regina (Ris, 1918)
- Ormenophlebia rollinati (Martin, 1897)
- Ormenophlebia saltuum (Ris, 1918)
- Orolestes durga Lahiri, 1987
- Orolestes motis Baijal & Agarwal, 1956
- Orolestes octomaculatus Martin, 1904
- Orolestes selysi McLachlan, 1895
- Orolestes wallacei (Kirby, 1889)
- Orthemis aequilibris Calvert, 1909
- Orthemis ambinigra Calvert, 1909
- Orthemis ambirufa Calvert, 1909
- Orthemis anthracina De Marmels, 1989
- Orthemis attenuata (Erichson, 1848)
- Orthemis biolleyi Calvert, 1906
- Orthemis cinnamomea von Ellenrieder, 2009
- Orthemis concolor Ris, 1919
- Orthemis coracina von Ellenrieder, 2009
- Orthemis cultriformis Calvert, 1899
- Orthemis discolor (Burmeister, 1839)
- Orthemis ferruginea (Fabricius, 1775)
- Orthemis flavopicta Kirby, 1889
- Orthemis harpago von Ellenrieder, 2009
- Orthemis levis Calvert, 1906
- Orthemis macrostigma (Rambur, 1842)
- Orthemis nodiplaga Karsch, 1891
- Orthemis philipi von Ellenrieder, 2009
- Orthemis plaumanni Buchholz, 1950
- Orthemis regalis Ris, 1910
- Orthemis schmidti Buchholz, 1950
- Orthemis sulphurata Hagen, 1868
- Orthemis tambopatae von Ellenrieder, 2009
- Orthetrum abbotti Calvert, 1892
- Orthetrum africanum (Selys, 1887)
- Orthetrum albistylum Selys, 1848
- Orthetrum anceps (Schneider, 1845)
- Orthetrum angustiventre (Rambur, 1842)
- Orthetrum austeni (Kirby, 1900)
- Orthetrum austrosundanum Lieftinck, 1953
- Orthetrum azureum (Rambur, 1842)
- Orthetrum balteatum Lieftinck, 1933
- Orthetrum borneense Kimmins, 1936
- Orthetrum boumiera Watson & Arthington, 1978
- Orthetrum brachiale (Palisot de Beauvois, 1805)
- Orthetrum brunneum (Fonscolombe, 1837)
- Orthetrum caffrum (Burmeister, 1839)
- Orthetrum caledonicum (Brauer, 1865)
- Orthetrum cancellatum (Linnaeus, 1758)
- Orthetrum chrysis (Selys, 1891)
- Orthetrum chrysostigma (Burmeister, 1839)
- Orthetrum coerulescens (Fabricius, 1798)
- Orthetrum glaucum (Brauer, 1865)
- Orthetrum guineense Ris, 1909
- Orthetrum hintzi Schmidt, 1951
- Orthetrum icteromelas Ris, 1910
- Orthetrum japonicum (Uhler, 1858)
- Orthetrum julia Kirby, 1900
- Orthetrum kollmannspergeri Buchholz, 1959
- Orthetrum kristenseni Ris, 1911
- Orthetrum latihami Pinhey, 1966
- Orthetrum lemur Ris, 1909
- Orthetrum lineostigma (Selys, 1886)
- Orthetrum luzonicum (Brauer, 1868)
- Orthetrum machadoi Longfield, 1955
- Orthetrum macrostigma Longfield, 1947
- Orthetrum martensi Asahina, 1978
- Orthetrum melania (Selys, 1883)
- Orthetrum microstigma Ris, 1911
- Orthetrum migratum Lieftinck, 1951
- Orthetrum monardi  Schmidt, 1951
- Orthetrum nitidinerve (Selys, 1841)
- Orthetrum poecilops Ris, 1916
- Orthetrum pruinosum (Burmeister, 1839)
- Orthetrum ransonnetii (Brauer, 1865)
- Orthetrum robustum Balinsky, 1965
- Orthetrum rubens Barnard, 1937
- Orthetrum sabina (Drury, 1770)
- Orthetrum saegeri Pinhey, 1966
- Orthetrum sagitta Ris, 1915
- Orthetrum serapia Watson, 1984
- Orthetrum signiferum Lieftinck, 1926
- Orthetrum silvarum Lieftinck, 1934
- Orthetrum stemmale (Burmeister, 1839)
- Orthetrum taeniolatum (Schneider, 1845)
- Orthetrum testaceum (Burmeister, 1839)
- Orthetrum triangulare (Selys, 1878)
- Orthetrum trinacria (Selys, 1841)
- Orthetrum villosovittatum (Brauer, 1868)
- Oxyagrion ablutum (Calvert, 1909)
- Oxyagrion basale Selys, 1876
- Oxyagrion brevistigma Selys, 1876
- Oxyagrion bruchi Navás, 1924
- Oxyagrion chapadense Costa, 1978
- Oxyagrion evanescens Calvert, 1909
- Oxyagrion fernandoi Costa, 1988
- Oxyagrion haematinum Selys, 1876
- Oxyagrion hempeli Calvert, 1909
- Oxyagrion hermosae (Leonard, 1977)
- Oxyagrion imeriense (De Marmels, 1989)
- Oxyagrion impunctatum Calvert, 1909
- Oxyagrion machadoi Costa, 1978
- Oxyagrion microstigma Selys, 1876
- Oxyagrion miniopsis Selys, 1876
- Oxyagrion mirnae Machado, 2010
- Oxyagrion pavidum Hagen in Selys, 1876
- Oxyagrion pseudocardinale Costa, Souza & Santos, 2000
- Oxyagrion rubidum (Rambur, 1842)
- Oxyagrion santosi Martins, 1967
- Oxyagrion simile Costa, 1978
- Oxyagrion sulinum Costa, 1978
- Oxyagrion sulmatogrossense Costa, Souza & Santos, 2000
- Oxyagrion tennesseni Mauffray, 1999
- Oxyagrion terminale Selys, 1876
- Oxyagrion zielmae Costa, De Souza & Muzón, 2006
- Oxyallagma dissidens (Selys, 1876)
- Oxygastra curtisii (Dale, 1834)
- Oxystigma caerulans De Marmels, 1987
- Oxystigma cyanofrons Williamson, 1919
- Oxystigma petiolatum (Selys, 1862)
- Oxystigma williamsoni Geijskes, 1976
- Oxythemis phoenicosceles Ris, 1909
- Pachycypha aurea Lieftinck, 1950
- Pachydiplax longipennis (Burmeister, 1839)
- Pacificagrion dolorosa Fraser, 1953
- Pacificagrion lachrymosa Fraser, 1926
- Pacificothemis esakii Asahina, 1940
- Palaemnema abbreviata Kennedy, 1938
- Palaemnema angelina Selys, 1860
- Palaemnema apicalis Navás, 1924
- Palaemnema azupizui Calvert, 1931
- Palaemnema baltodanoi Brooks, 1989
- Palaemnema bilobulata Donnelly, 1992
- Palaemnema brasiliensis Machado, 2009
- Palaemnema brevignoni Machet, 1990
- Palaemnema brucei Calvert, 1931
- Palaemnema brucelli Kennedy, 1938
- Palaemnema carmelita Ris, 1918
- Palaemnema chiriquita Calvert, 1931
- Palaemnema clementia Selys, 1886
- Palaemnema collaris Donnelly, 1992
- Palaemnema croceicauda Calvert, 1931
- Palaemnema cyclohamulata Donnelly, 1992
- Palaemnema dentata Donnelly, 1992
- Palaemnema desiderata Selys, 1886
- Palaemnema distadens Calvert, 1931
- Palaemnema domina Calvert, 1903
- Palaemnema edmondi  Calvert, 1931
- Palaemnema gigantula Calvert, 1931
- Palaemnema joanetta Kennedy, 1940
- Palaemnema lorena Kennedy, 1942
- Palaemnema martini Cowley, 1934
- Palaemnema melanocauda Kennedy, 1942
- Palaemnema melanostigma Hagen in Selys, 1860
- Palaemnema melanota Ris, 1918
- Palaemnema melanura Donnelly, 1992
- Palaemnema mutans Calvert, 1931
- Palaemnema nathalia Selys, 1886
- Palaemnema orientalis De Marmels, 1989
- Palaemnema paulicaxa Calvert, 1931
- Palaemnema paulicoba Calvert, 1931
- Palaemnema paulina (Drury, 1773)
- Palaemnema paulirica Calvert, 1931
- Palaemnema paulitaba Calvert, 1931
- Palaemnema paulitoyaca Calvert, 1931
- Palaemnema peruviana Ris, 1918
- Palaemnema picicaudata Kennedy, 1938
- Palaemnema reventazoni Calvert, 1931
- Palaemnema spinulata Donnelly, 1992
- Palaemnema tepuica De Marmels, 1989
- Palaeosynthemis alecto (Lieftinck, 1953)
- Palaeosynthemis cervula (Lieftinck, 1938)
- Palaeosynthemis cyrene (Lieftinck, 1953)
- Palaeosynthemis evelynae (Lieftinck, 1953)
- Palaeosynthemis gracilenta (Lieftinck, 1935)
- Palaeosynthemis kimminsi (Lieftinck, 1953)
- Palaeosynthemis primigenia (Förster, 1903)
- Palaeosynthemis wollastoni (Campion, 1915)
- Palaeothemis tillyardi Fraser, 1923
- Palaiargia alcedo Lieftinck, 1949
- Palaiargia arses Lieftinck, 1957
- Palaiargia carnifex Lieftinck, 1932
- Palaiargia ceyx Lieftinck, 1949
- Palaiargia charmosyna Lieftinck, 1932
- Palaiargia eclecta Lieftinck, 1949
- Palaiargia eos Lieftinck, 1938
- Palaiargia ernstmayri Lieftinck, 1972
- Palaiargia halcyon Lieftinck, 1938
- Palaiargia humida Förster, 1903
- Palaiargia melidora Lieftinck, 1953
- Palaiargia micropsitta Lieftinck, 1957
- Palaiargia myzomela Lieftinck, 1957
- Palaiargia nasiterna Lieftinck, 1938
- Palaiargia obiensis Lieftinck, 1957
- Palaiargia optata (Hagen in Selys, 1865)
- Palaiargia perimecosoma Lieftinck, 1957
- Palaiargia rubropunctata (Selys, 1878)
- Palaiargia stellata (Ris, 1915)
- Palaiargia tanysiptera Lieftinck, 1953
- Palpopleura albifrons Legrand, 1979
- Palpopleura deceptor (Calvert, 1899)
- Palpopleura jucunda Rambur, 1842
- Palpopleura lucia (Drury, 1773)
- Palpopleura portia (Drury, 1773)
- Palpopleura sexmaculata (Fabricius, 1787)
- Palpopleura vestita Rambur, 1842
- Paltothemis cyanosoma Garrison, 1982
- Paltothemis lineatipes Karsch, 1890
- Paltothemis nicolae Hellebuyck, 2002
- Pantala flavescens (Fabricius, 1798)
- Pantala hymenaea Say, 1840
- Papuagrion auriculatum Lieftinck, 1937
- Papuagrion carcharodon Michalski & Oppel, 2007
- Papuagrion corruptum Lieftinck, 1938
- Papuagrion degeneratum Lieftinck, 1937
- Papuagrion digitiferum Lieftinck, 1949
- Papuagrion ekari Lieftinck, 1949
- Papuagrion flavipedum Lieftinck, 1949
- Papuagrion flavithorax (Selys, 1878)
- Papuagrion fraterculum Lieftinck, 1937
- Papuagrion gurneyi Lieftinck, 1949
- Papuagrion insulare Lieftinck, 1949
- Papuagrion laminatum Lieftinck, 1937
- Papuagrion magnanimum (Selys, 1876)
- Papuagrion nigripedum Theischinger & Richards, 2006
- Papuagrion occipitale (Selys, 1877)
- Papuagrion oppositum Lieftinck, 1949
- Papuagrion pandanicolum Lieftinck, 1949
- Papuagrion parameles Lieftinck, 1949
- Papuagrion pesechem Lieftinck, 1949
- Papuagrion prothoracale Lieftinck, 1935
- Papuagrion rectangulare Lieftinck, 1937
- Papuagrion reductum Ris, 1913
- Papuagrion rufipedum Lieftinck, 1937
- Papuagrion spinicaudum Lieftinck, 1937
- Papuargia stuberi Lieftinck, 1938
- Paracercion barbatum (Needham, 1930)
- Paracercion calamorum (Ris, 1916)
- Paracercion dorothea (Fraser, 1924)
- Paracercion hieroglyphicum (Brauer, 1865)
- Paracercion melanotum (Selys, 1876)
- Paracercion plagiosum (Needham, 1930)
- Paracercion sieboldii (Selys, 1876)
- Paracercion v-nigrum (Needham, 1930)
- Paracnemis alluaudi Martin, 1903
- Paracordulia sericea (Selys, 1871)
- Paragomphus abnormis (Karsch, 1890)
- Paragomphus alluaudi (Martin, 1915)
- Paragomphus aquila Martin, 1921
- Paragomphus aureatus Pinhey, 1971
- Paragomphus balneorum (Needham & Gyger, 1937)
- Paragomphus bredoi (Schouteden, 1934)
- Paragomphus capitatus (Martin, 1909)
- Paragomphus capricornis (Förster, 1914)
- Paragomphus cataractae Pinhey, 1963
- Paragomphus cognatus (Rambur, 1842)
- Paragomphus crenigomphoides Clausnitzer & Dijkstra, 2005
- Paragomphus echinoccipitalis (Fraser, 1922)
- Paragomphus elpidius (Ris, 1921)
- Paragomphus flavohamatus (Martin, 1921)
- Paragomphus fritillarius (Selys, 1892)
- Paragomphus frontalis (Selys, 1878)
- Paragomphus genei (Selys, 1841)
- Paragomphus henryi (Laidlaw, 1928)
- Paragomphus hoffmanni (Needham, 1931)
- Paragomphus interruptus Cammaerts, 1968
- Paragomphus kiautai Legrand, 1992
- Paragomphus lacustris (Karsch, 1890)
- Paragomphus lindgreni (Fraser, 1923)
- Paragomphus lineatus (Selys, 1850)
- Paragomphus longiventris Fraser, 1955
- Paragomphus machadoi Pinhey, 1961
- Paragomphus madegassus (Karsch, 1890)
- Paragomphus magnus Fraser, 1952
- Paragomphus mariannae Legrand, 1992
- Paragomphus maynei (Schouteden, 1934)
- Paragomphus nigroviridis Cammaerts, 1969
- Paragomphus nyasicus Kimmins, 1955
- Paragomphus pardalinus Needham, 1942
- Paragomphus pumilio (Rambur, 1842)
- Paragomphus reinwardtii (Selys, 1854)
- Paragomphus serrulatus Baumann, 1898
- Paragomphus simplex (Lieftinck, 1934)
- Paragomphus sinaiticus (Morton, 1929)
- Paragomphus tachyerges (Lieftinck, 1934)
- Paragomphus tournieri Legrand, 1992
- Paragomphus viridior Pinhey, 1961
- Paragomphus wuzhishanensis Liu, 1988
- Paragomphus xanthus Pinhey, 1966
- Paragomphus zambeziensis Pinhey, 1961
- Paragomphus z-viridum Fraser, 1955
- Paramecocnemis erythrostigma Lieftinck, 1932
- Paramecocnemis stilla-cruoris Lieftinck, 1956
- Paraphlebia duodecima Calvert, 1901
- Paraphlebia hyalina Brauer, 1871
- Paraphlebia quinta Calvert, 1901
- Paraphlebia zoe Selys in Hagen, 1861
- Parazyxomma flavicans (Martin, 1908)
- Pentaphlebia gamblesi Parr, 1977
- Pentaphlebia stahli Förster, 1909
- Pentathemis membranulata Karsch, 1890
- Periaeschna biguttata Fraser, 1935
- Periaeschna flinti Asahina, 1978
- Periaeschna gerrhon (Wilson, 2005)
- Periaeschna laidlawi (Förster, 1908)
- Periaeschna lebasi Navás, 1930
- Periaeschna magdalena Martin, 1909
- Periaeschna mira Navás, 1936
- Periaeschna nocturnalis Fraser, 1927
- Periaeschna unifasciata Fraser, 1935
- Periaeschna zhangzhouensis Xu, 2007
- Pericnemis stictica Hagen in Selys, 1863
- Pericnemis triangularis Laidlaw, 1931
- Perigomphus angularis Tennessen, 2011
- Perigomphus pallidistylus (Belle, 1972)
- Perilestes attenuatus Selys, 1886
- Perilestes bispinus Kimmins, 1958
- Perilestes fragilis Hagen in Selys, 1862
- Perilestes gracillimus Kennedy, 1941
- Perilestes kahli Williamson & Williamson, 1924
- Perilestes minor Williamson & Williamson, 1924
- Perilestes solutus Williamson & Williamson, 1924
- Perissogomphus asahinai Zhu, Yang & Wu, 2007
- Perissogomphus stevensi Laidlaw, 1922
- Perissolestes aculeatus Kennedy, 1941
- Perissolestes castor (Kennedy, 1937)
- Perissolestes cornutus (Selys, 1886)
- Perissolestes flinti De Marmels, 1988
- Perissolestes guianensis (Williamson & Williamson, 1924)
- Perissolestes klugi Kennedy, 1941
- Perissolestes magdalenae (Williamson & Williamson, 1924)
- Perissolestes paprzyckii Kennedy, 1941
- Perissolestes remotus (Williamson & Williamson, 1924)
- Perissolestes remus Kennedy, 1941
- Perissolestes romulus Kennedy, 1941
- Peristicta aeneoviridis Calvert, 1909
- Peristicta forceps Hagen in Selys, 1860
- Peristicta gauchae Santos, 1968
- Peristicta jalmosi Pessacq & Costa, 2007
- Peristicta janiceae Pessacq & Costa, 2007
- Peristicta lizeria Navás, 1920
- Peristicta muzoni Pessacq & Costa, 2007
- Perithemis bella Kirby, 1889
- Perithemis capixaba Costa, De Souza & Muzón, 2006
- Perithemis cornelia Ris, 1910
- Perithemis domitia (Drury, 1773)
- Perithemis electra Ris, 1930
- Perithemis icteroptera (Selys in Sagra, 1857)
- Perithemis intensa Kirby, 1889
- Perithemis lais (Perty, 1834)
- Perithemis mooma Kirby, 1889
- Perithemis parzefalli Hoffmann, 1991
- Perithemis rubita Dunkle, 1982
- Perithemis tenera (Say, 1840)
- Perithemis thais Kirby, 1889
- Peruviogomphus bellei Machado, 2005
- Peruviogomphus moyobambus Klots, 1944
- Peruviogomphus pearsoni Belle, 1979
- Petaliaeschna corneliae Asahina, 1982
- Petaliaeschna flavipes Karube, 1999
- Petaliaeschna fletcheri Fraser, 1927
- Petaliaeschna lieftincki Asahina, 1982
- Petaliaeschna pinratanai Yeh, 1999
- Petaliaeschna tomokunii Karube, 2000
- Petalura gigantea Leach, 1815
- Petalura hesperia Watson, 1958
- Petalura ingentissima Tillyard, 1908
- Petalura litorea Theischinger, 1999
- Petalura pulcherrima Tillyard, 1913
- Phaenandrogomphus asthenes Lieftinck, 1964
- Phaenandrogomphus aureus (Laidlaw, 1922)
- Phaenandrogomphus dingavani (Fraser, 1924)
- Phaenandrogomphus tonkinicus (Fraser, 1926)
- Phaenandrogomphus yunnanensis Zhou, 1999
- Phaon camerunensis Sjöstedt, 1900
- Phaon iridipennis (Burmeister, 1839)
- Phasmoneura exigua (Selys, 1886)
- Phasmoneura janirae Lencioni, 1999
- Phenes raptor Rambur, 1842
- Philoganga loringae Fraser, 1927
- Philoganga montana (Hagen in Selys, 1859)
- Philoganga robusta Navás, 1936
- Philoganga vetusta Ris, 1912
- Philogenia augusti Calvert, 1924
- Philogenia berenice Higgins, 1901
- Philogenia boliviana Bick & Bick, 1988
- Philogenia buenavista Bick & Bick, 1988
- Philogenia carrillica Calvert, 1907
- Philogenia cassandra Hagen in Selys, 1862
- Philogenia championi Calvert, 1901
- Philogenia compressa Dunkle, 1990
- Philogenia cristalina Calvert, 1924
- Philogenia ebona Dunkle, 1986
- Philogenia elisabeta Calvert, 1924
- Philogenia expansa Calvert, 1924
- Philogenia ferox Rácenis, 1959
- Philogenia helena Hagen, 1869
- Philogenia iquita Dunkle, 1990
- Philogenia lankesteri Calvert, 1924
- Philogenia leonora Westfall & Cumming, 1956
- Philogenia macuma Dunkle, 1986
- Philogenia mangosisa Bick & Bick, 1988
- Philogenia margarita Selys, 1862
- Philogenia marinasilva Machado, 2010
- Philogenia minteri Dunkle, 1986
- Philogenia monotis (Kennedy, 1941)
- Philogenia peacocki Brooks, 1989
- Philogenia peruviana Bick & Bick, 1988
- Philogenia polyxena Calvert, 1924
- Philogenia raphaella Selys, 1886
- Philogenia redunca Cook, 1989
- Philogenia schmidti Ris, 1918
- Philogenia silvarum Ris, 1918
- Philogenia strigilis Donnelly, 1989
- Philogenia sucra Dunkle, 1986
- Philogenia terraba Calvert, 1907
- Philogenia tinalandia Bick & Bick, 1988
- Philogenia umbrosa Ris, 1918
- Philogenia zeteki Westfall & Cumming, 1956
- Philosina alba Wilson, 1999
- Philosina buchi Ris, 1917
- Phoenicagrion flammeum (Selys, 1876)
- Phoenicagrion flavescens Machado, 2010
- Phoenicagrion ibseni Machado, 2010
- Phoenicagrion karaja Machado, 2010
- Phoenicagrion megalobos Machado, 2010
- Phoenicagrion paulsoni von Ellenrieder, 2008
- Phyllocycla anduzei (Needham, 1943)
- Phyllocycla argentina (Hagen in Selys, 1878)
- Phyllocycla armata Belle, 1977
- Phyllocycla baria Belle, 1987
- Phyllocycla bartica Calvert, 1948
- Phyllocycla basidenta Dunkle, 1987
- Phyllocycla brasilia Belle, 1975
- Phyllocycla breviphylla Belle, 1975
- Phyllocycla diphylla (Selys, 1854)
- Phyllocycla elongata (Selys in Selys & Hagen, 1858)
- Phyllocycla foliata Belle, 1988
- Phyllocycla gladiata (Hagen in Selys, 1854)
- Phyllocycla hamata Belle, 1990
- Phyllocycla hespera (Calvert, 1909)
- Phyllocycla malkini Belle, 1970
- Phyllocycla medusa Belle, 1988
- Phyllocycla modesta Belle, 1970
- Phyllocycla murrea Belle, 1988
- Phyllocycla neotropica Belle, 1970
- Phyllocycla ophis (Selys, 1869)
- Phyllocycla pallida Belle, 1970
- Phyllocycla pegasus (Selys, 1869)
- Phyllocycla propinqua Belle, 1972
- Phyllocycla signata (Hagen in Selys, 1854)
- Phyllocycla sordida (Selys, 1854)
- Phyllocycla speculatrix Belle, 1975
- Phyllocycla titschacki (Schmidt, 1942)
- Phyllocycla uniforma Dunkle, 1987
- Phyllocycla vesta Belle, 1972
- Phyllocycla viridipleuris (Calvert, 1909)
- Phyllocycla volsella (Calvert, 1905)
- Phyllogomphoides aculeus Belle, 1982
- Phyllogomphoides albrighti (Needham, 1950)
- Phyllogomphoides andromeda (Selys, 1869)
- Phyllogomphoides angularis Belle, 1982
- Phyllogomphoides annectens (Selys, 1869)
- Phyllogomphoides apiculatus Cook & González, 1990
- Phyllogomphoides appendiculatus (Kirby, 1899)
- Phyllogomphoides atlanticus (Belle, 1970)
- Phyllogomphoides audax (Hagen in Selys, 1854)
- Phyllogomphoides bifasciatus (Hagen in Selys, 1878)
- Phyllogomphoides brunneus Belle, 1981
- Phyllogomphoides burgosi Brooks, 1989
- Phyllogomphoides calverti (Kirby, 1897)
- Phyllogomphoides camposi (Calvert, 1909)
- Phyllogomphoides cassiopeia (Belle, 1975)
- Phyllogomphoides cepheus Belle, 1980
- Phyllogomphoides cornutifrons (Needham, 1944)
- Phyllogomphoides cristatus (Needham, 1944)
- Phyllogomphoides danieli González & Novelo, 1990
- Phyllogomphoides duodentatus Donnelly, 1979
- Phyllogomphoides fuliginosus (Hagen in Selys, 1854)
- Phyllogomphoides imperator Belle, 1976
- Phyllogomphoides indicatrix Belle, 1989
- Phyllogomphoides insignatus Donnelly, 1979
- Phyllogomphoides joaquini Rodrigues, 1992
- Phyllogomphoides lieftincki (Belle, 1970)
- Phyllogomphoides litoralis Belle, 1984
- Phyllogomphoides luisi González & Novelo, 1988
- Phyllogomphoides major Belle, 1984
- Phyllogomphoides nayaritensis Belle, 1987
- Phyllogomphoides pacificus (Selys, 1873)
- Phyllogomphoides pedunculus Belle, 1984
- Phyllogomphoides praedatrix Belle, 1982
- Phyllogomphoides pseudangularis Belle, 1994
- Phyllogomphoides pseudoundulatus Belle, 1984
- Phyllogomphoides pugnifer Donnelly, 1979
- Phyllogomphoides regularis (Selys, 1873)
- Phyllogomphoides selysi (Navás, 1924)
- Phyllogomphoides semicircularis (Selys, 1854)
- Phyllogomphoides singularis Belle, 1979
- Phyllogomphoides spiniventris Belle, 1994
- Phyllogomphoides stigmatus (Say, 1840)
- Phyllogomphoides suasillus Donnelly, 1979
- Phyllogomphoides suasus (Selys, 1859)
- Phyllogomphoides suspectus Belle, 1994
- Phyllogomphoides undulatus (Needham, 1944)
- Phyllogomphus aethiops Selys, 1854
- Phyllogomphus annulus Klots, 1944
- Phyllogomphus bartolozzii Marconi, Terzani & Carletti, 2001
- Phyllogomphus coloratus Kimmins, 1931
- Phyllogomphus moundi Fraser, 1960
- Phyllogomphus occidentalis Fraser, 1957
- Phyllogomphus pseudoccidentalis Lindley, 1972
- Phyllogomphus schoutedeni Fraser, 1957
- Phyllogomphus selysi Schouteden, 1933
- Phyllomacromia aeneothorax (Nunney, 1895)
- Phyllomacromia aequatorialis Martin, 1906
- Phyllomacromia africana (Hagen in Selys, 1871)
- Phyllomacromia amicorum (Gambles, 1979)
- Phyllomacromia aureozona (Pinhey, 1966)
- Phyllomacromia bicristulata (Legrand, 1975)
- Phyllomacromia bispina (Fraser, 1954)
- Phyllomacromia caneri (Gauthier, 1987)
- Phyllomacromia congolica (Fraser, 1955)
- Phyllomacromia contumax Selys, 1879
- Phyllomacromia flavimitella (Pinhey, 1966)
- Phyllomacromia funicularioides (Legrand, 1983)
- Phyllomacromia gamblesi (Lindley, 1980)
- Phyllomacromia girardi (Legrand, 1991)
- Phyllomacromia hervei (Legrand, 1980)
- Phyllomacromia insignis (Kirby, 1889)
- Phyllomacromia kimminsi (Fraser, 1954)
- Phyllomacromia lamottei (Legrand, 1993)
- Phyllomacromia legrandi (Gauthier, 1987)
- Phyllomacromia maesi (Schouteden, 1917)
- Phyllomacromia melania (Selys, 1871)
- Phyllomacromia monoceros (Förster, 1906)
- Phyllomacromia nigeriensis (Gambles, 1971)
- Phyllomacromia occidentalis (Fraser, 1954)
- Phyllomacromia overlaeti (Schouteden, 1934)
- Phyllomacromia pallidinervis (Förster, 1906)
- Phyllomacromia paula (Karsch, 1892)
- Phyllomacromia picta (Hagen in Selys, 1871)
- Phyllomacromia pseudafricana (Pinhey, 1961)
- Phyllomacromia schoutedeni (Fraser, 1954)
- Phyllomacromia seydeli (Fraser, 1954)
- Phyllomacromia sophia (Selys, 1871)
- Phyllomacromia sylvatica (Fraser, 1954)
- Phyllomacromia trifasciata (Rambur, 1842)
- Phyllomacromia unifasciata (Fraser, 1954)
- Phyllomacromia villiersi (Legrand, 1992)
- Phylloneura westermanni (Hagen in Selys, 1860)
- Phyllopetalia altarensis (Carle, 1996)
- Phyllopetalia apicalis Selys, 1858
- Phyllopetalia apollo Selys, 1878
- Phyllopetalia excrescens (Carle, 1996)
- Phyllopetalia pudu Dunkle, 1985
- Phyllopetalia stictica Hagen in Selys, 1858
- Phyllothemis eltoni Fraser, 1935
- Phyllothemis raymondi Lieftinck, 1950
- Phylolestes ethelae Christiansen, 1947
- Pinheyagrion angolicum (Pinhey, 1966)
- Plagulibasis ciliata (Ris, 1913)
- Planaeschna bachmanensis Karube, 2004
- Planaeschna celia Wilson & Reels, 2001
- Planaeschna chiengmaiensis Asahina, 1981
- Planaeschna cucphuongensis Karube, 1999
- Planaeschna gressitti Karube, 2002
- Planaeschna haui Wilson & Xu, 2008
- Planaeschna intersedens (Martin, 1909)
- Planaeschna ishigakiana Asahina, 1951
- Planaeschna laoshanensis Zhang, Yeh & Tong, 2010
- Planaeschna liui Xu, Chen & Qiu, 2009
- Planaeschna maolanensis Zhou & Bao, 2002
- Planaeschna milnei (Selys, 1883)
- Planaeschna naica Ishida, 1994
- Planaeschna nankunshanensis Zhang, Yeh & Tong, 2010
- Planaeschna nanlingensis Wilson & Xu, 2008
- Planaeschna risi Asahina, 1964
- Planaeschna shanxiensis Zhou & Bao, 2002
- Planaeschna skiaperipola Wilson & Xu, 2008
- Planaeschna suichangensis Zhou & Wei, 1980
- Planaeschna taiwana Asahina, 1951
- Planaeschna tamdaoensis Asahina, 1996
- Planaeschna tomokunii Asahina, 1996
- Planaeschna viridis Karube, 2004
- Planiplax arachne Ris, 1912
- Planiplax erythropyga (Karsch, 1891)
- Planiplax machadoi Santos, 1949
- Planiplax phoenicura Ris, 1912
- Planiplax sanguiniventris (Calvert, 1907)
- Plathemis lydia (Drury, 1773)
- Plathemis subornata Hagen, 1861
- Plattycantha acuta Lieftinck, 1937
- Plattycantha cornuta (Förster, 1900)
- Plattycantha venatrix Lieftinck, 1937
- Platycnemis acutipennis Selys, 1841
- Platycnemis alatipes (McLachlan, 1872)
- Platycnemis argioides Ris, 1915
- Platycnemis aurantipes Lieftinck, 1965
- Platycnemis congolensis Martin, 1912
- Platycnemis dealbata Selys in Selys & Hagen, 1850
- Platycnemis echigoana Asahina, 1955
- Platycnemis foliacea Selys, 1886
- Platycnemis foliosa Navás, 1932
- Platycnemis guttifera Fraser, 1950
- Platycnemis hova Martin, 1908
- Platycnemis kervillei (Martin, 1909)
- Platycnemis latipes Rambur, 1842
- Platycnemis longiventris Schmidt, 1951
- Platycnemis malgassica Schmidt, 1951
- Platycnemis melanus Aguesse, 1968
- Platycnemis nyansana Förster, 1916
- Platycnemis pembipes Dijkstra, Clausnitzer & Martens, 2007
- Platycnemis pennipes (Pallas, 1771)
- Platycnemis phasmovolans Hämäläinen, 2003
- Platycnemis phyllopoda Djakonov, 1926
- Platycnemis pierrati (Navás, 1935)
- Platycnemis protostictoides Fraser, 1953
- Platycnemis pseudalatipes Schmidt, 1951
- Platycnemis rufipes (Selys, 1886)
- Platycnemis sanguinipes Schmidt, 1951
- Platycnemis sikassoensis (Martin, 1912)
- Platycnemis subdilatata Selys, 1849
- Platycypha amboniensis (Martin, 1915)
- Platycypha auripes (Förster, 1906)
- Platycypha caligata (Selys, 1853)
- Platycypha eliseva Dijkstra, 2008
- Platycypha fitzsimonsi Pinhey, 1950
- Platycypha inyangae Pinhey, 1958
- Platycypha lacustris (Förster, 1914)
- Platycypha picta (Pinhey, 1962)
- Platycypha pinheyi Fraser, 1950
- Platycypha rufitibia (Pinhey, 1961)
- Platygomphus dolabratus Selys, 1854
- Platygomphus feae Selys, 1891
- Platylestes heterostylus Lieftinck, 1932
- Platylestes orientalis Baijal & Agarwal, 1956
- Platylestes pertinax Lieftinck, 1932
- Platylestes platystylus (Rambur, 1842)
- Platysticta apicalis Kirby, 1893
- Platysticta maculata Hagen in Selys, 1860
- Podolestes atomarius Lieftinck, 1950
- Podolestes buwaldai Lieftinck, 1940
- Podolestes chrysopus Selys, 1886
- Podolestes coomansi Lieftinck, 1940
- Podolestes furcifer Lieftinck, 1950
- Podolestes harrissoni Lieftinck, 1953
- Podolestes orientalis Selys, 1862
- Podolestes pandanus Wilson & Reels, 2001
- Podopteryx casuarina Lieftinck, 1949
- Podopteryx selysi (Förster, 1899)
- Polycanthagyna chaoi Yang & Li, 1994
- Polycanthagyna erythromelas (McLachlan, 1896)
- Polycanthagyna melanictera (Selys, 1883)
- Polycanthagyna ornithocephala (McLachlan, 1896)
- Polythore aurora (Selys, 1879)
- Polythore batesi (Selys, 1879)
- Polythore beata (McLachlan, 1869)
- Polythore boliviana (McLachlan, 1878)
- Polythore concinna (McLachlan, 1881)
- Polythore derivata (McLachlan, 1881)
- Polythore gigantea (Selys, 1853)
- Polythore lamerceda Bick & Bick, 1985
- Polythore manua Bick & Bick, 1990
- Polythore mutata (McLachlan, 1881)
- Polythore neopicta Bick & Bick, 1990
- Polythore ornata (Selys, 1879)
- Polythore picta (Rambur, 1842)
- Polythore procera (Selys, 1869)
- Polythore spaeteri Burmeister & Börzsöny, 2003
- Polythore terminata Fraser, 1946
- Polythore victoria (McLachlan, 1869)
- Polythore vittata (Selys, 1869)
- Polythore williamsoni (Förster, 1903)
- Pornothemis serrata Krüger, 1902
- Pornothemis starrei Lieftinck, 1948
- Porpacithemis dubia Fraser, 1954
- Porpacithemis leakeyi (Pinhey, 1955)
- Porpacithemis trithemoides Fraser, 1958
- Porpax asperipes Karsch, 1896
- Porpax bipunctus Pinhey, 1966
- Porpax garambensis Pinhey, 1966
- Porpax risi Pinhey, 1958
- Porpax sentipes Dijkstra, 2006
- Potamarcha congener (Rambur, 1842)
- Potamarcha puella Needham, 1930
- Praeviogomphus proprius Belle, 1995
- Priscagrion kiautai Zhou & Wilson, 2001
- Priscagrion pinheyi Zhou & Wilson, 2001
- Procordulia affinis (Selys, 1871)
- Procordulia artemis Lieftinck, 1930
- Procordulia astridae Lieftinck, 1935
- Procordulia fusiformis Lieftinck, 1977
- Procordulia grayi (Selys, 1871)
- Procordulia irregularis Martin, 1907
- Procordulia jacksoniensis (Rambur, 1842)
- Procordulia karnyi Fraser, 1926
- Procordulia leopoldi Fraser, 1932
- Procordulia lompobatang van Tol, 1997
- Procordulia moroensis Lieftinck, 1977
- Procordulia papandayanensis van Tol, 1997
- Procordulia rantemario van Tol, 1997
- Procordulia sambawana (Förster, 1899)
- Procordulia smithii (White, 1846)
- Procordulia sylvia Lieftinck, 1935
- Prodasineura abbreviata Lieftinck, 1951
- Prodasineura auricolor (Fraser, 1927)
- Prodasineura autumnalis (Fraser, 1922)
- Prodasineura coerulescens (Fraser, 1932)
- Prodasineura collaris (Selys, 1860)
- Prodasineura croconota Ris, 1916
- Prodasineura delicatula (Lieftinck, 1930)
- Prodasineura doisuthepensis Hoess, 2007
- Prodasineura dorsalis (Selys, 1860)
- Prodasineura flammula Lieftinck, 1948
- Prodasineura flavifacies Pinhey, 1981
- Prodasineura fujianensis Xu, 2006
- Prodasineura gracillima (Selys, 1886)
- Prodasineura haematosoma Lieftinck, 1937
- Prodasineura hanzhongensis Yang & Li, 1995
- Prodasineura hosei (Laidlaw, 1913)
- Prodasineura hyperythra (Selys, 1886)
- Prodasineura incerta Pinhey, 1962
- Prodasineura integra (Selys, 1882)
- Prodasineura interrupta (Selys, 1860)
- Prodasineura laidlawii (Förster in Laidlaw, 1907)
- Prodasineura lansbergei (Selys, 1886)
- Prodasineura longjingensis (Zhou, 1981)
- Prodasineura nigra (Fraser, 1922)
- Prodasineura notostigma (Selys, 1860)
- Prodasineura obsoleta (Selys, 1882)
- Prodasineura odoneli (Fraser, 1924)
- Prodasineura odzalae Aguesse, 1966)
- Prodasineura palawana Lieftinck, 1948
- Prodasineura peramoena (Laidlaw, 1913)
- Prodasineura perisi Compte Sart, 1964
- Prodasineura quadristigma Lieftinck, 1951
- Prodasineura sita (Kirby, 1893)
- Prodasineura tenebricosa Lieftinck, 1937
- Prodasineura theebawi (Fraser, 1922)
- Prodasineura verticalis (Selys, 1860)
- Prodasineura villiersi Fraser, 1948
- Prodasineura vittata (Selys, 1886)
- Progomphus abbreviatus Belle, 1973
- Progomphus aberrans Belle, 1973
- Progomphus adaptatus Belle, 1973
- Progomphus alachuensis Byers, 1939
- Progomphus amarillus Tennessen, 1992
- Progomphus amazonicus Belle, 1973
- Progomphus angeloi Belle, 1994
- Progomphus anomalus Belle, 1973
- Progomphus approximatus Belle, 1966
- Progomphus auropictus Ris, 1911
- Progomphus australis Belle, 1973
- Progomphus basalis Belle, 1994
- Progomphus basistictus Ris, 1911
- Progomphus bellei Knopf & Tennessen, 1980
- Progomphus belyshevi Belle, 1991
- Progomphus bidentatus Belle, 1994
- Progomphus boliviensis Belle, 1973
- Progomphus borealis McLachlan in Selys, 1873
- Progomphus brachycnemis Needham, 1944
- Progomphus clendoni  Calvert, 1905
- Progomphus complicatus Selys, 1854
- Progomphus conjectus Belle, 1966
- Progomphus costalis Hagen in Selys, 1854
- Progomphus delicatus Belle, 1973
- Progomphus dorsopallidus Byers, 1934
- Progomphus elegans Belle, 1973
- Progomphus fassli Belle, 1973
- Progomphus flinti Belle, 1975
- Progomphus formalis Belle, 1973
- Progomphus geijskesi  Needham, 1944
- Progomphus gracilis Hagen in Selys, 1854
- Progomphus guyanensis Belle, 1966
- Progomphus herrerae Needham & Etcheverry, 1956
- Progomphus incurvatus Belle, 1973
- Progomphus integer Hagen in Selys, 1878
- Progomphus intricatus Hagen in Selys, 1858
- Progomphus joergenseni Ris, 1908
- Progomphus kimminsi Belle, 1973
- Progomphus lambertoi Novelo-Gutiérrez, 2007
- Progomphus lepidus Ris, 1911
- Progomphus longistigma Ris, 1918
- Progomphus maculatus Belle, 1984
- Progomphus marcelae Novelo-Gutiérrez, 2007
- Progomphus mexicanus Belle, 1973
- Progomphus microcephalus Belle, 1994
- Progomphus montanus Belle, 1973
- Progomphus nervis Belle, 1973
- Progomphus nigellus Belle, 1990
- Progomphus obscurus (Rambur, 1842)
- Progomphus occidentalis Belle, 1983
- Progomphus perithemoides Belle, 1980
- Progomphus perpusillus Ris, 1918
- Progomphus phyllochromus Ris, 1918
- Progomphus pijpersi Belle, 1966
- Progomphus polygonus Selys, 1879
- Progomphus pygmaeus Selys, 1873
- Progomphus racenisi De Marmels, 1983
- Progomphus recticarinatus Calvert, 1909
- Progomphus recurvatus Ris, 1911
- Progomphus risi Williamson, 1920
- Progomphus serenus Hagen in Selys, 1878
- Progomphus superbus Belle, 1973
- Progomphus tantillus Belle, 1973
- Progomphus tennesseni Daigle, 1996
- Progomphus tibialis Belle, 1973
- Progomphus victor St. Quentin, 1973
- Progomphus virginiae Belle, 1973
- Progomphus zephyrus Needham, 1941
- Progomphus zonatus Hagen in Selys, 1854
- Proischnura polychromaticum (Barnard, 1937)
- Proischnura rotundipenne (Ris, 1921)
- Proischnura subfurcatum (Selys, 1876)
- Proneura prolongata Selys, 1889
- Protallagma titicacae (Calvert, 1909)
- Protolestes fickei Förster, 1899
- Protolestes furcatus Aguesse, 1967
- Protolestes kerckhoffae Schmidt in Fraser, 1949
- Protolestes leonorae Schmidt, 1951
- Protolestes milloti Fraser, 1949
- Protolestes proselytus Lieftinck, 1965
- Protolestes rufescens Aguesse, 1967
- Protolestes simonei Aguesse, 1967
- Protoneura ailsa Donnelly, 1961
- Protoneura amatoria Calvert, 1907
- Protoneura aurantiaca Selys, 1886
- Protoneura calverti Williamson, 1915
- Protoneura capillaris (Rambur, 1842)
- Protoneura cara Calvert, 1903
- Protoneura corculum Calvert, 1907
- Protoneura cupida Calvert, 1903
- Protoneura dunklei Daigle, 1990
- Protoneura klugi Cowley, 1941
- Protoneura macintyrei Kennedy, 1939
- Protoneura paucinervis Selys, 1886
- Protoneura peramans Calvert, 1902
- Protoneura rojiza González, 1992
- Protoneura romanae Meurgey, 2006
- Protoneura sanguinipes Westfall, 1987
- Protoneura scintilla Gloyd, 1939
- Protoneura sulfurata Donnelly, 1989
- Protoneura tenuis Selys, 1860
- Protoneura viridis Westfall, 1964
- Protoneura woytkowskii Gloyd, 1939
- Protorthemis celebensis Kirby, 1889
- Protorthemis coronata (Kaup in Brauer, 1866)
- Protorthemis intermedia Fraser, 1936
- Protorthemis woodfordi (Kirby, 1889)
- Protosticta antelopoides Fraser, 1931
- Protosticta beaumonti Wilson, 1997
- Protosticta bivittata Lieftinck, 1939
- Protosticta caroli van Tol, 2008
- Protosticta coomansi van Tol, 2000
- Protosticta curiosa Fraser, 1934
- Protosticta damacornu Terzani & Carletti, 1998
- Protosticta davenporti Fraser, 1931
- Protosticta foersteri Laidlaw, 1902
- Protosticta fraseri Kennedy , 1936
- Protosticta geijskesi van Tol, 2000
- Protosticta gracilis Kirby, 1889
- Protosticta grandis Asahina, 1985
- Protosticta gravelyi Laidlaw, 1915
- Protosticta hearseyi Fraser, 1922
- Protosticta himalaica Laidlaw, 1917
- Protosticta khaosoidaoensis  Asahina, 1984
- Protosticta kiautai Zhou, 1986
- Protosticta kinabaluensis Laidlaw, 1915
- Protosticta lepteca van Tol, 2005
- Protosticta linduensis van Tol, 2000
- Protosticta linnaei van Tol, 2008
- Protosticta marenae van Tol, 2000
- Protosticta maurenbrecheri van Tol, 2000
- Protosticta medusa Fraser, 1934
- Protosticta monticola Emiliyamma & Palot, 2016
- Protosticta ngoai Phan & Kompier, 2016
- Protosticta nigra Kompier, 2017
- Protosticta pariwonoi van Tol, 2000
- Protosticta plicata van Tol, 2005
- Protosticta ponmudiensis Kiran, Kalesh & Kunte, 2015
- Protosticta proboscis Kompier, 2016
- Protosticta pseudocuriosa Phan & Kompier, 2016
- Protosticta reslae van Tol, 2000
- Protosticta robusta Fraser, 1933
- Protosticta rozendalorum van Tol, 2000
- Protosticta rufostigma Kimmins, 1958
- Protosticta sanguinostigma Fraser, 1922
- Protosticta satoi Asahina, 1997
- Protosticta simplicinervis Selys, 1885
- Protosticta socculus Phan & Kompier, 2016
- Protosticta spinosa Phan & Kompier, 2016
- Protosticta taipokauensis Asahina & Dudgeon, 1987
- Protosticta trilobata Fraser, 1933
- Protosticta uncata Fraser, 1931
- Protosticta vanderstarrei van Tol, 2000
- Protosticta versicolor Laidlaw, 1913
- Psaironeura bifurcata (Sjöstedt, 1918)
- Psaironeura remissa (Calvert, 1903)
- Psaironeura selvatica Esquivel, 1993
- Psaironeura tenuissima (Selys, 1886)
- Pseudagrion acaciae Förster, 1906
- Pseudagrion aguessei Pinhey, 1964
- Pseudagrion alcicorne Förster, 1906
- Pseudagrion ambatoroae Aguesse, 1968
- Pseudagrion ampolomitae Aguesse, 1968
- Pseudagrion andamanicum Fraser, 1924
- Pseudagrion angolense Selys, 1876
- Pseudagrion apicale Schmidt, 1951
- Pseudagrion approximatum Schmidt, 1951
- Pseudagrion arabicum Waterston, 1980
- Pseudagrion assegaii Pinhey, 1950
- Pseudagrion aureofrons Tillyard, 1906
- Pseudagrion azureum Needham & Gyger, 1939
- Pseudagrion basicornu Schmidt, 1936
- Pseudagrion bernardi Terzani & Carletti, 2001
- Pseudagrion bicoerulans Martin, 1906
- Pseudagrion bidentatum Morton, 1907
- Pseudagrion buenafei Müller, 1996
- Pseudagrion caffrum (Burmeister, 1839)
- Pseudagrion calosomum Lieftinck, 1936
- Pseudagrion camerunense (Karsch, 1899)
- Pseudagrion celebense Lieftinck, 1937
- Pseudagrion cheliferum Fraser, 1949
- Pseudagrion chloroceps Fraser, 1953
- Pseudagrion cingillum (Brauer, 1869)
- Pseudagrion citricola Barnard, 1937
- Pseudagrion civicum Lieftinck, 1932
- Pseudagrion coarctatum Lieftinck, 1932
- Pseudagrion coelestis Longfield, 1947
- Pseudagrion coeruleipunctum Pinhey, 1964
- Pseudagrion commoniae Förster, 1902
- Pseudagrion coomansi Lieftinck, 1937
- Pseudagrion coriaceum Selys, 1876
- Pseudagrion crocops Selys, 1876
- Pseudagrion cyathiforme Pinhey, 1973
- Pseudagrion deconcertans Aguesse, 1968
- Pseudagrion decorum (Rambur, 1842)
- Pseudagrion deningi  Pinhey, 1961
- Pseudagrion dispar Schmidt, 1951
- Pseudagrion divaricatum Schmidt, 1951
- Pseudagrion draconis Barnard, 1937
- Pseudagrion dundoense Longfield, 1959
- Pseudagrion emarginatum Karsch, 1893
- Pseudagrion epiphonematicum Karsch, 1891
- Pseudagrion estesi  Pinhey, 1971
- Pseudagrion evanidum Needham & Gyger, 1939
- Pseudagrion farinicolle Lieftinck, 1932
- Pseudagrion fisheri Pinhey, 1961
- Pseudagrion flavipes Sjöstedt, 1900
- Pseudagrion fumipennis Polhemus, Michalski & Richards, 2008
- Pseudagrion furcigerum (Rambur, 1842)
- Pseudagrion gamblesi Pinhey, 1978
- Pseudagrion giganteum Schmidt, 1951
- Pseudagrion gigas Schmidt in Ris, 1936
- Pseudagrion glaucescens Selys, 1876
- Pseudagrion glaucoideum Schmidt, 1936
- Pseudagrion greeni Pinhey, 1961
- Pseudagrion grilloti Legrand, 1987
- Pseudagrion guichardi Kimmins, 1958
- Pseudagrion hageni Karsch, 1893
- Pseudagrion hamoni Fraser, 1955
- Pseudagrion hamulus Schmidt, 1951
- Pseudagrion helenae Balinsky, 1964
- Pseudagrion hypermelas Selys, 1876
- Pseudagrion igniceps Fraser, 1953
- Pseudagrion ignifer Tillyard, 1906
- Pseudagrion incisurum Lieftinck, 1949
- Pseudagrion inconspicuum Ris, 1931
- Pseudagrion indicum Fraser, 1924
- Pseudagrion ingrid Theischinger, 2000
- Pseudagrion inopinatum Balinsky, 1971
- Pseudagrion jedda Theischinger & Watson, 1991
- Pseudagrion kaffinum Consiglio, 1978
- Pseudagrion kersteni (Gerstäcker, 1869)
- Pseudagrion kibalense Longfield, 1959
- Pseudagrion laidlawi Fraser, 1922
- Pseudagrion lalakense Orr & van Tol, 2001
- Pseudagrion lindicum Grünberg, 1902
- Pseudagrion lucidum Schmidt, 1951
- Pseudagrion lucifer Theischinger, 1997
- Pseudagrion macrolucidum Aguesse, 1968
- Pseudagrion makabusiense Pinhey, 1950
- Pseudagrion malabaricum Fraser, 1924
- Pseudagrion malagasoides Pinhey, 1973
- Pseudagrion malgassicum Schmidt, 1951
- Pseudagrion mascagnii Terzani & Marconi, 2004
- Pseudagrion massaicum Sjöstedt, 1909
- Pseudagrion melanicterum Selys, 1876
- Pseudagrion mellisi Schmidt, 1951
- Pseudagrion merina Schmidt, 1951
- Pseudagrion microcephalum (Rambur, 1842)
- Pseudagrion mohelii Aguesse, 1968
- Pseudagrion newtoni Pinhey, 1962
- Pseudagrion nigripes Schmidt, 1951
- Pseudagrion nigrofasciatum Lieftinck, 1934
- Pseudagrion niloticum Dumont, 1978
- Pseudagrion nubicum Selys, 1876
- Pseudagrion olsufieffi Schmidt, 1951
- Pseudagrion pacificum Tillyard, 1924
- Pseudagrion palauense Lieftinck, 1962
- Pseudagrion pelecotomum Lieftinck, 1932
- Pseudagrion perfuscatum Lieftinck, 1937
- Pseudagrion pilidorsum (Brauer, 1868)
- Pseudagrion pontogenes Ris, 1915
- Pseudagrion pruinosum (Burmeister, 1839)
- Pseudagrion pterauratum Aguesse, 1968
- Pseudagrion punctum (Rambur, 1842)
- Pseudagrion renaudi Fraser, 1953
- Pseudagrion risi Schmidt in Ris, 1936
- Pseudagrion rubriceps Selys, 1876
- Pseudagrion rufocinctum Pinhey, 1956
- Pseudagrion rufostigma Longfield, 1947
- Pseudagrion salisburyense Ris, 1921
- Pseudagrion samoensis Fraser, 1925
- Pseudagrion schmidtianum Lieftinck, 1936
- Pseudagrion serrulatum Karsch, 1894
- Pseudagrion seyrigi Schmidt, 1951
- Pseudagrion silaceum Lieftinck, 1932
- Pseudagrion simile Schmidt, 1951
- Pseudagrion simonae Legrand, 1987
- Pseudagrion simplicilaminatum Carletti & Terzani, 1997
- Pseudagrion sjoestedti Förster, 1906
- Pseudagrion spencei Fraser, 1922
- Pseudagrion spernatum Selys, 1881
- Pseudagrion spinithoracicum Legrand, 1981
- Pseudagrion starreanum Lieftinck, 1949
- Pseudagrion stuckenbergi Pinhey, 1964
- Pseudagrion sublacteum (Karsch, 1893)
- Pseudagrion sudanicum Le Roi, 1915
- Pseudagrion superbum Fraser, 1956
- Pseudagrion symoensii Pinhey, 1967
- Pseudagrion syriacum Selys, 1887
- Pseudagrion thenartum Fraser, 1955
- Pseudagrion tinctipenne Fraser, 1951
- Pseudagrion torridum Selys, 1876
- Pseudagrion tricornis Pinhey, 1967
- Pseudagrion trigonale Schmidt, 1951
- Pseudagrion umsingaziense Balinsky, 1963
- Pseudagrion ungulatum Fraser, 1951
- Pseudagrion ustum Selys, 1876
- Pseudagrion vaalense Chutter, 1962
- Pseudagrion vakoanae Aguesse, 1968
- Pseudagrion vumbaense Balinsky, 1963
- Pseudagrion williamsoni Fraser, 1922
- Pseudagrionoptera diotima Ris, 1912
- Pseudocordulia circularis Tillyard, 1909
- Pseudocordulia elliptica Tillyard, 1913
- Pseudoleon superbus (Hagen, 1861)
- Pseudolestes mirabilis Kirby, 1900
- Pseudostigma aberrans Selys, 1860
- Pseudostigma accedens Selys, 1860
- Pseudothemis jorina Förster, 1904
- Pseudothemis zonata (Burmeister, 1839)
- Pseudotramea prateri Fraser, 1920
- Psolodesmus mandarinus McLachlan, 1870
- Pyrrhosoma elisabethae Schmidt, 1948
- Pyrrhosoma latiloba Yu, Yang & Bu, 2008
- Pyrrhosoma nymphula (Sulzer, 1776)
- Pyrrhosoma tinctipenne (McLachlan, 1894)
- Racenaeschna angustistrigis Calvert, 1958
- Raphismia bispina (Hagen, 1867)
- Raphismia inermis Ris, 1910
- Remartinia luteipennis (Burmeister, 1839)
- Remartinia restricta Carvalho, 1992
- Remartinia rufipennis (Kennedy, 1941)
- Remartinia secreta (Calvert, 1952)
- Rhadinosticta simplex (Martin, 1901)
- Rhinagrion borneense (Selys, 1886)
- Rhinagrion elopurae (McLachlan in Selys, 1886)
- Rhinagrion hainanense Wilson & Reels, 2001
- Rhinagrion macrocephalum (Selys, 1862)
- Rhinagrion mima (Karsch, 1891)
- Rhinagrion philippinum (Selys, 1882)
- Rhinagrion reinhardi Kalkman & Villanueva, 2011
- Rhinagrion schneideri Kalkman & Villanueva, 2011
- Rhinagrion tricolor (Krüger, 1898)
- Rhinagrion yokoii Sasamoto, 2003
- Rhinocypha albistigma Selys, 1873
- Rhinocypha angusta Hagen in Selys, 1853
- Rhinocypha anisoptera Selys, 1879
- Rhinocypha arguta Hämäläinen & Divasiri, 1997
- Rhinocypha aurea Hämäläinen & Karube, 2001
- Rhinocypha aurofulgens Laidlaw, 1931
- Rhinocypha aurulenta Förster, 1903
- Rhinocypha bifasciata Selys, 1879
- Rhinocypha biforata Selys, 1859
- Rhinocypha biseriata Selys, 1859
- Rhinocypha bisignata Hagen in Selys, 1853
- Rhinocypha cognata Kimmins, 1936
- Rhinocypha colorata Selys, 1869
- Rhinocypha cucullata Selys, 1873
- Rhinocypha dorsosanguinea Lieftinck, 1961
- Rhinocypha drusilla Needham, 1930
- Rhinocypha eximia McLachlan in Selys, 1873
- Rhinocypha fenestrata (Burmeister, 1839)
- Rhinocypha frontalis Selys, 1873
- Rhinocypha fulgipennis (Guérin-Méneville, 1831)
- Rhinocypha hageni Krüger, 1898
- Rhinocypha heterostigma Rambur, 1842
- Rhinocypha hilaryae Fraser, 1927
- Rhinocypha humeralis Selys, 1873
- Rhinocypha ignipennis Selys, 1879
- Rhinocypha immaculata Selys, 1871
- Rhinocypha iridea Selys, 1891
- Rhinocypha katharina Needham, 1930
- Rhinocypha latimaculata Lieftinck, 1974
- Rhinocypha liberata Lieftinck, 1949
- Rhinocypha mariae Lieftinck, 1930
- Rhinocypha monochroa Selys, 1873
- Rhinocypha moultoni Laidlaw, 1915
- Rhinocypha nubecula Lieftinck, 1948
- Rhinocypha ogasawarensis Matsumura & Oguma, 1913
- Rhinocypha pagenstecheri Förster, 1897
- Rhinocypha pallidifrons Ris, 1927
- Rhinocypha pelops Laidlaw, 1936
- Rhinocypha perforata (Percheron, 1835)
- Rhinocypha phantasma Lieftinck, 1935
- Rhinocypha sanguinolenta Lieftinck, 1961
- Rhinocypha seducta Hämäläinen & Karube, 2001
- Rhinocypha selysi Krüger, 1898
- Rhinocypha spinifer Laidlaw, 1931
- Rhinocypha stygia Förster, 1897
- Rhinocypha sumbana Förster, 1897
- Rhinocypha tincta Rambur, 1842
- Rhinocypha trifasciata Selys, 1853
- Rhinocypha trimaculata Selys, 1853
- Rhinocypha turconii  Selys, 1891
- Rhinocypha uenoi Asahina, 1964
- Rhinocypha unimaculata Selys, 1853
- Rhinocypha ustulata Kaup in Brauer, 1867
- Rhinocypha viola Orr, 2002
- Rhinocypha vitrinella Fraser, 1935
- Rhinocypha watsoni van Tol & Rozendaal, 1995
- Rhinocypha xanthe Ris, 1927
- Rhinoneura caerulea Kimmins, 1936
- Rhinoneura villosipes Laidlaw, 1915
- Rhionaeschna absoluta (Calvert, 1952)
- Rhionaeschna biliosa (Kennedy, 1938)
- Rhionaeschna bonariensis (Rambur, 1842)
- Rhionaeschna brasiliensis (von Ellenrieder & Martins Costa, 2002)
- Rhionaeschna brevicercia (Muzón & von Ellenrieder, 2001)
- Rhionaeschna brevifrons (Hagen, 1861)
- Rhionaeschna californica (Calvert, 1895)
- Rhionaeschna condor (De Marmels, 2001)
- Rhionaeschna confusa (Rambur, 1842)
- Rhionaeschna cornigera (Brauer, 1865)
- Rhionaeschna decessus (Calvert, 1953)
- Rhionaeschna demarmelsi von Ellenrieder, 2003
- Rhionaeschna diffinis (Rambur, 1842)
- Rhionaeschna draco (Rácenis, 1958)
- Rhionaeschna dugesi (Calvert, 1905)
- Rhionaeschna eduardoi (Machado, 1984)
- Rhionaeschna elsia (Calvert, 1952)
- Rhionaeschna fissifrons (Muzón & von Ellenrieder, 2001)
- Rhionaeschna galapagoensis (Currie, 1901)
- Rhionaeschna haarupi (Ris, 1908)
- Rhionaeschna intricata (Martin, 1908)
- Rhionaeschna itataia (Carvalho & Salgado, 2004)
- Rhionaeschna jalapensis (Williamson, 1908)
- Rhionaeschna joannisi (Martin, 1897)
- Rhionaeschna manni (Williamson & Williamson, 1930)
- Rhionaeschna marchali (Rambur, 1842)
- Rhionaeschna multicolor (Hagen, 1861)
- Rhionaeschna mutata (Hagen, 1861)
- Rhionaeschna nubigena (De Marmels, 1989)
- Rhionaeschna obscura (Muzón & von Ellenrieder, 2001)
- Rhionaeschna pallipes (Fraser, 1947)
- Rhionaeschna pauloi (Machado, 1994)
- Rhionaeschna peralta (Ris, 1918)
- Rhionaeschna planaltica (Calvert, 1952)
- Rhionaeschna psilus (Calvert, 1947)
- Rhionaeschna punctata (Martin, 1908)
- Rhionaeschna serrania (Carvalho & Salgado, 2004)
- Rhionaeschna tinti (von Ellenrieder, 2000)
- Rhionaeschna variegata (Fabricius, 1775)
- Rhionaeschna vazquezae (González, 1986)
- Rhionaeschna vigintipunctata (Ris, 1918)
- Rhipidolestes aculeatus Ris, 1912
- Rhipidolestes alleni Wilson, 2000
- Rhipidolestes amamiensis Ishida, 2005
- Rhipidolestes apicatus Navás, 1934
- Rhipidolestes asatoi Asahina, 1994
- Rhipidolestes bastiaani Zhu & Yang, 1998
- Rhipidolestes bidens Schmidt, 1931
- Rhipidolestes chaoi Wilson, 2004
- Rhipidolestes cyanoflavus Wilson, 2000
- Rhipidolestes fascia Zhou, 2003
- Rhipidolestes hiraoi Yamamoto, 1955
- Rhipidolestes janetae Wilson, 1997
- Rhipidolestes jucundus Lieftinck, 1948
- Rhipidolestes laui Wilson & Reels, 2003
- Rhipidolestes lii Zhou, 2003
- Rhipidolestes malaisei Lieftinck, 1948
- Rhipidolestes nectans (Needham, 1929)
- Rhipidolestes okinawanus Asahina, 1951
- Rhipidolestes owadai Asahina, 1997
- Rhipidolestes pallidistigma (Fraser, 1926)
- Rhipidolestes rubripes (Navás, 1936)
- Rhipidolestes shozoi Ishida, 2005
- Rhipidolestes truncatidens Schmidt, 1931
- Rhipidolestes yangbingi Davies, 1998
- Rhodischnura nursei (Morton, 1907)
- Rhodopygia cardinalis (Erichson, 1848)
- Rhodopygia geijskesi Belle, 1964
- Rhodopygia hinei Calvert, 1907
- Rhodopygia hollandi Calvert, 1907
- Rhodopygia pruinosa Buchholz, 1953
- Rhodothemis flavostigma Navás, 1932
- Rhodothemis lieftincki Fraser, 1954
- Rhodothemis mauritsi Lohmann, 1984
- Rhodothemis nigripes Lohmann, 1984
- Rhodothemis rufa (Rambur, 1842)
- Rhyacocnemis leonorae (Lieftinck, 1949)
- Rhyacocnemis prothoracica Lieftinck, 1987
- Rhyacocnemis sufficiens Lieftinck, 1956
- Rhyothemis amaryllis Selys, 1878
- Rhyothemis aterrima Selys, 1891
- Rhyothemis braganza Karsch, 1890
- Rhyothemis cognata (Rambur, 1842)
- Rhyothemis fulgens Kirby, 1889
- Rhyothemis fuliginosa Selys, 1883
- Rhyothemis graphiptera (Rambur, 1842)
- Rhyothemis hurleyi Tillyard, 1926
- Rhyothemis imperatrix Selys, 1887
- Rhyothemis mariposa Ris, 1913
- Rhyothemis notata (Fabricius, 1781)
- Rhyothemis obsolescens Kirby, 1889
- Rhyothemis phyllis (Sulzer, 1776)
- Rhyothemis plutonia Selys, 1883
- Rhyothemis princeps Kirby, 1894
- Rhyothemis pygmaea (Brauer, 1867)
- Rhyothemis regia (Brauer, 1867)
- Rhyothemis resplendens Selys, 1878
- Rhyothemis semihyalina (Desjardins, 1832)
- Rhyothemis severini Ris, 1913
- Rhyothemis splendens Fraser, 1955
- Rhyothemis triangularis Kirby, 1889
- Rhyothemis variegata (Linnaeus, 1763)
- Rhyothemis vidua Selys, 1878
- Rialla villosa (Rambur, 1842)
- Rimanella arcana (Needham, 1933)
- Risiocnemis antoniae Gassmann & Hämäläinen, 2002
- Risiocnemis appendiculata (Brauer, 1868)
- Risiocnemis arator Hämäläinen, 1991
- Risiocnemis asahinai Kitagawa, 1990
- Risiocnemis atripes (Needham & Gyger, 1941)
- Risiocnemis atropurpurea (Brauer, 1868)
- Risiocnemis calceata Hämäläinen, 1991
- Risiocnemis confusa Hämäläinen, 1991
- Risiocnemis corbeti Villanueva, 2009
- Risiocnemis elegans Kitagawa, 1990
- Risiocnemis erythrura (Brauer, 1868)
- Risiocnemis flammea (Selys, 1882)
- Risiocnemis fuligifrons Hämäläinen, 1991
- Risiocnemis gracilis Hämäläinen, 1991
- Risiocnemis haematopus (Selys, 1882)
- Risiocnemis hamalaineni Villanueva, 2009
- Risiocnemis ignea (Brauer, 1868)
- Risiocnemis incisa Kimmins, 1936
- Risiocnemis kaiseri Gassmann & Hämäläinen, 2002
- Risiocnemis kiautai Hämäläinen, 1991
- Risiocnemis laguna Hämäläinen, 1991
- Risiocnemis melanops Hämäläinen, 1991
- Risiocnemis moroensis Hämäläinen, 1991
- Risiocnemis nigra Gassmann & Hämäläinen, 2002
- Risiocnemis odobeni Hämäläinen, 1991
- Risiocnemis pistor Gassmann & Hämäläinen, 2002
- Risiocnemis plebeja Hämäläinen, 1991
- Risiocnemis polilloensis Hämäläinen, 1991
- Risiocnemis praeusta Hämäläinen, 1991
- Risiocnemis pulchra Hämäläinen, 1991
- Risiocnemis rolandmuelleri Hämäläinen, 1991
- Risiocnemis rubricercus Gassmann & Hämäläinen, 2002
- Risiocnemis rubripes (Needham & Gyger, 1939)
- Risiocnemis seidenschwarzi Hämäläinen, 2000
- Risiocnemis serrata (Hagen in Selys, 1863)
- Risiocnemis siniae Hämäläinen, 1991
- Risiocnemis tendipes (Needham & Gyger, 1941)
- Risiocnemis varians Hämäläinen, 1991
- Risiophlebia dohrni (Krüger, 1902)
- Risiophlebia risi (Campion, 1915)
- Roppaneura beckeri Santos, 1966
- Salomoncnemis gerdae Lieftinck, 1987
- Sapho bicolor Selys, 1853
- Sapho ciliata (Fabricius, 1781)
- Sapho fumosa Longfield, 1932
- Sapho gloriosa McLachlan in Selys, 1873
- Sapho orichalcea McLachlan, 1869
- Sapho puella (Sjöstedt, 1917)
- Sarasaeschna decorata (Lieftinck, 1968)
- Sarasaeschna khasiana (Lieftinck, 1968)
- Sarasaeschna kunigamiensis (Ishida, 1972)
- Sarasaeschna lieni (Yeh & Chen, 2000)
- Sarasaeschna martini (Laidlaw, 1921)
- Sarasaeschna minuta (Asahina, 1986)
- Sarasaeschna niisatoi (Karube, 1998)
- Sarasaeschna pramoti (Yeh, 2000)
- Sarasaeschna pryeri (Martin, 1909)
- Sarasaeschna pyanan (Asahina, 1951)
- Sarasaeschna sabre (Wilson & Reels, 2001)
- Sarasaeschna speciosa (Karube, 1998)
- Sarasaeschna tsaopiensis (Yeh & Chen, 2000)
- Sarasaeschna zhuae Xu, 2008
- Scalmogomphus bistrigatus (Hagen, 1854)
- Scalmogomphus falcatus Chao, 1990
- Scalmogomphus guizhouensis Zhou & Li, 2000
- Scalmogomphus wenshanensis Zhou, Zhou and Lu, 2005
- Scapanea frontalis (Burmeister, 1839)
- Schistolobos boliviensis (Daigle, 2007)
- Schmidtiphaea schmidi Asahina, 1978
- Sciotropis cyclanthorum Rácenis, 1959
- Sciotropis lattkei De Marmels, 1994
- Sclerocypha bisignata (McLachlan, 1870)
- Selysioneura aglaia Lieftinck, 1953
- Selysioneura arboricola Lieftinck, 1959
- Selysioneura bacillus Ris, 1915
- Selysioneura capreola Lieftinck, 1932
- Selysioneura cervicornu Förster, 1900
- Selysioneura cornelia Lieftinck, 1953
- Selysioneura drymobia Lieftinck, 1959
- Selysioneura phasma Lieftinck, 1932
- Selysioneura ranatra Lieftinck, 1949
- Selysioneura rangifera Lieftinck, 1959
- Selysioneura rhaphia Lieftinck, 1959
- Selysioneura stenomantis Lieftinck, 1932
- Selysioneura thalia Lieftinck, 1953
- Selysioneura umbratilis Lieftinck, 1932
- Selysioneura venilia Lieftinck, 1953
- Selysioneura virgula Lieftinck, 1959
- Selysiothemis nigra (Vander Linden, 1825)
- Seychellibasis alluaudi (Martin, 1896)
- Shaogomphus lieftincki Chao, 1984
- Shaogomphus postocularis (Selys, 1869)
- Shaogomphus schmidti (Asahina, 1956)
- Sieboldius albardae Selys, 1886
- Sieboldius alexanderi (Chao, 1955)
- Sieboldius deflexus (Chao, 1955)
- Sieboldius gigas (Martin, 1904)
- Sieboldius herculeus Needham, 1930
- Sieboldius japponicus Selys, 1854
- Sieboldius maai Chao, 1990
- Sieboldius nigricolor (Fraser, 1924)
- Sinhalestes orientalis (Hagen in Selys, 1862)
- Sinictinogomphus clavatus (Fabricius, 1775)
- Sinocnemis dumonti Wilson & Zhou, 2000
- Sinocnemis henanensis Wang, 2003
- Sinocnemis yangbingi Wilson & Zhou, 2000
- Sinogomphus asahinai Chao, 1984
- Sinogomphus flavolimbatus (Matsumura in Oguma, 1926)
- Sinogomphus formosanus Asahina, 1951
- Sinogomphus leptocercus Chao, 1983
- Sinogomphus orestes (Lieftinck, 1939)
- Sinogomphus peleus (Lieftinck, 1939)
- Sinogomphus pylades (Lieftinck, 1939)
- Sinogomphus scissus (McLachlan, 1896)
- Sinogomphus suensoni (Lieftinck, 1939)
- Sinogomphus telamon (Lieftinck, 1939)
- Sinolestes edita Needham, 1930
- Sinolestes ornatus Needham, 1930
- Sinosticta debra Wilson & Xu, 2007
- Sinosticta hainanense Wilson & Reels, 2001
- Sinosticta ogatai (Matsuki & Saito, 1996)
- Skiallagma baueri Förster, 1906
- Sleuthemis diplacoides Fraser, 1951
- Solomonargiolestes bougainville (Kalkman, 2008)[5]
- Solomonargiolestes malaita (Kalkman, 2008)[5]
- Somatochlora albicincta (Burmeister, 1839)
- Somatochlora alpestris (Selys, 1840)
- Somatochlora arctica (Zetterstedt, 1840)
- Somatochlora borisi Marinov, 2001
- Somatochlora brevicincta Robert, 1954
- Somatochlora calverti Williamson & Gloyd, 1933
- Somatochlora cingulata (Selys, 1871)
- Somatochlora clavata Oguma, 1913
- Somatochlora daviesi Lieftinck, 1977
- Somatochlora dido Needham, 1930
- Somatochlora elongata (Scudder, 1866)
- Somatochlora ensigera Martin, 1907
- Somatochlora filosa (Hagen, 1861)
- Somatochlora flavomaculata (Vander Linden, 1825)
- Somatochlora forcipata (Scudder, 1866)
- Somatochlora franklini (Selys, 1878)
- Somatochlora georgiana Walker, 1925
- Somatochlora graeseri Selys, 1887
- Somatochlora hineana Williamson, 1931
- Somatochlora hudsonica (Hagen in Selys, 1871)
- Somatochlora incurvata Walker, 1918
- Somatochlora kennedyi Walker, 1918
- Somatochlora linearis (Hagen, 1861)
- Somatochlora lingyinensis Zhou & Wa, 1979
- Somatochlora margarita Donnelly, 1962
- Somatochlora meridionalis Nielsen, 1935
- Somatochlora metallica (Vander Linden, 1825)
- Somatochlora minor Calvert, 1898
- Somatochlora ozarkensis Bird, 1933
- Somatochlora provocans Calvert, 1903
- Somatochlora sahlbergi Trybom, 1889
- Somatochlora semicircularis (Selys, 1871)
- Somatochlora septentrionalis (Hagen, 1861)
- Somatochlora shanxiensis Zhu & Zhang, 1999
- Somatochlora tenebrosa (Say, 1840)
- Somatochlora uchidai Förster, 1909
- Somatochlora viridiaenea (Uhler, 1858)
- Somatochlora walshii (Scudder, 1866)
- Somatochlora whitehousei Walker, 1925
- Somatochlora williamsoni Walker, 1907
- Spinaeschna tripunctata (Martin, 1901)
- Spinaeschna watsoni Theischinger, 1982
- Staurophlebia auca Kennedy, 1937
- Staurophlebia bosqi Navás, 1927
- Staurophlebia gigantula Martin, 1909
- Staurophlebia reticulata (Burmeister, 1839)
- Staurophlebia wayana Geijskes, 1959
- Stenagrion dubium (Laidlaw, 1912)
- Stenagrion petermilleri Hämäläinen, 1997
- Stenocnemis pachystigma (Selys, 1886)
- Stenocora percornuta Kennedy, 1940
- Stylogomphus albistylus (Hagen in Selys, 1878)
- Stylogomphus changi Asahina, 1968
- Stylogomphus chunliuae Chao, 1954
- Stylogomphus inglisi Fraser, 1922
- Stylogomphus lawrenceae Yang & Davies, 1996
- Stylogomphus lutantus Chao, 1983
- Stylogomphus ryukyuanus Asahina, 1951
- Stylogomphus shirozui Asahina, 1966
- Stylogomphus sigmastylus Cook & Laudermilk, 2004
- Stylogomphus suzukii (Oguma, 1926)
- Stylogomphus tantulus Chao, 1954
- Stylurus amicus (Needham, 1930)
- Stylurus amnicola (Walsh, 1862)
- Stylurus annulatus (Djakonov, 1926)
- Stylurus clathratus (Needham, 1930)
- Stylurus endicotti (Needham, 1930)
- Stylurus erectocornus Liu & Chao in Chao, 1990
- Stylurus falcatus Gloyd, 1944
- Stylurus flavicornis (Needham, 1931)
- Stylurus flavipes (Charpentier, 1825)
- Stylurus gaudens (Chao, 1953)
- Stylurus gideon (Needham, 1941)
- Stylurus intricatus (Selys, 1858)
- Stylurus ivae Williamson, 1932
- Stylurus kreyenbergi (Ris, 1928)
- Stylurus laurae Williamson, 1932
- Stylurus nagoyanus Asahina, 1951
- Stylurus nanningensis Liu, 1985
- Stylurus nobilis Liu & Chao in Chao, 1990
- Stylurus notatus (Rambur, 1842)
- Stylurus occultus (Selys, 1878)
- Stylurus oculatus (Asahina, 1949)
- Stylurus olivaceus (Selys, 1873)
- Stylurus placidus Liu & Chao in Chao, 1990
- Stylurus plagiatus (Selys, 1854)
- Stylurus potulentus (Needham, 1942)
- Stylurus scudderi (Selys, 1873)
- Stylurus spiniceps (Walsh, 1862)
- Stylurus takashii (Asahina, 1966)
- Stylurus tongrensis Liu, 1991
- Stylurus townesi Gloyd, 1936
- Sulcosticta pallida van Tol, 2005
- Sulcosticta striata van Tol, 2005
- Sulcosticta vantoli Villanueva & Schorr, 2011
- Sulcosticta viticula van Tol, 2005
- Sundacypha petiolata (Selys, 1859)
- Sundacypha striata Orr, 1999
- Sympecma fusca (Vander Linden, 1820)
- Sympecma gobica Förster, 1900
- Sympecma paedisca (Brauer, 1877)
- Sympetrum ambiguum (Rambur, 1842)
- Sympetrum arenicolor Jödicke, 1994
- Sympetrum baccha (Selys, 1884)
- Sympetrum chaconi De Marmels, 1994
- Sympetrum cordulegaster (Selys, 1883)
- Sympetrum corruptum (Hagen, 1861)
- Sympetrum costiferum  (Hagen, 1861)
- Sympetrum croceolum (Selys, 1883)
- Sympetrum daliensis Zhu, 1999
- Sympetrum danae (Sulzer, 1776)
- Sympetrum darwinianum Selys, 1883
- Sympetrum depressiusculum (Selys, 1841)
- Sympetrum dilatatum (Calvert, 1892)
- Sympetrum eroticum (Selys, 1883)
- Sympetrum evanescens De Marmels, 1992
- Sympetrum flaveolum (Linnaeus, 1758)
- Sympetrum fonscolombii (Selys, 1840)
- Sympetrum frequens (Selys, 1883)
- Sympetrum gilvum (Selys, 1884)
- Sympetrum gracile Oguma, 1915
- Sympetrum haritonovi Borisov, 1983
- Sympetrum hypomelas (Selys, 1884)
- Sympetrum illotum (Hagen, 1861)
- Sympetrum infuscatum (Selys, 1883)
- Sympetrum internum Montgomery, 1943
- Sympetrum kunckeli (Selys, 1884)
- Sympetrum maculatum Oguma, 1922
- Sympetrum madidum (Hagen, 1861)
- Sympetrum meridionale (Selys, 1841)
- Sympetrum nigrifemur (Selys, 1884)
- Sympetrum nigrocreatum Calvert, 1920
- Sympetrum nomurai Asahina, 1997
- Sympetrum obtrusum (Hagen, 1861)
- Sympetrum orientale (Selys, 1883)
- Sympetrum pallipes (Hagen, 1874)
- Sympetrum paramo De Marmels, 2001
- Sympetrum parvulum (Bartenev, 1912)
- Sympetrum pedemontanum (Müller, 1766)
- Sympetrum risi Bartenev, 1914
- Sympetrum roraimae De Marmels, 1988
- Sympetrum rubicundulum (Say, 1840)
- Sympetrum sanguineum (Müller, 1764)
- Sympetrum semicinctum (Say, 1840)
- Sympetrum signiferum Cannings & Garrison, 1991
- Sympetrum sinaiticum Dumont, 1977
- Sympetrum speciosum Oguma, 1915
- Sympetrum striolatum (Charpentier, 1840)
- Sympetrum tibiale (Ris, 1897)
- Sympetrum uniforme (Selys, 1883)
- Sympetrum vicinum (Hagen, 1861)
- Sympetrum villosum Ris, 1911
- Sympetrum vulgatum (Linnaeus, 1758)
- Sympetrum xiaoi Han & Zhu, 1997
- Syncordulia gracilis (Burmeister, 1839)
- Syncordulia legator Dijkstra, Samways & Simaika, 2007
- Syncordulia serendipator Dijkstra, Samways & Simaika, 2007
- Syncordulia venator (Barnard, 1933)
- Synlestes selysi Tillyard, 1917
- Synlestes tropicus Tillyard, 1917
- Synlestes weyersii Selys, 1868
- Synthemiopsis gomphomacromioides Tillyard, 1917
- Synthemis ariadne Lieftinck, 1975
- Synthemis campioni Lieftinck, 1971
- Synthemis eustalacta (Burmeister, 1839)
- Synthemis fenella Campion, 1921
- Synthemis feronia Lieftinck, 1938
- Synthemis flexicauda Campion, 1921
- Synthemis leachii Selys, 1871
- Synthemis macrostigma Selys, 1871
- Synthemis miranda Selys, 1871
- Synthemis montaguei Campion, 1921
- Synthemis pamelae Davies, 2002
- Synthemis regina Selys, 1874
- Synthemis serendipita Winstanley, 1984
- Synthemis spiniger Tillyard, 1913
- Synthemis tasmanica Tillyard, 1910
- Tachopteryx thoreyi (Hagen in Selys, 1858)
- Tanymecosticta capillaris Lieftinck, 1959
- Tanymecosticta filiformis (Ris, 1898)
- Tanymecosticta fissicollis (Lieftinck, 1932)
- Tanymecosticta jejuna Lieftinck, 1959
- Tanymecosticta leptalea Lieftinck, 1959
- Tanymecosticta simonae Lieftinck, 1969
- Tanypteryx hageni (Selys, 1879)
- Tanypteryx pryeri (Selys, 1889)
- Tapeinothemis boharti Lieftinck, 1950
- Tatocnemis crenulatipennis Fraser, 1952
- Tatocnemis denticularis Aguesse, 1968
- Tatocnemis emarginatipennis Fraser , 1960
- Tatocnemis malgassica Kirby, 1889
- Tatocnemis mellisi Schmidt, 1951
- Tatocnemis micromalgassica Aguesse, 1968
- Tatocnemis olsufieffi Schmidt, 1951
- Tatocnemis robinsoni Schmidt, 1951
- Tatocnemis sinuatipennis (Selys, 1891)
- Tatocnemis virginiae Legrand, 1992
- Tauriphila argo (Hagen, 1869)
- Tauriphila australis (Hagen, 1867)
- Tauriphila azteca Calvert, 1906
- Tauriphila risi Martin, 1896
- Tauriphila xiphea Ris, 1913
- Teinobasis aerides Lieftinck, 1962
- Teinobasis albula Ris, 1915
- Teinobasis alluaudi (Martin, 1896)
- Teinobasis alternans Lieftinck, 1935
- Teinobasis aluensis Campion, 1924
- Teinobasis angusticlavia Ris, 1913
- Teinobasis annamalija Hämäläinen & Müller, 1989
- Teinobasis argiocnemis Lieftinck, 1949
- Teinobasis ariel Lieftinck, 1962
- Teinobasis aurea Lieftinck, 1932
- Teinobasis bradleyi Kimmins, 1957
- Teinobasis budeni Paulson, 2003
- Teinobasis buwaldai Lieftinck, 1949
- Teinobasis carolinensis Lieftinck, 1962
- Teinobasis chionopleura Lieftinck, 1987
- Teinobasis combusta (Selys, 1877)
- Teinobasis corolla Needham & Gyger, 1939
- Teinobasis cryptica Dow, 2010
- Teinobasis debeauforti Lieftinck, 1938
- Teinobasis debeauxi Lieftinck, 1938
- Teinobasis dolabrata Lieftinck, 1938
- Teinobasis dominula Lieftinck, 1937
- Teinobasis euglena Lieftinck, 1934
- Teinobasis filamenta Needham & Gyger, 1939
- Teinobasis filiformis (Brauer, 1868)
- Teinobasis filum (Brauer, 1868)
- Teinobasis fortis Lieftinck, 1962
- Teinobasis fulgens Lieftinck, 1949
- Teinobasis gracillima Fraser, 1926
- Teinobasis hamalaineni Müller, 1992
- Teinobasis helvola Lieftinck, 1930
- Teinobasis imitans Lieftinck, 1987
- Teinobasis kiautai Theischinger & Richards, 2007
- Teinobasis kirbyi Laidlaw, 1902
- Teinobasis laglaizei (Selys, 1878)
- Teinobasis laidlawi Kimmins, 1936
- Teinobasis lorquini (Selys, 1877)
- Teinobasis luciae Lieftinck, 1937
- Teinobasis metallica (Förster, 1898)
- Teinobasis micans Lieftinck, 1949
- Teinobasis nigra Campion in Laidlaw, 1928
- Teinobasis nigrolutea Lieftinck, 1962
- Teinobasis nitescens Lieftinck, 1935
- Teinobasis obtusilingua Lieftinck, 1987
- Teinobasis olivacea Ris, 1915
- Teinobasis olthofi Lieftinck, 1949
- Teinobasis palauensis Lieftinck, 1962
- Teinobasis ponapensis Lieftinck, 1962
- Teinobasis pretiosa (Selys, 1877)
- Teinobasis prothoracica (Selys, 1877)
- Teinobasis pulverulenta Ris, 1915
- Teinobasis rajah Laidlaw, 1912
- Teinobasis ranee Needham & Gyger, 1941
- Teinobasis recurva (Selys, 1877)
- Teinobasis rubricauda Lieftinck, 1974
- Teinobasis ruficollis (Selys, 1877)
- Teinobasis rufithorax (Selys, 1877)
- Teinobasis samaritis Ris, 1915
- Teinobasis scintillans Lieftinck, 1932
- Teinobasis serena Lieftinck, 1932
- Teinobasis simulans Lieftinck, 1987
- Teinobasis sjupp Kalkman, 2008
- Teinobasis stigmatizans Lieftinck, 1938
- Teinobasis strigosa Needham & Gyger, 1939
- Teinobasis suavis Lieftinck, 1953
- Teinobasis superba (Hagen in Selys, 1877)
- Teinobasis tenuis (Martin, 1897)
- Teinobasis wallacei Campion, 1924
- Teinopodagrion angulatum De Marmels, 2001
- Teinopodagrion caquetanum De Marmels, 2001
- Teinopodagrion chinichaysuyum De Marmels, 2001
- Teinopodagrion croizati De Marmels, 2002
- Teinopodagrion curtum (Selys, 1886)
- Teinopodagrion decipiens De Marmels, 2001
- Teinopodagrion depressum De Marmels, 2001
- Teinopodagrion epidrium De Marmels, 2001
- Teinopodagrion eretes De Marmels, 2001
- Teinopodagrion lepidum (Rácenis, 1959)
- Teinopodagrion macropus (Selys, 1862)
- Teinopodagrion mercenarium (Hagen, 1869)
- Teinopodagrion meridionale De Marmels, 2001
- Teinopodagrion muzanum (Navás, 1934)
- Teinopodagrion nebulosum (Selys, 1886)
- Teinopodagrion oscillans (Selys, 1862)
- Teinopodagrion schiessi De Marmels, 2001
- Teinopodagrion setigerum (Selys, 1886)
- Teinopodagrion temporale (Selys, 1862)
- Teinopodagrion vallenatum De Marmels, 2001
- Teinopodagrion venale (Selys, 1862)
- Teinopodagrion vilorianum De Marmels, 2001
- Teinopodagrion waynu De Marmels, 2001
- Teinopodagrion yunka De Marmels, 2001
- Telagrion longum Selys, 1876
- Telebasis abuna Bick & Bick, 1995
- Telebasis aurea May, 1992
- Telebasis bastiaani Bick & Bick, 1996
- Telebasis bickorum Daigle, 2002
- Telebasis boomsmae Garrison, 1994
- Telebasis brevis Bick & Bick, 1995
- Telebasis byersi Westfall, 1957
- Telebasis carmesina Calvert, 1909
- Telebasis carminita Calvert, 1909
- Telebasis carota Kennedy, 1936
- Telebasis carvalhoi Garrison, 2009
- Telebasis celiovallei Machado, 2010
- Telebasis coccinea (Selys, 1876)
- Telebasis collopistes Calvert, 1902
- Telebasis corallina (Selys, 1876)
- Telebasis corbeti Garrison, 2009
- Telebasis demarara (Williamson, 1917)
- Telebasis digiticollis Calvert, 1902
- Telebasis divaricata Machado, 2010
- Telebasis dominicana (Selys in Sagra, 1857)
- Telebasis dunklei Bick & Bick, 1995
- Telebasis erythrina (Selys, 1876)
- Telebasis farcimentum Garrison, 2009
- Telebasis filiola (Perty, 1834)
- Telebasis flammeola Kennedy, 1936
- Telebasis garleppi Ris, 1918
- Telebasis garrisoni Bick & Bick, 1995
- Telebasis gigantea Daigle, 2002
- Telebasis griffinii (Martin, 1896)
- Telebasis inalata (Calvert, 1961)
- Telebasis incolumis Williamson & Williamson, 1930
- Telebasis isthmica Calvert, 1902
- Telebasis lenkoi Machado, 2010
- Telebasis leptocyclia Garrison, 2009
- Telebasis levis Garrison, 2009
- Telebasis livida Kennedy, 1936
- Telebasis luizae Lencioni, 2010
- Telebasis milleri Garrison, 1997
- Telebasis myrianae Machado, 2010
- Telebasis obsoleta (Selys, 1876)
- Telebasis pallida Machado, 2010
- Telebasis paraensei Machado, 1956
- Telebasis pareci Machado, 2010
- Telebasis pataxo Machado, 2010
- Telebasis racenisi Bick & Bick, 1995
- Telebasis rubricauda Bick & Bick, 1995
- Telebasis salva (Hagen, 1861)
- Telebasis sanguinalis Calvert, 1909
- Telebasis selaopyge De Marmels, 1989
- Telebasis simulacrum (Calvert, 1909)
- Telebasis simulata Tennessen, 2002
- Telebasis theodori (Navás, 1934)
- Telebasis versicolor Fraser, 1946
- Telebasis vulcanoae (Machado, 1980)
- Telebasis vulnerata (Hagen, 1861)
- Telebasis watsoni Bick & Bick, 1995
- Telebasis williamsoni Garrison, 2009
- Telebasis willinki Fraser, 1948
- Telephlebia brevicauda Tillyard, 1916
- Telephlebia cyclops Tillyard, 1916
- Telephlebia godeffroyi Selys, 1883
- Telephlebia tillyardi Campion in Tillyard, 1916
- Telephlebia tryoni Tillyard, 1917
- Telephlebia undia Theischinger, 1985
- Tepuibasis chimantai (De Marmels, 1988)
- Tepuibasis fulva (Needham, 1933)
- Tepuibasis garciana De Marmels, 2007
- Tepuibasis neblinae (De Marmels, 1989)
- Tepuibasis nigra De Marmels, 2007
- Tepuibasis rubicunda De Marmels, 2007
- Tepuibasis thea De Marmels, 2007
- Tetracanthagyna bakeri Campion in Laidlaw, 1928
- Tetracanthagyna brunnea McLachlan, 1898
- Tetracanthagyna degorsi Martin, 1895
- Tetracanthagyna plagiata (Waterhouse, 1877)
- Tetracanthagyna waterhousei McLachlan, 1898
- Tetrathemis camerunensis (Sjöstedt, 1900)
- Tetrathemis corduliformis Longfield, 1936
- Tetrathemis denticauda Fraser, 1954
- Tetrathemis flavescens Kirby, 1889
- Tetrathemis fraseri Legrand, 1977
- Tetrathemis godiardi Lacroix, 1921
- Tetrathemis irregularis Brauer, 1868
- Tetrathemis leptoptera Selys, 1877
- Tetrathemis longfieldae Legrand, 1977
- Tetrathemis platyptera Selys, 1878
- Tetrathemis polleni (Selys, 1877)
- Tetrathemis ruwensoriensis Fraser, 1941
- Tetrathemis victoriae (Pinhey, 1963)
- Tetrathemis yerburi Kirby, 1893
- Thalassothemis marchali (Rambur, 1842)
- Thaumatagrion funereum Lieftinck, 1932
- Thaumatoneura inopinata McLachlan, 1897
- Thermagrion webbianum Förster, 1906
- Thermochoria equivocata Kirby, 1889
- Thermochoria jeanneli (Martin, 1915)
- Thermorthemis comorensis Fraser, 1958
- Thermorthemis madagascariensis (Rambur, 1842)
- Tholymis citrina Hagen, 1867
- Tholymis tillarga (Fabricius, 1798)
- Tibiagomphus noval (Rodrigues, 1985)
- Tibiagomphus uncatus (Fraser, 1947)
- Tigriagrion aurantinigrum Calvert, 1909
- Titanosticta macrogaster Donnelly, 1993
- Tonyosynthemis claviculata (Tillyard, 1909)
- Tonyosynthemis ofarrelli (Theischinger & Watson, 1986)
- Torrenticnemis filicornis Lieftinck, 1949
- Tragogomphus aurivillii Sjöstedt, 1900
- Tragogomphus christinae Legrand, 1992
- Tragogomphus ellioti Legrand, 2002
- Tragogomphus mamfei Pinhey, 1961
- Tragogomphus tenaculatus (Fraser, 1926)
- Tramea abdominalis (Rambur, 1842)
- Tramea aquila Lieftinck, 1942
- Tramea basilaris (Palisot de Beauvois, 1805)
- Tramea binotata (Rambur, 1842)
- Tramea calverti Muttkowski, 1910
- Tramea carolina (Linnaeus, 1763)
- Tramea cophysa Hagen, 1867
- Tramea eurybia Selys, 1878
- Tramea insularis Hagen, 1861
- Tramea lacerata Hagen, 1861
- Tramea liberata Lieftinck, 1949
- Tramea limbata (Desjardins, 1832)
- Tramea loewii Kaup in Brauer, 1866
- Tramea minuta De Marmels & Rácenis, 1982
- Tramea onusta Hagen, 1861
- Tramea phaeoneura Lieftinck, 1953
- Tramea rosenbergi Brauer, 1866
- Tramea rustica De Marmels & Rácenis, 1982
- Tramea stenoloba (Watson, 1962)
- Tramea transmarina Brauer, 1867
- Tramea virginia (Rambur, 1842)
- Triacanthagyna caribbea Williamson, 1923
- Triacanthagyna dentata (Geijskes, 1943)
- Triacanthagyna ditzleri Williamson, 1923
- Triacanthagyna nympha (Navás, 1933)
- Triacanthagyna obscuripennis (Blanchard, 1847)
- Triacanthagyna satyrus (Martin, 1909)
- Triacanthagyna septima (Selys in Sagra, 1857)
- Triacanthagyna trifida (Rambur, 1842)
- Triacanthagyna williamsoni von Ellenrieder & Garrison, 2003
- Trigomphus agricola (Ris, 1916)
- Trigomphus beatus Chao, 1954
- Trigomphus carus  Chao, 1954
- Trigomphus citimus (Needham, 1931)
- Trigomphus hainanensis Zhang & Tong, 2009
- Trigomphus interruptus (Selys, 1854)
- Trigomphus lautus (Needham, 1931)
- Trigomphus melampus (Selys, 1869)
- Trigomphus nigripes (Selys, 1887)
- Trigomphus ogumai Asahina, 1949
- Trigomphus succumbens (Needham, 1930)
- Trigomphus svenhedini (Sjöstedt, 1933)
- Trigomphus yunnanensis Zhou & Wu, 1992
- Trineuragrion percostale Ris, 1915
- Trithemis aconita Lieftinck, 1969
- Trithemis aenea Pinhey, 1961
- Trithemis aequalis Lieftinck, 1969
- Trithemis africana (Brauer, 1867)
- Trithemis annulata (Palisot de Beauvois, 1805)
- Trithemis anomala Pinhey, 1955
- Trithemis arteriosa (Burmeister, 1839)
- Trithemis aurora (Burmeister, 1839)
- Trithemis basitincta Ris, 1912
- Trithemis bifida Pinhey, 1970
- Trithemis bredoi Fraser, 1953
- Trithemis brydeni Pinhey, 1970
- Trithemis congolica Pinhey, 1970
- Trithemis dejouxi Pinhey, 1978
- Trithemis dichroa Karsch, 1893
- Trithemis donaldsoni (Calvert, 1899)
- Trithemis dorsalis (Rambur, 1842)
- Trithemis ellenbeckii Förster, 1906
- Trithemis festiva (Rambur, 1842)
- Trithemis fumosa Pinhey, 1962
- Trithemis furva Karsch, 1899
- Trithemis grouti Pinhey, 1961
- Trithemis hartwigi Pinhey, 1970
- Trithemis hecate Ris, 1912
- Trithemis imitata Pinhey, 1961
- Trithemis integra Dijkstra, 2007
- Trithemis kalula Kirby, 1900
- Trithemis kirbyi Selys, 1891
- Trithemis lilacina Förster, 1899
- Trithemis monardi Ris, 1931
- Trithemis morrisoni Damm & Hadrys, 2009
- Trithemis nigra Longfield, 1936
- Trithemis nuptialis Karsch, 1894
- Trithemis osvaldae D'Andrea & Carfi, 1997
- Trithemis pallidinervis (Kirby, 1889)
- Trithemis palustris Damm & Hadrys, 2009
- Trithemis persephone Ris, 1912
- Trithemis pluvialis Förster, 1906
- Trithemis pruinata Karsch, 1899
- Trithemis selika Selys, 1869
- Trithemis stictica (Burmeister, 1839)
- Trithemis werneri Ris, 1912
- Trithetrum congoense (Aguesse, 1966)
- Trithetrum navasi (Lacroix, 1921)
- Tuberculobasis arara Machado, 2009
- Tuberculobasis cardinalis (Fraser, 1946)
- Tuberculobasis costalimai (Santos, 1957)
- Tuberculobasis geijskesi Machado, 2009
- Tuberculobasis guarani Machado, 2009
- Tuberculobasis inversa (Selys, 1876)
- Tuberculobasis karitiana Machado, 2009
- Tuberculobasis macuxi Machado, 2009
- Tuberculobasis mammilaris (Calvert, 1909)
- Tuberculobasis tirio Machado, 2009
- Tuberculobasis williamsoni Machado, 2009
- Tuberculobasis yanomami (De Marmels, 1992)
- Tukanobasis corbeti Machado, 2009
- Tyriobapta kueckenthali (Karsch, 1903)
- Tyriobapta laidlawi Ris, 1919
- Tyriobapta torrida Kirby, 1889
- Umma cincta (Hagen in Selys, 1853)
- Umma declivium Förster, 1906
- Umma distincta Longfield, 1933
- Umma electa Longfield, 1933
- Umma femina Longfield, 1947
- Umma infumosa Fraser, 1951
- Umma longistigma (Selys, 1869)
- Umma mesostigma (Selys, 1879)
- Umma mesumbei Vick, 1996
- Umma purpurea Pinhey, 1961
- Umma saphirina Förster, 1916
- Uracis fastigiata (Burmeister, 1839)
- Uracis imbuta (Burmeister, 1839)
- Uracis infumata (Rambur, 1842)
- Uracis ovipositrix Calvert, 1909
- Uracis reducta Fraser, 1946
- Uracis siemensi Kirby, 1897
- Uracis turrialba Ris, 1919
- Uropetala carovei (White, 1846)
- Uropetala chiltoni Tillyard, 1930
- Urothemis abbotti Laidlaw, 1927
- Urothemis aliena Selys, 1878
- Urothemis assignata (Selys, 1872)
- Urothemis bisignata Brauer, 1868
- Urothemis consignata Selys, 1897
- Urothemis edwardsii (Selys, 1849)
- Urothemis luciana Balinsky, 1961
- Urothemis signata (Rambur, 1842)
- Urothemis thomasi Longfield, 1932
- Vanuatubasis bidens (Kimmins, 1958)
- Vanuatubasis malekulana (Kimmins, 1936)
- Vanuatubasis santosensis Ober & Staniczek, 2009
- Vestalaria miao (Wilson & Reels, 2001)
- Vestalaria smaragdina (Selys, 1879)
- Vestalaria velata (Ris, 1912)
- Vestalaria venusta (Hämäläinen, 2004)
- Vestalaria vinnula Hämäläinen, 2006
- Vestalis amabilis Lieftinck, 1965
- Vestalis amaryllis Lieftinck, 1965
- Vestalis amethystina Lieftinck, 1965
- Vestalis amnicola Lieftinck, 1965
- Vestalis amoena Selys, 1853
- Vestalis anacolosa Lieftinck, 1965
- Vestalis anne Hämäläinen, 1985
- Vestalis apicalis Selys, 1873
- Vestalis atropha Lieftinck, 1965
- Vestalis beryllae Laidlaw, 1915
- Vestalis gracilis (Rambur, 1842)
- Vestalis luctuosa (Burmeister, 1839)
- Vestalis lugens Albarda in Selys, 1879
- Vestalis melania Selys, 1873
- Vestalis yunosukei Asahina, 1990
- Viridithemis viridula Fraser, 1960
- Wahnesia annulipes (Lieftinck, 1956)[5]
- Wahnesia armeniaca (Lieftinck, 1956)[5]
- Wahnesia ephippiata (Lieftinck, 1956)[5]
- Wahnesia esuriens (Lieftinck, 1956)[5]
- Wahnesia gizo (Kalkman, 2008)[5]
- Wahnesia kirbyi Förster, 1900[5]
- Wahnesia kutubuensis Theischinger, Richards & Toko, 2018[5]
- Wahnesia luteipes (Lieftinck, 1956)[5]
- Wahnesia microstigma (Lieftinck, 1956)[5]
- Wahnesia prothoracalis (Lieftinck, 1956)[5]
- Wahnesia saltator (Lieftinck, 1956)[5]
- Wahnesia saltuaria (Lieftinck, 1956)[5]
- Wahnesia simplex (Lieftinck, 1949)[5]
- Watanabeopetalia atkinsoni (Selys, 1878)
- Watanabeopetalia uenoi (Asahina, 1995)
- Watanabeopetalia usignata (Chao, 1999)
- Watuwila vervoorti van Tol, 1998
- Williamsonia fletcheri Williamson, 1923
- Williamsonia lintneri (Hagen in Selys, 1878)
- Xanthagrion erythroneurum Selys, 1876
- Xanthocnemis sinclairi Rowe, 1987
- Xanthocnemis sobrina (McLachlan, 1873)
- Xanthocnemis tuanuii Rowe, 1981
- Xanthocnemis zealandica (McLachlan, 1873)
- Xiphiagrion cyanomelas Selys, 1876
- Xiphiagrion truncatum Lieftinck, 1949
- Ypirangathemis calverti Santos, 1945
- Zenithoptera anceps Pujol-Luz, 1993
- Zenithoptera fasciata (Linnaeus, 1758)
- Zenithoptera lanei Santos, 1941
- Zenithoptera viola Ris, 1910
- Zephyrogomphus lateralis (Selys, 1873)
- Zephyrogomphus longipositor (Watson, 1991)
- Zoniagrion exclamationis (Selys, 1876)
- Zonophora batesi Selys, 1869
- Zonophora calippus Selys, 1869
- Zonophora campanulata (Burmeister, 1839)
- Zonophora diversa Belle, 1983
- Zonophora nobilis Belle, 1983
- Zonophora regalis Belle, 1976
- Zonophora solitaria Rácenis, 1970
- Zonophora supratriangularis Schmidt, 1941
- Zonophora surinamensis Needham, 1944
- Zonophora wucherpfennigi Schmidt, 1941
- Zygonoides fraseri (Pinhey, 1955)
- Zygonoides fuelleborni (Grünberg, 1902)
- Zygonoides lachesis (Ris, 1912)
- Zygonoides occidentis (Ris, 1912)
- Zygonychidium gracile Lindley, 1970
- Zygonyx asahinai Matsuki & Saito, 1995
- Zygonyx elisabethae Lieftinck, 1963
- Zygonyx eusebia (Ris, 1912)
- Zygonyx fallax (Schouteden, 1934)
- Zygonyx flavicosta (Sjöstedt, 1900)
- Zygonyx geminunca Legrand, 1997
- Zygonyx hova (Rambur, 1842)
- Zygonyx ida Hagen, 1867
- Zygonyx ilia Ris, 1912
- Zygonyx immaculata Fraser, 1933
- Zygonyx iris Selys, 1869
- Zygonyx luctifera Selys, 1869
- Zygonyx natalensis (Martin, 1900)
- Zygonyx pretentiosa Fraser, 1957
- Zygonyx ranavalonae Fraser, 1949
- Zygonyx regisalberti (Schouteden, 1934)
- Zygonyx speciosa (Karsch, 1891)
- Zygonyx takasago Asahina, 1966
- Zygonyx torrida (Kirby, 1889)
- Zygonyx viridescens (Martin, 1900)
- Zyxomma atlanticum Selys, 1889
- Zyxomma breviventre (Martin, 1921)
- Zyxomma elgneri Ris, 1913
- Zyxomma multinervorum Carpenter, 1897
- Zyxomma obtusum Albarda, 1881
- Zyxomma petiolatum Rambur, 1842